# あなたとハッピー!
『あなたとハッピー!』はニッポン放送で、2007年10月1日から平日午前に放送されている情報バラエティ番組。通称「ハッピー!」。
2019年4月からは月 - 木曜日は『垣花正 あなたとハッピー! 』（かきはなただし あなたとハッピー!）、金曜日は『春風亭一之輔 あなたとハッピー! 』（しゅんぷうていいちのすけ あなたとハッピー!）として放送している。

## 番組概要
ニッポン放送は平日午前の放送枠で、同局アナウンサー（当時）の上柳昌彦が担当していた『うえやなぎまさひこのサプライズ!』を放送していたが、2007年秋の番組改編で、上柳が平日朝のワイド番組『上柳昌彦のお早うGoodDay!』に担当移動する事に伴い、直前まで平日朝の情報バラエティ番組『森永卓郎と垣花正の朝はニッポン一番ノリ!』を担当していた垣花が異動し、2007年10月1日、『垣花正のあなたとハッピー!』として放送開始。この日はニッポン放送の午前中が抜本的に改編され、「ニッポン放送はじまるよ!」をキャッチフレーズに大きく変わった日でもある。
垣花が平日午前の時間帯を担当するのは、『山田邦子ワンダフルモーニング』の曜日担当以来、5年振りとなった。
番組初回の冒頭で垣花は自身の結婚を発表している。
番組コンセプトはリスナーに井戸端会議感覚で番組に参加して貰う「ご近所ラジオ」を掲げている。一部『サプライズ!』や前担当番組であった『朝はニッポン一番ノリ!』から、パートナー若しくは継続したコーナーが存在する。
金曜日は前番組からの継続パートナーである、榊原郁恵の冠が付いた『あなたとハッピー! フライデースペシャル』と称していた。
2008年1月7日から、番組名が『あなたとハッピー!』に改題。その後、2008年2月18日放送分で、放送回数100回目を迎えた。2009年3月30日からの番組リニューアルで、パートナーに『朝はニッポン一番ノリ!』で、パートナー（アシスタント）であった那須と1年半振りにコンビを組む事となり、曜日パートナーが全員降板した。これ以降、『垣花正 あなたとハッピー!』と名乗りながらジングルでは『垣花正と那須恵理子 あなたとハッピー!』として実質のツインナビゲート扱いとしている。この扱いは熊谷加入後も同じである。
2010年6月28日放送分からは放送時間を30分拡大することによって、8:00から放送を開始した。
垣花は2019年3月をもってニッポン放送を退社しフリーアナウンサーとなったが、2019年4月改編からは垣花の担当を月 - 木曜日の4日間に変更の上、春風亭一之輔を金曜日のパーソナリティに起用。この起用に伴い、月 - 木曜放送分を『垣花正 あなたとハッピー!』、金曜放送分のみ『春風亭一之輔 あなたとハッピー!』（しゅんぷうていいちのすけ　あなたとハッピー!）として編成する。これ以降、「ハッピー!」の愛称は『垣花正〜』に用い、『春風亭一之輔〜』の場合は曜日をかぶせた「金曜ハッピー!」を愛称とする。
2020年度には、「巷の話題をまるかじり！」のキャッチフレーズを使用。ジングルを新規に制作した（年度内のみ使用）。火曜・木曜のパートナーが那須から熊谷に替わり、那須が担当していた収録済みの提供クレジット読み上げは内包の『川井郁子ハートストリングス』を除き、垣花に全て変更した。
2022年4月、これまで共用していた公式サイト、ツイッターアカウント、ハッシュタグを分割。これまでのサイトやアカウントを『垣花正〜』が使用し、新たに『春風亭一之輔〜』用のページやアカウントが設けられ、番組内のコーナーや企画に一部共通するものがあるが、全体としては『あなたとハッピー!』を共通番組名にしながらもより別物の色合いが強まっている。また、「巷の話題をまるかじり!」のキャッチフレーズは月〜木に「巷の今をまるかじり!」へと変えて使用中。
同年10月、放送開始から15周年を迎えた。
2024年4月1日より番組改編に伴い放送時間を30分短縮し、8:00 - 11:00に放送（内包していた『テレフォン人生相談』は独立番組として同時間に放送）。

### 聴取率
『垣花正 あなたとハッピー!』の個人聴取率は堅調な数字を示しており、聴取率調査週間の最高聴取率番組ランキングでは上位10位以内に入ることが多い。2021年まではTBSラジオの同時間帯番組には及ばなかったものの、2022年8月の聴取率調査で番組開始以来初の同時間帯単独首位を獲得した。
また、『春風亭一之輔 あなたとハッピー!』は2021年4月の聴取率調査で初めて単独首位を獲得し、その後も同時間帯単独首位を獲得することが多い。

## 出演者

### 現在

#### パーソナリティ
- 月曜〜木曜：垣花正（フリーアナウンサー、元ニッポン放送アナウンサー）2019年3月まで金曜日も出演
- 金曜：春風亭一之輔（落語家）2019年4月〜

#### パートナー（アシスタント）
- 月曜・水曜：那須恵理子（ラジオパーソナリティ[注 2]、元ニッポン放送アナウンサールーム長、 2009年3月30日 - ） - 2019年3月まで金曜日（平日全曜日）も担当、2020年3月まで火曜日・木曜日も担当。
- 火曜・木曜：熊谷実帆（ニッポン放送アナウンサー、2020年3月31日 - ） - 2019年10月7日 - 2020年3月18日まで新人アナウンサー、行ってきますリポーター（月・火曜）担当。
- 金曜：増山さやか （ニッポン放送アナウンサー、2019年4月5日 - ）

#### コメンテーター
垣花は滅多に休暇を取らないが、オリンピック取材などで不在の時はコメンテーターがパーソナリティを兼任する。

##### レギュラー
- 月曜：高橋洋一（数量政策学者、2023年10月18日初出演)
- 火曜：森永康平（証券アナリスト、2023年5月11日初出演)
- 木曜：中瀬ゆかり（新潮社執行役員、2011年8月1日初出演、以降主に月曜日に出演、2015年5月以降は主に木曜日に出演）[注 3][注 4]

##### 準レギュラー
- AKI猪瀬（スポーツライター、2013年12月19日初出演）
- 山口真由（法学者、2014年2月5日初出演)
- 金子達仁（スポーツライター、2015年3月6日初出演)
- 宮崎謙介（元衆議院議員、2019年11月11日初出演）
- 須田慎一郎（ジャーナリスト、2020年9月9日初出演、スペシャルウィーク時に出演[注 5]）
- 笠井信輔（元フジテレビアナウンサー、2021年6月15日初出演）
- 三上洋（ITジャーナリスト、2022年1月25日初出演)
- はっしー（タレント、2022年4月14日初出演）
- 青山和弘（元日本テレビ記者、2022年8月4日初出演）
- 岸博幸（慶應義塾大学大学院メディアデザイン研究科教授、2023年11月21日初出演)
- 竹田忠（元NHK解説委員、2024年6月24日初出演）

#### リポーター
- 月曜 - 木曜：前島花音（ニッポン放送アナウンサー） - 2019年10月9日 - 2020年3月20日まで新人アナウンサー、行ってきますリポーター（水・木曜）担当、2023年10月2日 -

#### ニュースデスク
全員、ニッポン放送報道部の記者及び契約アナウンサー
- 渡辺一宏[注 6]（月曜：8時台）
- 藤原高峰（月曜：10時台）
- 上村貢聖（火曜：8時台）
- 畑中秀哉（火曜：10時台、木曜：10時台、金曜：10時台）
- 柿崎元子（水曜：8時台）
- 福田（下の名前不明）（水曜：10時台）
- 遠藤竜也（木曜：8時台）
- 川井淳史（金曜：8時台）

### 過去の出演者

#### 曜日パートナー
- 月曜：兵藤ゆき（タレント） - 2008年1月7日 - 2009年3月16日
- 火曜：森公美子（オペラ歌手）- 2008年1月8日 - 2009年3月17日
- 水曜：佐々木秀実（シャンソン歌手） - 2008年1月9日 - 2009年3月25日
- 木曜：八木亜希子（元フジテレビアナウンサー、女優） - 2008年1月10日 - 2009年3月26日
- 金曜：榊原郁恵（タレント） - 2007年10月5日 - 2009年3月27日

#### アシスタント
- 徳武樹里（フリーアナウンサー）2007年10月1日 - 12月28日

#### コメンテーター

##### レギュラー
- 月曜：金子哲雄（流通ジャーナリスト）2011年7月15日 - 2012年8月13日
2012年10月2日に逝去。
- 月曜・水曜：森永卓郎（経済アナリスト、獨協大学教授） - 2011年5月11日 - 2025年1月27日[注 7][注 8]
2025年1月27日のリモート出演が最後の出演となり、2025年1月28日に逝去。
- 月曜：テリー伊藤（テレビプロデューサー、タレント） - 2015年3月30日 - 2022年3月21日[注 9]
日本テレビ『スッキリ!!』降板の翌週から出演開始。7年間担当した。

##### 準レギュラー
- 山路徹（ジャーナリスト、APF通信社代表取締役、2011年7月16日初出演）
- 神浦元彰（軍事ジャーナリスト、2011年7月20日初出演）
- やくみつる（漫画家、2011年8月3日初出演）
- 井上公造（芸能レポーター、2011年8月17日初出演）
- 石田衣良（小説家、2011年8月29日初出演）
- 高濱正伸（学習塾経営者、2011年8月30日初出演）
- 小林弘幸（順天堂大学医学部教授、2011年9月22日初出演）
- にしゃんた（タレント、羽衣国際大学現代社会学部教授、2011年10月8日初出演、以降金曜日に出演）
- 林文子（当時横浜市長、2011年11月14日初出演）
- 岩下尚史（作家、2012年2月1日初出演）
- おおたわ史絵（内科医、作家、2012年9月10日初出演）
- 中森明夫（アイドル評論家、2013年1月25日初出演、以降金曜日に出演）
- 山口昌彦（散歩の達人元編集長、2013年1月29日初出演）
- くどうみやこ（旧名：くどーみやこ、トレンドウォッチャー、2013年3月14日初出演）
- 石蔵文信（大阪大学大学院医学系研究科准教授、循環器科専門医、2013年3月15日初出演）
- 倉田真由美（漫画家、2014年6月12日初出演）
- 中村メイコ（女優、2015年10月23日初出演）
- 山口恵以子（作家、2015年12月11日初出演）
- 中村竜太郎（ジャーナリスト、元週刊文春記者、2016年9月16日初出演）
- 大村正樹（元鹿児島放送アナウンサー、2018年9月6日初出演）
- 金子恵美（元衆議院議員、2019年10月8日初出演）
- 豊田真由子（元衆議院議員、2020年6月2日初出演）
- 野村修也（弁護士、中央大学法科大学院教授、2020年7月7日初出演）
- 大室正志（産業医、2020年10月6日初出演）
- 峰宗太郎（アメリカ国立研究機関研究員、2021年5月3日 - 2022年4月25日の月曜日9時台）
- 渡辺広明（流通アナリスト、2021年6月29日初出演）
- 大空幸星（社会起業家、衆議院議員、2021年11月30日初出演）
- 泉房穂（弁護士、社会福祉士、元明石市長、2024年5月21日初出演）

#### 沿線旅リポーター
- 飯田浩司（ニッポン放送アナウンサー） - 2007年10月1日 - 2011年12月30日（平日）、2009年2月23日 - 2月27日は代理パーソナリティ
- 山内惠介（演歌歌手） - 2008年1月11日 - 10月3日（金曜）、10月7日 - 2009年3月（火曜）、2009年4月3日からいずれか週2、2011年4月 - 2012年12月28日何れか週1〜2回、2013年、2014年も不定期で出演
- 箱崎みどり（ニッポン放送アナウンサー） - 2011年7月15日 - 12月30日（金曜）、2011年9月5日 - 9日および2012年1月2日 - 2013年3月29日（平日）、2015年2月11日、代理アシスタントとして2012年11月26、29日、2015年5月21日、2017年5月19日、11月23日 - 24日、2019年5月24日、2023年11月9日
- ひろたみゆ紀（ニッポン放送アナウンサー、当時：フリーアナウンサー[注 10]） - 2012年12月24日、2013年4月の週3回、2014年1月20日 - 24日、2015年2月10、12日
- 紅晴美（演歌歌手） - 2011年11月14日ゲスト出演ののち、2012年9月12日以降週1回の不定期出演、2014年から月1〜2回の不定期出演、2014年6月30日に降板
- 築山可奈（タレント） - 2014年4月4日 - 2014年12月26日の金曜日
- 東島衣里（ニッポン放送アナウンサー） - 2013年4月29日 - 2015年3月27日、代理アシスタントとして2018年5月14日 - 15日
- 杜このみ（演歌歌手）- 2014年8月5日 - 2015年6月19日以降不定期
- 五戸美樹（当時：ニッポン放送アナウンサー）- 2015年3月30日 - 2015年9月25日（平日）、代理アシスタントとして2013年5月13日、11月27日、2014年11月25日、2015年5月22日
- 新行市佳（ニッポン放送アナウンサー） - 2015年9月28日 - 2018年3月29日（月 - 木曜）、2018年6月28日、代理アシスタントとして2015年11月23、25、27日、2016年5月23、25、27日、11月21、23日、2017年5月15、17日
- 坂本梨紗（フリーアナウンサー） - 2015年10月2日 - 2018年3月30日（金曜）、2018年4月2日 - 9月28日（平日）、代理アシスタントとして2015年11月24、26日、2016年5月24、26日、11月22、24日、2017年5月16、18日、2018年11月19日 - 21日、12月21日、2019年1月24日 - 28日、5月20日 - 23日

#### 他のコーナーのリポーター
- 仲田真紀子（タレント）、TOYOTA ハッピータウンサーキットリポーター - 2007年10月1日 - 2009年3月31日
- 田中美和子（タレント、フリーアナウンサー）※東京ディズニーリゾートプレゼンツ ハッピードリームリポーター（月・水・金曜） - 2008年10月1日 - 2009年3月30日、代理アシスタントとして2016年11月25日、沿線旅リポーターとして2018年6月27日
- 仲佐かおり（元ニッポン放送アナウンサー）※東京ディズニーリゾートプレゼンツ ハッピードリームリポーター（火・木曜） - 2008年10月6日 - 2009年3月31日

#### その他出演者
代理パーソナリティ
- 古家正亨（K-POP評論家） - 2014年1月2日
- 原晋（青山学院大学陸上競技部・長距離ブロック監督） - 2016年8月2、18日
- 森末慎二（タレント、元体操選手） - 2016年8月5、2、19日、
- 川合俊一（タレント、元バレーボール日本男子代表選手） - 2016年8月16日、11月1日
- 上柳昌彦（初回当時：ニッポン放送アナウンサー） - 2016年10月31日、2019年4月26日・5月24日、2022年7月8、15日[注 11]
- 柳家わさび（落語家） - 2019年11月15日、12月20日

代理アシスタント
- 煙山光紀 - 2013年11月25日、2023年3月10日
- 鈴木あきえ（タレント） - 2013年11月26日
- 武田祐子（元フジテレビアナウンサー） - 2017年11月20日 - 22日、2018年5月16日 - 18日
- 内田雄基（ニッポン放送アナウンサー） - 2023年11月7日

代理リポーター
- 新保友映（当時：ニッポン放送アナウンサー） - 2009年2月23日、3月2日、8月3日、11月30日、12月2日、2010年7月30日、2015年2月13日
- 増田みのり（当時：ニッポン放送アナウンサー） - 2009年2月26日、3月5日、8月5、6日、2013年4月
- 増山さやか - 2009年2月27日、3月6日
- 洗川雄司（ニッポン放送アナウンサー） - 2008年6月30日 - 7月4日
- 吉田尚記（ニッポン放送アナウンサー） - 2010年9月21日 - 24日
- 山内宏明（ニッポン放送アナウンサー） - 2010年12月30日

ニュースデスク
- 村木正顕
- 宮崎文子
- 勝山達志
- 岡宏
- 山本剛士
- 三島通義
- 宮崎裕子
- 桜林美佐
- 館野美欧
- 饗庭佑奈
- 小永井一歩

#### ゲスト
太字は中継コーナーのゲスト。
| 2008年放送リスト  | 2008年放送リスト | 2008年放送リスト                   |
| 日時              | ゲスト           | 備考                               |
| ----------------- | ---------------- | ---------------------------------- |
| 2月5日            | だいたひかる     | 森の代役                           |
| 2月12日           | うつみ宮土理     | 森の代役                           |
| 2月26日           | 島田律子         | 森の代役                           |
| 3月10日 - 3月14日 | 前田健           | 飯田の代理リポーター               |
| 5月6日            | うつみ宮土理     | 森の代役                           |
| 5月7日            | 秦万里子         | 佐々木の代役                       |
| 5月20日           | 島田律子         | 森の代役                           |
| 5月27日           | だいたひかる     | 森の代役                           |
| 7月21日           | ブレッド&バター  | サザンビーチちがさきにて公開生放送 |
| 9月3日            | うつみ宮土理     |                                    |
| 9月30日           | うつみ宮土理     | 森の代役                           |

| 2009年放送リスト | 2009年放送リスト   | 2009年放送リスト |
| 日時             | ゲスト             | 備考             |
| ---------------- | ------------------ | ---------------- |
| 5月15日          | 五木ひろし         |                  |
| 6月8日           | さだまさし         |                  |
| 6月12日          | イルカ             |                  |
| 6月24日          | 佐々木秀実         |                  |
| 7月10日          | 尾崎亜美           |                  |
| 7月31日          | 宇崎竜童           |                  |
| 9月4日           | 由紀さおり         |                  |
| 9月9日           | 佐々木秀実         |                  |
| 9月18日          | 森公美子           |                  |
| 10月20日         | あさみちゆき       |                  |
| 11月6日          | 稲垣潤一、竹中直人 |                  |
| 11月27日         | 山田邦子           |                  |

| 2010年放送リスト | 2010年放送リスト  | 2010年放送リスト                                         |
| 日時             | ゲスト            | 備考                                                     |
| ---------------- | ----------------- | -------------------------------------------------------- |
| 1月15日          | クミコ            |                                                          |
| 1月22日          | 上原徹            |                                                          |
| 2月1日           | 佐々木秀実        |                                                          |
| 2月5日           | 松原健之          |                                                          |
| 2月26日          | 植村花菜          |                                                          |
| 3月12日          | 西郷輝彦          |                                                          |
| 3月31日          | 榊原郁恵          | JA千葉みらいの農産物直売所「しょいか〜ご」から公開生放送 |
| 5月7日           | クミコ            |                                                          |
| 5月27日          | 中孝介            |                                                          |
| 6月2日           | 岡本真夜          |                                                          |
| 6月4日           | 五木ひろし        |                                                          |
| 6月28日          | 佐々木秀実        |                                                          |
| 7月9日           | 普天間かおり      |                                                          |
| 7月16日          | 藤澤ノリマサ      |                                                          |
| 8月6日           | 元ちとせ          |                                                          |
| 8月20日          | 研ナオコ          |                                                          |
| 9月10日          | 五木ひろし        |                                                          |
| 9月17日          | 榊原郁恵          | しょいか〜ご習志野店から公開生放送                       |
| 9月28日          | 成底ゆう子        |                                                          |
| 10月1日          | 川井郁子          |                                                          |
| 10月26日         | 成底ゆう子        |                                                          |
| 10月27日         | ビージー･アデール | アメリカのピアニスト                                     |
| 10月29日         | 杉田二郎          |                                                          |
| 11月9日          | 太田裕美          |                                                          |
| 11月10日         | 成底ゆう子        |                                                          |
| 11月19日         | 大橋純子          |                                                          |
| 12月3日          | 岡本真夜          |                                                          |
| 12月13日         | 萩本欽一          |                                                          |
| 12月17日         | 植村花菜          |                                                          |
| 12月20日         | クミコ            |                                                          |

| 2011年放送リスト | 2011年放送リスト             | 2011年放送リスト                                        |
| 日時             | ゲスト                       | 備考                                                    |
| ---------------- | ---------------------------- | ------------------------------------------------------- |
| 1月4日           | 佐々木秀実                   |                                                         |
| 1月5日           | クミコ                       |                                                         |
| 1月6日           | 川井郁子                     |                                                         |
| 1月7日           | 普天間かおり                 |                                                         |
| 1月21日          | 下地勇                       |                                                         |
| 1月28日          | Dew                          |                                                         |
| 2月4日           | 加藤登紀子                   |                                                         |
| 2月9日           | 夏川りみ                     |                                                         |
| 2月11日          | 渡辺真知子                   |                                                         |
| 2月22日          | 萩本欽一                     |                                                         |
| 2月23日          | 北山修                       |                                                         |
| 3月1日           | あさみちゆき                 |                                                         |
| 3月3日           | THE BOOM                     |                                                         |
| 3月9日           | 高橋優                       |                                                         |
| 3月10日          | 水谷豊、宇崎竜童             |                                                         |
| 3月25日          | 夏川りみ                     |                                                         |
| 3月29日          | 永井龍雲                     |                                                         |
| 4月18日          | 杉良太郎                     |                                                         |
| 4月19日          | 峰竜太                       |                                                         |
| 4月20日          | 萩本欽一、サンドウィッチマン |                                                         |
| 4月21日          | デーブ・スペクター           |                                                         |
| 4月22日          | 清水國明                     |                                                         |
| 5月2日           | 普天間かおり                 |                                                         |
| 5月4日           | 森公美子、岩崎宏美           |                                                         |
| 5月5日           | 佐々木秀実                   |                                                         |
| 5月13日          | 榊原郁恵、熊谷育美、菅原茂   | 宮城県気仙沼市からの中継放送                            |
| 5月20日          | 森永卓郎                     |                                                         |
| 6月3日           | 高田文夫                     |                                                         |
| 6月7日           | 髙橋真梨子                   |                                                         |
| 6月10日          | 森田健作                     |                                                         |
| 6月13日          | 渡辺徹                       |                                                         |
| 6月14日          | さだまさし                   |                                                         |
| 6月15日          | 渡辺淳一                     |                                                         |
| 6月16日          | サンドウィッチマン           |                                                         |
| 6月17日          | 瀬戸内寂聴                   | 京都府の寂庵からの中継放送                              |
| 6月24日          | 加山雄三                     |                                                         |
| 6月30日          | ふくい舞                     |                                                         |
| 7月8日           | 五木ひろし                   |                                                         |
| 7月15日          | 金子哲雄                     |                                                         |
| 7月19日          | 荻原博子                     |                                                         |
| 7月20日          | 神浦元彰                     |                                                         |
| 7月21日          | 日々野真理                   |                                                         |
| 7月25日          | 萩本欽一                     |                                                         |
| 7月26日          | 山路徹                       |                                                         |
| 7月27日          | 山口雅史                     | 宮尾すすむの息子でタレント                              |
| 7月29日          | 黒木知宏                     | 千葉県銚子市のウオッセ21からの公開生放送                |
| 8月1日           | 中瀬ゆかり                   |                                                         |
| 8月3日           | やくみつる、クレモンティーヌ | やくは8時台、クレモンティーヌは9時台のみの出演          |
| 8月4日           | 福本ヒデ、土谷ひろし         | ザ・ニュースペーパーのメンバー                          |
| 8月5日           | 西芳照                       |                                                         |
| 8月8日           | 角田龍平                     |                                                         |
| 8月9日           | TOKYO PANDA                  |                                                         |
| 8月10日          | ミッツ・マングローブ         |                                                         |
| 8月11日          | 茂木健一郎                   |                                                         |
| 8月12日          | 金子哲雄                     |                                                         |
| 8月15日          | 渡辺実                       | 防災ジャーナリスト                                      |
| 8月16日          | 倉田真由美                   |                                                         |
| 8月17日          | 井上公造                     |                                                         |
| 8月18日          | 神浦元彰                     |                                                         |
| 8月19日          | 松本幸四郎                   |                                                         |
| 8月22日          | 金子哲雄                     |                                                         |
| 8月23日          | 山路徹                       |                                                         |
| 8月24日          | 住吉美紀                     |                                                         |
| 8月25日          | デーブ・スペクター           |                                                         |
| 8月26日          | 尾木直樹                     |                                                         |
| 8月29日          | 石田衣良                     |                                                         |
| 8月30日          | 高濱正伸                     |                                                         |
| 8月31日          | 中瀬ゆかり                   |                                                         |
| 9月1日           | 熊谷育美                     |                                                         |
| 9月2日           | 佐々木秀実                   |                                                         |
| 9月5日           | 日々野真理                   |                                                         |
| 9月6日           | 倉田真由美                   |                                                         |
| 9月7日           | 森永卓郎                     |                                                         |
| 9月8日           | 平田竹男                     |                                                         |
| 9月9日           | 田中里実                     | 茨城放送からの中継放送                                  |
| 9月12日          | 神浦元彰                     |                                                         |
| 9月13日          | 渡辺徹                       |                                                         |
| 9月14日          | 森永卓郎                     |                                                         |
| 9月15日          | 荻原博子                     |                                                         |
| 9月16日          | 中瀬ゆかり                   |                                                         |
| 9月19日          | サエラ                       | 女性デュオ                                              |
| 9月20日          | 井上公造                     |                                                         |
| 9月21日          | やくみつる、夏川りみ         | やくは8時台、夏川は9時台のみの出演                      |
| 9月22日          | 小林弘幸                     |                                                         |
| 9月23日          | 金子哲雄                     |                                                         |
| 9月26日          | 中瀬ゆかり                   |                                                         |
| 9月27日          | 井上公造                     |                                                         |
| 9月28日          | 加藤登紀子                   |                                                         |
| 9月29日          | 石田衣良                     |                                                         |
| 9月30日          | 大塚寿                       | 『40代を後悔しない50のリスト』の著者                    |
| 10月3日          | 金子哲雄                     |                                                         |
| 10月4日          | 穂村弘                       |                                                         |
| 10月5日          | 森永卓郎                     |                                                         |
| 10月6日          | 増島みどり                   |                                                         |
| 10月7日          | 高濱正伸                     |                                                         |
| 10月10日         | 金子哲雄                     |                                                         |
| 10月11日         | 由紀さおり                   |                                                         |
| 10月12日         | 森永卓郎                     |                                                         |
| 10月13日         | 山路徹                       |                                                         |
| 10月14日         | 林文子                       |                                                         |
| 10月17日         | 金子哲雄                     |                                                         |
| 10月18日         | 中瀬ゆかり                   |                                                         |
| 10月19日         | 井上公造                     |                                                         |
| 10月20日         | 小林弘幸                     |                                                         |
| 10月21日         | 森永卓郎                     |                                                         |
| 10月24日         | 金子哲雄                     |                                                         |
| 10月25日         | 山路徹                       |                                                         |
| 10月26日         | 石田衣良                     |                                                         |
| 10月27日         | やくみつる                   |                                                         |
| 10月28日         | 姜尚中                       |                                                         |
| 10月31日         | 中瀬ゆかり                   |                                                         |
| 11月1日          | 荻原博子                     |                                                         |
| 11月2日          | 森永卓郎                     |                                                         |
| 11月4日          | 紅晴美                       |                                                         |
| 11月7日          | 金子哲雄                     |                                                         |
| 11月8日          | 広瀬香美                     |                                                         |
| 11月9日          | 森永卓郎                     |                                                         |
| 11月10日         | やくみつる                   |                                                         |
| 11月11日         | 中瀬ゆかり                   |                                                         |
| 11月21日         | 金子哲雄                     |                                                         |
| 11月22日         | やくみつる、杉浦里多         | やくは8時台、『イケダン育成術』著者の杉浦は9時台のみ    |
| 11月23日         | 森永卓郎                     |                                                         |
| 11月24日         | 井上公造                     |                                                         |
| 11月25日         | 林文子                       | 横浜マリンタワーからの公開生放送、エンディングのみ      |
| 11月28日         | 金子哲雄                     |                                                         |
| 11月29日         | 中瀬ゆかり                   |                                                         |
| 11月30日         | 森永卓郎                     |                                                         |
| 12月1日          | 高濱正伸                     |                                                         |
| 12月2日          | やくみつる、川井郁子         | やくは情報袋とじのコーナーまで、川井は9:30から10:55まで |
| 12月5日          | 金子哲雄                     |                                                         |
| 12月6日          | 山路徹                       |                                                         |
| 12月7日          | 森永卓郎                     |                                                         |
| 12月8日          | 荻原博子、藤澤ノリマサ       | 荻原は10時のオープニングまで、藤澤は10:30から10:55まで  |
| 12月9日          | 岡田晴恵                     | 医学博士                                                |
| 12月12日         | 金子哲雄                     |                                                         |
| 12月13日         | やくみつる                   |                                                         |
| 12月14日         | 井上公造                     |                                                         |
| 12月15日         | 山路徹                       |                                                         |
| 12月16日         | 森永卓郎                     |                                                         |
| 12月19日         | 金子哲雄                     |                                                         |
| 12月20日         | 山路徹                       |                                                         |
| 12月21日         | 森永卓郎                     |                                                         |
| 12月22日         | 高濱正伸                     |                                                         |
| 12月23日         | 渡辺徹、中野泰志             | 中野は慶應義塾大学教授                                  |
| 12月26日         | 中瀬ゆかり                   |                                                         |
| 12月27日         | 金子哲雄                     |                                                         |
| 12月28日         | 森永卓郎                     |                                                         |
| 12月29日         | 石田衣良                     |                                                         |
| 12月30日         | 山路徹                       |                                                         |

| 2012年放送リスト（月曜日が中瀬、水曜日が森永卓郎、木曜日が岩下、金曜日が山路の場合は省略） | 2012年放送リスト（月曜日が中瀬、水曜日が森永卓郎、木曜日が岩下、金曜日が山路の場合は省略） | 2012年放送リスト（月曜日が中瀬、水曜日が森永卓郎、木曜日が岩下、金曜日が山路の場合は省略）              |
| 日時                                                                                       | ゲスト                                                                                     | 備考 |
| ------------------------------------------------------------------------------------------ | ------------------------------------------------------------------------------------------ | --- |
| 1月2日                                                                                     | 金子哲雄                                                                                   | |
| 1月3日                                                                                     | 駒井千佳子                                                                                 | |
| 1月5日                                                                                     | やくみつる                                                                                 | |
| 1月9日                                                                                     | 金子哲雄                                                                                   | |
| 1月10日                                                                                    | 中瀬ゆかり                                                                                 | |
| 1月12日                                                                                    | 井上公造                                                                                   | |
| 1月16日                                                                                    | 金子哲雄                                                                                   | |
| 1月17日                                                                                    | やくみつる                                                                                 | |
| 1月20日                                                                                    | 岡野雅行                                                                                   | |
| 1月23日                                                                                    | 金子哲雄                                                                                   | |
| 1月24日                                                                                    | 高濱正伸                                                                                   | |
| 1月26日                                                                                    | 石田衣良                                                                                   | |
| 1月31日                                                                                    | やくみつる                                                                                 | |
| 2月1日                                                                                     | 岩下尚史                                                                                   | |
| 2月2日                                                                                     | 金子哲雄                                                                                   | |
| 2月3日                                                                                     | 美木良介                                                                                   | |
| 2月6日                                                                                     | 金子哲雄                                                                                   | |
| 2月7日                                                                                     | 荻原博子                                                                                   | |
| 2月8日                                                                                     | スワーダ・アル・ムダファーラ                                                               | |
| 2月9日                                                                                     | 山路徹                                                                                     | |
| 2月10日                                                                                    | 森永卓郎                                                                                   | |
| 2月14日                                                                                    | 荻原博子                                                                                   | |
| 2月15日                                                                                    | 石田衣良                                                                                   | |
| 2月16日                                                                                    | やくみつる                                                                                 | |
| 2月17日                                                                                    | 岩下尚史                                                                                   | |
| 2月20日                                                                                    | 金子哲雄、松任谷由実                                                                       | 松任谷はスペシャルウィーク編成局長として10:40から10:50まで                                              |
| 2月21日                                                                                    | 中瀬ゆかり                                                                                 | |
| 2月23日                                                                                    | 井上公造                                                                                   | |
| 2月28日                                                                                    | 駒井千佳子                                                                                 | |
| 3月1日                                                                                     | 高濱正伸                                                                                   | |
| 3月5日                                                                                     | 廣田みゆき                                                                                 | 韓国ソウル市からの中継放送                                                                              |
| 3月6日                                                                                     | 駒井千佳子                                                                                 | |
| 3月7日                                                                                     | 荻原博子                                                                                   | |
| 3月13日                                                                                    | 渡辺実                                                                                     | |
| 3月15日                                                                                    | 石田衣良                                                                                   | |
| 3月16日                                                                                    | 小林弘幸                                                                                   | |
| 3月19日                                                                                    | 金子哲雄                                                                                   | |
| 3月20日                                                                                    | 駒井千佳子                                                                                 | |
| 3月23日                                                                                    | 佐々木秀実、村上ゆき                                                                       | 山路も出演                                                                                              |
| 3月27日                                                                                    | 金子哲雄                                                                                   | |
| 3月29日                                                                                    | やくみつる                                                                                 | |
| 3月30日                                                                                    | 渡辺徹                                                                                     | 石窯パン工房ル・マタン四街道店から公開放送                                                              |
| 4月3日                                                                                     | 駒井千佳子                                                                                 | |
| 4月6日                                                                                     | 林文子                                                                                     | |
| 4月9日                                                                                     | 金子哲雄                                                                                   | |
| 4月10日                                                                                    | 神浦元彰                                                                                   | |
| 4月11日                                                                                    | 荻原博子                                                                                   | |
| 4月12日                                                                                    | 佐野眞一                                                                                   | |
| 4月16日                                                                                    | 金子哲雄                                                                                   | |
| 4月17日                                                                                    | 中瀬ゆかり                                                                                 | |
| 4月19日                                                                                    | 井上公造                                                                                   | |
| 4月20日                                                                                    | 岩下尚史                                                                                   | |
| 4月24日                                                                                    | 金子哲雄                                                                                   | |
| 4月26日                                                                                    | 石田衣良                                                                                   | |
| 4月27日                                                                                    | 林文子                                                                                     | |
| 4月30日                                                                                    | 森永卓郎、秋川雅史、大沢桃子、黒木姉妹                                                     | THEラジオパークin日比谷2012による公開放送                                                               |
| 5月1日                                                                                     | 藤巻健史                                                                                   | |
| 5月7日                                                                                     | 金子哲雄                                                                                   | |
| 5月8日                                                                                     | 佐野眞一                                                                                   | |
| 5月10日                                                                                    | 井上公造                                                                                   | |
| 5月15日                                                                                    | 駒井千佳子                                                                                 | |
| 5月16日                                                                                    | 荻原博子                                                                                   | |
| 5月18日                                                                                    | 林文子                                                                                     | |
| 5月21日                                                                                    | 山本威一郎                                                                                 | 科学技術ジャーナリスト                                                                                  |
| 5月22日                                                                                    | 金子哲雄、石井竜也                                                                         | 東京スカイツリータウンから公開生放送                                                                    |
| 5月24日                                                                                    | 鎌田浩毅                                                                                   | |
| 5月25日                                                                                    | 美木良介                                                                                   | |
| 5月29日                                                                                    | 岩下尚史                                                                                   | |
| 5月31日                                                                                    | 高濱正伸                                                                                   | |
| 6月1日                                                                                     | 林文子                                                                                     | 横浜マリンタワーからの公開生放送                                                                        |
| 6月4日                                                                                     | 金子哲雄                                                                                   | |
| 6月5日                                                                                     | 荻原博子                                                                                   | |
| 6月7日                                                                                     | 増島みどり                                                                                 | |
| 6月12日                                                                                    | 井上公造                                                                                   | |
| 6月14日                                                                                    | 荻原博子                                                                                   | |
| 6月15日                                                                                    | 岩下尚史                                                                                   | |
| 6月18日                                                                                    | 金子哲雄                                                                                   | |
| 6月19日                                                                                    | 佐野眞一                                                                                   | |
| 6月20日                                                                                    | 石田衣良                                                                                   | |
| 6月21日                                                                                    | 小室淑恵                                                                                   | |
| 6月22日                                                                                    | 近藤光一                                                                                   | 登山家                                                                                                  |
| 6月26日                                                                                    | 駒井千佳子                                                                                 | |
| 6月29日                                                                                    | 小林弘幸                                                                                   | |
| 7月2日                                                                                     | 金子哲雄                                                                                   | |
| 7月3日                                                                                     | 荻原博子                                                                                   | |
| 7月5日                                                                                     | 山路徹                                                                                     | |
| 7月6日                                                                                     | 林文子                                                                                     | |
| 7月10日                                                                                    | 金子哲雄                                                                                   | |
| 7月13日                                                                                    | 澤上篤人                                                                                   | |
| 7月16日                                                                                    | たかのてるこ                                                                               | 急病の金子哲雄の代役                                                                                    |
| 7月17日                                                                                    | 駒井千佳子                                                                                 | |
| 7月18日                                                                                    | 荻原博子                                                                                   | |
| 7月19日                                                                                    | 山路徹                                                                                     | |
| 7月20日                                                                                    | 高濱正伸                                                                                   | |
| 7月24日                                                                                    | 岩下尚史                                                                                   | |
| 7月26日                                                                                    | 井上公造                                                                                   | |
| 7月27日                                                                                    | 林文子                                                                                     | |
| 7月30日                                                                                    | やくみつる                                                                                 | |
| 7月31日                                                                                    | 遠山正道                                                                                   | |
| 8月2日                                                                                     | 山路徹                                                                                     | |
| 8月3日                                                                                     | 澤本嘉光                                                                                   | |
| 8月7日                                                                                     | 岩下尚史                                                                                   | |
| 8月9日                                                                                     | 山路徹                                                                                     | |
| 8月10日                                                                                    | 鎌田浩毅                                                                                   | |
| 8月13日                                                                                    | 金子哲雄                                                                                   | |
| 8月14日                                                                                    | やくみつる                                                                                 | |
| 8月15日                                                                                    | 山路徹                                                                                     | |
| 8月16日                                                                                    | 井上公造                                                                                   | |
| 8月17日                                                                                    | 稲田美織                                                                                   | 写真家                                                                                                  |
| 8月21日                                                                                    | 山路徹                                                                                     | |
| 8月24日                                                                                    | マドモアゼル・愛                                                                           | |
| 8月27日                                                                                    | 長松清潤                                                                                   | 横浜市の妙深寺と京都市の長松寺の住職                                                                    |
| 8月28日                                                                                    | 駒井千佳子                                                                                 | |
| 8月30日                                                                                    | 青島美幸                                                                                   | |
| 8月31日                                                                                    | 渡辺徹                                                                                     | |
| 9月4日                                                                                     | 岩下尚史                                                                                   | |
| 9月5日                                                                                     | 茂木健一郎                                                                                 | |
| 9月6日                                                                                     | 高濱正伸                                                                                   | |
| 9月7日                                                                                     | 森永卓郎                                                                                   | |
| 9月10日                                                                                    | おおたわ史絵                                                                               | |
| 9月11日                                                                                    | 水島重光                                                                                   | 防災アドバイザー                                                                                        |
| 9月13日                                                                                    | 山路徹                                                                                     | |
| 9月14日                                                                                    | やくみつる                                                                                 | |
| 9月17日                                                                                    | たかのてるこ                                                                               | |
| 9月18日                                                                                    | 岩下尚史                                                                                   | |
| 9月19日                                                                                    | 青島美幸                                                                                   | |
| 9月20日                                                                                    | やくみつる                                                                                 | |
| 9月21日                                                                                    | 中島光信                                                                                   | 川崎市の神木山等覚院の僧侶                                                                              |
| 9月25日                                                                                    | 井上公造                                                                                   | |
| 9月27日                                                                                    | 高濱正伸                                                                                   | |
| 9月28日                                                                                    | 林文子                                                                                     | |
| 10月1日                                                                                    | 神浦元彰                                                                                   | 新丸ビルから中継放送                                                                                    |
| 10月2日                                                                                    | 岩下尚史                                                                                   | |
| 10月4日                                                                                    | 青島美幸                                                                                   | |
| 10月8日                                                                                    | にしゃんた                                                                                 | |
| 10月9日                                                                                    | 駒井千佳子                                                                                 | |
| 10月11日                                                                                   | 高濱正伸                                                                                   | |
| 10月12日                                                                                   | やくみつる                                                                                 | |
| 10月16日                                                                                   | 加藤諦三                                                                                   | |
| 10月19日                                                                                   | 鎌田浩毅                                                                                   | |
| 10月22日                                                                                   | 中野信子                                                                                   | |
| 10月23日                                                                                   | 福岡伸一                                                                                   | |
| 10月25日                                                                                   | 鈴木哲夫                                                                                   | |
| 10月26日                                                                                   | 林文子                                                                                     | |
| 10月30日                                                                                   | 岩下尚史                                                                                   | |
| 10月31日                                                                                   | 井上公造                                                                                   | |
| 11月1日                                                                                    | 鴻上尚史                                                                                   | |
| 11月2日                                                                                    | 遠山正道                                                                                   | |
| 11月6日                                                                                    | ラサール石井                                                                               | |
| 11月8日                                                                                    | 山路徹                                                                                     | |
| 11月9日                                                                                    | 山田美保子                                                                                 | |
| 11月12日                                                                                   | おおたわ史絵                                                                               | |
| 11月13日                                                                                   | 岩下尚史                                                                                   | |
| 11月15日                                                                                   | やくみつる、川井郁子、榊原郁恵、渡辺裕太、劇団マチダックス                                 | やくはオープニングから9:15まで、川井は9時台後半の日替わりコーナー、榊原らは10時のオープニングのみの出演 |
| 11月20日                                                                                   | 北丸雄二                                                                                   | ジャーナリスト                                                                                          |
| 11月21日                                                                                   | 福田和也                                                                                   | |
| 11月22日                                                                                   | 山田美保子                                                                                 | |
| 11月23日                                                                                   | 中野信子、チキンガーリックステーキ                                                         | 中野はオープニングから9:15まで、チキンガーリックステーキは9時台後半の日替わりコーナーのみの出演         |
| 11月26日                                                                                   | おおたわ史絵                                                                               | |
| 11月27日                                                                                   | 山路徹                                                                                     | |
| 11月30日                                                                                   | 鎌田浩毅                                                                                   | |
| 12月3日                                                                                    | 牛窪恵                                                                                     | |
| 12月4日                                                                                    | やくみつる                                                                                 | |
| 12月6日                                                                                    | 山田美保子                                                                                 | |
| 12月7日                                                                                    | 福岡伸一                                                                                   | |
| 12月11日                                                                                   | 加藤諦三                                                                                   | |
| 12月13日                                                                                   | 高嶋ひでたけ                                                                               | |
| 12月14日                                                                                   | 鈴木哲夫                                                                                   | |
| 12月17日                                                                                   | 鈴木哲夫                                                                                   | 中瀬は通常出演                                                                                          |
| 12月18日                                                                                   | 岩下尚史                                                                                   | |
| 12月19日                                                                                   | 福田和也                                                                                   | |
| 12月20日                                                                                   | 山田美保子                                                                                 | |
| 12月21日                                                                                   | 高濱正伸                                                                                   | |
| 12月24日                                                                                   | 山路徹                                                                                     | |
| 12月28日                                                                                   | 美木良介、ミラクルひかる、ビューティーこくぶ                                               | 美木はオープニングから9:15まで、後の2人は9時台後半の日替わりコーナーのみの出演                          |

| 2013年放送リスト（月曜日が中瀬、火曜日が岩下、水曜日が森永卓郎、金曜日が中森の場合は省略） | 2013年放送リスト（月曜日が中瀬、火曜日が岩下、水曜日が森永卓郎、金曜日が中森の場合は省略） | 2013年放送リスト（月曜日が中瀬、火曜日が岩下、水曜日が森永卓郎、金曜日が中森の場合は省略）             |
| 日時                                                                                       | ゲスト                                                                                     | 備考                                                                                                   |
| ------------------------------------------------------------------------------------------ | ------------------------------------------------------------------------------------------ | --- |
| 1月4日                                                                                     | おおたわ史絵                                                                               | |
| 1月7日                                                                                     | 山路徹                                                                                     | |
| 1月8日                                                                                     | キム・ヘギョン                                                                             | 国際法学者                                                                                             |
| 1月10日                                                                                    | 井上公造                                                                                   | |
| 1月11日                                                                                    | やくみつる                                                                                 | |
| 1月14日                                                                                    | 福岡伸一                                                                                   | |
| 1月16日                                                                                    | 福田和也                                                                                   | |
| 1月17日                                                                                    | 水島重光                                                                                   | |
| 1月18日                                                                                    | 山田美保子                                                                                 | |
| 1月22日                                                                                    | 高濱正伸                                                                                   | |
| 1月24日                                                                                    | 櫻井幸雄                                                                                   | 住宅評論家                                                                                             |
| 1月29日                                                                                    | 山口昌彦                                                                                   | |
| 1月31日                                                                                    | 鈴木伸一                                                                                   | |
| 2月1日                                                                                     | 山路徹                                                                                     | |
| 2月4日                                                                                     | おおたわ史絵                                                                               | |
| 2月5日                                                                                     | 三遊亭竜楽、榊原郁恵                                                                       | 竜楽はオープニングから10時まで、榊原は10時から11時まで                                                 |
| 2月7日                                                                                     | 岩下尚史                                                                                   | |
| 2月8日                                                                                     | 荒俣宏、川上大輔                                                                           | |
| 2月11日                                                                                    | 福岡伸一                                                                                   | |
| 2月12日                                                                                    | 山田美保子                                                                                 | |
| 2月14日                                                                                    | 高濱正伸                                                                                   | |
| 2月19日                                                                                    | 今井通子                                                                                   | |
| 2月21日                                                                                    | やくみつる                                                                                 | |
| 2月22日                                                                                    | 渡辺淳一                                                                                   | |
| 2月25日                                                                                    | おおたわ史絵                                                                               | |
| 2月26日                                                                                    | 中野信子                                                                                   | |
| 2月27日                                                                                    | 福田和也                                                                                   | |
| 2月28日                                                                                    | 岩下尚史                                                                                   | |
| 3月1日                                                                                     | 山路徹                                                                                     | |
| 3月5日                                                                                     | 井上公造                                                                                   | |
| 3月6日                                                                                     | 川上大輔                                                                                   | 森永卓郎は通常出演                                                                                     |
| 3月7日                                                                                     | 鎌田浩毅                                                                                   | |
| 3月11日                                                                                    | 和田隆昌                                                                                   | 災害危機管理アドバイザー                                                                               |
| 3月12日                                                                                    | やくみつる、坂岡洋子                                                                       | 坂岡は「老前整理」の著者                                                                               |
| 3月14日                                                                                    | くどーみやこ                                                                               | |
| 3月15日                                                                                    | 石蔵文信                                                                                   | |
| 3月20日                                                                                    | 山内惠介                                                                                   | 11時から11時45分までの出演                                                                             |
| 3月21日                                                                                    | 荻原博子                                                                                   | |
| 3月22日                                                                                    | 渡辺徹                                                                                     | |
| 3月25日                                                                                    | おおたわ史絵                                                                               | |
| 3月26日                                                                                    | 福田和也                                                                                   | |
| 3月27日                                                                                    | 岩下尚史                                                                                   | |
| 3月28日                                                                                    | キム・ヘギョン                                                                             | |
| 4月1日                                                                                     | 林修                                                                                       | |
| 4月2日                                                                                     | 高濱正伸                                                                                   | |
| 4月4日                                                                                     | 井上公造                                                                                   | |
| 4月5日                                                                                     | 姜尚中                                                                                     | |
| 4月8日                                                                                     | 山路徹、由紀さおり                                                                         | 山路はオープニングから9時まで、由紀は9時から10時まで                                                   |
| 4月11日                                                                                    | くどーみやこ                                                                               | |
| 4月16日                                                                                    | 林修                                                                                       | |
| 4月18日                                                                                    | 秋野暢子                                                                                   | |
| 4月19日                                                                                    | 関根勤                                                                                     | |
| 4月23日                                                                                    | やくみつる                                                                                 | |
| 4月25日                                                                                    | 佐々木圭一                                                                                 | コピーライター                                                                                         |
| 4月26日                                                                                    | 林文子                                                                                     | |
| 4月29日                                                                                    | おおたわ史絵                                                                               | |
| 5月2日                                                                                     | 福田和也                                                                                   | |
| 5月6日                                                                                     | やくみつる                                                                                 | |
| 5月7日                                                                                     | 百田尚樹                                                                                   | |
| 5月9日                                                                                     | くどーみやこ                                                                               | |
| 5月16日                                                                                    | 渡辺徹、松原健之                                                                           | 渡辺はオープニングから11時まで、松原は9:30から10時まで                                                 |
| 5月17日                                                                                    | 高濱正伸                                                                                   | |
| 5月20日                                                                                    | やくみつる                                                                                 | |
| 5月21日                                                                                    | たかのてるこ                                                                               | |
| 5月23日                                                                                    | 鎌田實                                                                                     | |
| 5月24日                                                                                    | 美木良介、北村宏                                                                           | 横浜マリンタワーから公開生放送、北村は横浜セントラルタウンフェスティバルY154実行委員長                 |
| 5月27日                                                                                    | 白石一文                                                                                   | |
| 6月3日                                                                                     | 増島みどり                                                                                 | |
| 6月6日                                                                                     | 武田双雲                                                                                   | |
| 6月11日                                                                                    | 三田寛子                                                                                   | |
| 6月12日                                                                                    | 塙宣之（ナイツ）                                                                           | |
| 6月13日                                                                                    | 山田邦子                                                                                   | |
| 6月14日                                                                                    | デヴィ・スカルノ                                                                           | |
| 6月17日                                                                                    | 石蔵文信、岩崎宏美                                                                         | 石蔵はオープニングから9時15分まで、岩崎は9時台後半                                                     |
| 6月20日                                                                                    | くどーみやこ                                                                               | |
| 6月21日                                                                                    | やくみつる、サンサナー                                                                     | やくはオープニングから9時15分まで、ポップスユニットのサンサナーは9時台後半                             |
| 6月25日                                                                                    | 井上公造                                                                                   | |
| 6月27日                                                                                    | 田崎健太                                                                                   | ノンフィクション作家                                                                                   |
| 7月1日                                                                                     | おおたわ史絵                                                                               | |
| 7月2日                                                                                     | やくみつる                                                                                 | |
| 7月4日                                                                                     | 武田双雲                                                                                   | |
| 7月5日                                                                                     | 山路徹                                                                                     | |
| 7月9日                                                                                     | やくみつる                                                                                 | |
| 7月11日                                                                                    | 山口昌彦                                                                                   | |
| 7月15日                                                                                    | おおたわ史絵、渡辺徹                                                                       | おおたわは8時台、渡辺は9時台                                                                           |
| 7月16日                                                                                    | 足立梨花                                                                                   | 岩下は8時台、足立は9時台                                                                               |
| 7月18日                                                                                    | 林修                                                                                       | |
| 7月19日                                                                                    | 加藤諦三                                                                                   | 中森は8時台、加藤は9時台                                                                               |
| 7月22日                                                                                    | 鈴木哲夫                                                                                   | 鈴木は8時台、中瀬は9時台                                                                               |
| 7月23日                                                                                    | やくみつる、中孝介                                                                         | やくは8時台、中は9時台                                                                                 |
| 7月25日                                                                                    | 山路徹、佐伯チズ                                                                           | 山路は8時台、佐伯は9時台                                                                               |
| 7月26日                                                                                    | 夏川りみ                                                                                   | 中森は8時台、夏川は9時台                                                                               |
| 7月29日                                                                                    | やくみつる、舞の海秀平                                                                     | やくは8時から9時台まで、舞の海は9時台のみ                                                              |
| 7月30日                                                                                    | 井上公造、山口恵以子                                                                       | 井上は8時台、作家の山口は9時台                                                                         |
| 8月1日                                                                                     | 岩下尚史、小林弘幸                                                                         | 岩下は8時台、小林は9時台                                                                               |
| 8月2日                                                                                     | きいやま商店                                                                               | 中森は8時台、バンドのきいやま商店は9時台                                                               |
| 8月5日                                                                                     | 林修                                                                                       | |
| 8月6日                                                                                     | 山路徹、渡辺敦美                                                                           | 山路は8時台、日経トレンディ編集長の渡辺は9時台                                                         |
| 8月8日                                                                                     | 中野信子、GOLD RUSH                                                                        | 中野は8時台、GOLD RUSHは9時台                                                                          |
| 8月12日                                                                                    | 神浦元彰、福元ひろこ                                                                       | 神浦は8時台、文筆家の福元は9時台                                                                       |
| 8月13日                                                                                    | やくみつる、村瀬秀信                                                                       | やくは8時台、フリーライターの村瀬は9時台                                                               |
| 8月15日                                                                                    | 山路徹、江田証                                                                             | 山路は8時台、江田クリニック院長の江田は9時台                                                           |
| 8月16日                                                                                    | おおたわ史絵、島袋優                                                                       | おおたわは8時台、BIGINのギタリストの島袋は9時台                                                        |
| 8月20日                                                                                    | 井上公造、重太みゆき                                                                       | 井上は8時台、重田は9時台                                                                               |
| 8月22日                                                                                    | 岩下尚史、美木良介                                                                         | 岩下は8時台、美木は9時台                                                                               |
| 8月23日                                                                                    | 川嶋朗                                                                                     | 中森は8時台、医学博士の川嶋は9時台                                                                     |
| 8月26日                                                                                    | 薬師丸ひろ子、クリス・ハート                                                               | |
| 8月28日                                                                                    | 大友良英                                                                                   | |
| 8月29日                                                                                    | 中森明夫                                                                                   | |
| 8月30日                                                                                    | 八木亜希子、足立梨花                                                                       | |
| 9月2日                                                                                     | 石蔵文信                                                                                   | |
| 9月3日                                                                                     | 増島みどり、川上大輔                                                                       | |
| 9月5日                                                                                     | 高濱正伸、江波和徳                                                                         | 高濱は8時台、共同通信運動部部長の江波は9時台                                                           |
| 9月6日                                                                                     | 山路徹、窪澤吉幸、森川由加里                                                               | 箱根町仙石原文化センターから公開生放送、山路は全時間、箱根仙石原観光協会会長の窪澤は8時台、森川は9時台 |
| 9月9日                                                                                     | 江波和徳                                                                                   | 中瀬は8時から9時台まで、江波は9時台                                                                    |
| 9月10日                                                                                    | やくみつる、クリス・ハート                                                                 | やくは8時台、クリスは9時台                                                                             |
| 9月12日                                                                                    | 岩下尚史、くどーみやこ                                                                     | 岩下は8時台、くどーは9時台                                                                             |
| 9月13日                                                                                    | 岡田弥生                                                                                   | 中森は8時台、歯科医の岡田は9時台                                                                       |
| 9月16日                                                                                    | 林修                                                                                       | |
| 9月17日                                                                                    | 山路徹、根来秀行                                                                           | 山路は8時台、根来は9時台                                                                               |
| 9月19日                                                                                    | やくみつる、石川温                                                                         | やくは8時台、ジャーナリストの石川は9時台                                                               |
| 9月20日                                                                                    | 湯浅学                                                                                     | 中森は8時台、湯浅は9時台                                                                               |
| 9月23日                                                                                    | おおたわ史絵                                                                               | |
| 9月24日                                                                                    | 高濱正伸                                                                                   | |
| 9月25日                                                                                    | D.W.ニコルズ（鈴木健太を除く）                                                             | 森永卓郎は通常出演、D.W.ニコルズは9時30分から9時50分まで                                               |
| 9月26日                                                                                    | 岩下尚史、田尾安志                                                                         | 岩下は8時台、田尾は9時台                                                                               |
| 9月30日                                                                                    | 舞の海秀平                                                                                 | 中瀬は8時から10時まで、舞の海は9時台                                                                   |
| 10月1日                                                                                    | 井上公造                                                                                   | |
| 10月3日                                                                                    | 山路徹、木之本興三                                                                         | 山路は8時台、木之本は9時台                                                                             |
| 10月4日                                                                                    | 飯村久美                                                                                   | 中森は8時台、ファイナンシャルプランナーの飯村は9時台                                                   |
| 10月7日                                                                                    | 土屋伸之（ナイツ）                                                                         | |
| 10月8日                                                                                    | 林修                                                                                       | |
| 10月10日                                                                                   | やくみつる、新見正則                                                                       | やくは8時台、帝京大学医学部准教授の新見は9時台                                                         |
| 10月11日                                                                                   | くどーみやこ                                                                               | 中森は8時台、くどーは9時台                                                                             |
| 10月14日                                                                                   | 山路徹、小関順二                                                                           | 山路は8時台、小関は9時台                                                                               |
| 10月15日                                                                                   | 鈴木あきえ                                                                                 | 岩下は8時台、鈴木は9時台                                                                               |
| 10月17日                                                                                   | 枡野俊明                                                                                   | 曹洞宗徳雄山建功寺住職                                                                                 |
| 10月18日                                                                                   | 林文子                                                                                     | |
| 10月21日                                                                                   | 小林弘幸、クリス・ハート                                                                   | 中瀬も出演                                                                                             |
| 10月22日                                                                                   | 中村格子                                                                                   | 整形外科医                                                                                             |
| 10月23日                                                                                   | おおたわ史絵                                                                               | |
| 10月24日                                                                                   | 天野篤                                                                                     | |
| 10月25日                                                                                   | 榊原郁恵、白澤卓二                                                                         | 榊原は9時から11時まで、順天堂大学大学院教授の白澤は8時から9時50分まで                                  |
| 10月28日                                                                                   | 石蔵文信                                                                                   | |
| 10月29日                                                                                   | やくみつる、三浦淳宏                                                                       | やくは8時台、三浦は9時台                                                                               |
| 10月30日                                                                                   | 花園直道                                                                                   | |
| 10月31日                                                                                   | 岩下尚史                                                                                   | |
| 11月1日                                                                                    | 山口昌彦                                                                                   | 中森は8時台、山口は9時台                                                                               |
| 11月4日                                                                                    | 佐藤智恵、由紀さおり、唯月ふうか                                                           | 佐藤は8時台、由紀は9時台、唯月は11時台                                                                 |
| 11月5日                                                                                    | 渡辺敦美                                                                                   | 岩下は8時台、渡辺は9時台                                                                               |
| 11月7日                                                                                    | 山路徹、藤澤ノリマサ                                                                       | 山路は8時台、藤澤は9時台                                                                               |
| 11月8日                                                                                    | 藤田智                                                                                     | 中森は8時台、恵泉女学園大学・園芸文化研究所教授の藤田は9時台                                           |
| 11月12日                                                                                   | 井上公造                                                                                   | |
| 11月13日                                                                                   | 松原健之                                                                                   | |
| 11月14日                                                                                   | 山路徹、秦万里子                                                                           | 山路は8時台、秦は9時台                                                                                 |
| 11月15日                                                                                   | カサリンチュ                                                                               | 中森は8時台、カサリンチュは9時台                                                                       |
| 11月18日                                                                                   | 石蔵文信                                                                                   | |
| 11月19日                                                                                   | 灰谷健司                                                                                   | 岩下は8時台、三菱UFJ信託銀行執行役員の灰谷は9時台                                                      |
| 11月21日                                                                                   | やくみつる、斉藤高志                                                                       | やくは8時台、ロングステイ専門家の斉藤は9時台                                                           |
| 11月22日                                                                                   | 林文子                                                                                     | |
| 11月25日                                                                                   | 中野信子                                                                                   | |
| 11月26日                                                                                   | 山口昌彦                                                                                   | |
| 11月27日                                                                                   | 島田洋七                                                                                   | 9時台の出演                                                                                            |
| 11月28日                                                                                   | マルシア                                                                                   | |
| 11月29日                                                                                   | 渡辺徹、舞の海修平                                                                         | 渡辺は8時から11時まで、舞の海は9時台                                                                   |
| 12月3日                                                                                    | やくみつる                                                                                 | |
| 12月4日                                                                                    | 山内惠介                                                                                   | 9時台の出演、森永卓郎は通常出演                                                                        |
| 12月5日                                                                                    | 岩下尚史、くどーみやこ                                                                     | 岩下は8時台、くどーは9時台                                                                             |
| 12月6日                                                                                    | 大住良之、山内惠介                                                                         | 中森は8時台、大住は9時台                                                                               |
| 12月9日                                                                                    | 泉谷しげる                                                                                 | 遅刻のため9時15分から10時まで                                                                          |
| 12月10日                                                                                   | 山路徹、クリス・ハート、山内惠介                                                           | 山路は8時台、クリスは9時台                                                                             |
| 12月12日                                                                                   | 林修                                                                                       | |
| 12月13日                                                                                   | 平泉成、八木亜希子                                                                         | |
| 12月17日                                                                                   | やくみつる、菊池和子                                                                       | やくは8時台、体操インストラクターの菊池は9時台                                                         |
| 12月19日                                                                                   | 岩下尚史、AKI猪瀬                                                                          | 岩下は8時台、猪瀬は9時台                                                                               |
| 12月20日                                                                                   | 林文子                                                                                     | |
| 12月23日                                                                                   | 高濱正伸                                                                                   | |
| 12月24日                                                                                   | 森永卓郎                                                                                   | |
| 12月26日                                                                                   | やくみつる、菊田あや子                                                                     | やくは8時台、菊田は9時台                                                                               |
| 12月27日                                                                                   | 合田道人                                                                                   | 中森は8時台、合田は9時台                                                                               |
| 12月30日                                                                                   | おおたわ史絵                                                                               | |
| 12月31日                                                                                   | 森永卓郎                                                                                   | |

| 2014年放送リスト（月曜日が中瀬、火曜日が岩下、水曜日が森永卓郎、金曜日が中森の場合は省略） | 2014年放送リスト（月曜日が中瀬、火曜日が岩下、水曜日が森永卓郎、金曜日が中森の場合は省略） | 2014年放送リスト（月曜日が中瀬、火曜日が岩下、水曜日が森永卓郎、金曜日が中森の場合は省略） |
| 日時                                                                                       | ゲスト                                                                                     | 備考                                                                                       |
| ------------------------------------------------------------------------------------------ | ------------------------------------------------------------------------------------------ | ------------------------------------------------------------------------------------------ |
| 1月6日                                                                                     | やくみつる                                                                                 |                                                                                            |
| 1月9日                                                                                     | 山路徹                                                                                     |                                                                                            |
| 1月10日                                                                                    | 山内惠介                                                                                   | 中森は8時台、山内は9時台                                                                   |
| 1月13日                                                                                    | 佐藤智恵、萩本欽一                                                                         | 佐藤は8時台、萩本は9時台                                                                   |
| 1月14日                                                                                    | 中瀬ゆかり                                                                                 |                                                                                            |
| 1月16日                                                                                    | 増島みどり、マーティン・ニューマン                                                         | ニューマンはプレゼントレーナー                                                             |
| 1月17日                                                                                    | 寺坂直毅、山内惠介                                                                         | 中森は8時台、寺坂は9時台                                                                   |
| 1月20日                                                                                    | 石蔵文信                                                                                   |                                                                                            |
| 1月21日                                                                                    | ティーナ・カリーナ                                                                         | 岩下は8時台、ティーナは9時台                                                               |
| 1月23日                                                                                    | やくみつる、清永賢二                                                                       | やくは8時台、清永は9時台                                                                   |
| 1月24日                                                                                    | 八木亜希子                                                                                 |                                                                                            |
| 1月28日                                                                                    | 山路徹、遠藤哲也                                                                           | 山路は8時台、大衆食堂研究家の遠藤は9時台                                                   |
| 1月30日                                                                                    | 田崎健太、舞の海修平                                                                       | 田崎は8時台、舞の海は9時台                                                                 |
| 1月31日                                                                                    | 山口昌彦                                                                                   | 中森は8時台、山口は9時台                                                                   |
| 2月4日                                                                                     | 丸山剛郎                                                                                   | 岩下は8時台、丸山は9時台                                                                   |
| 2月5日                                                                                     | 山口真由                                                                                   | 9時台の出演                                                                                |
| 2月6日                                                                                     | やくみつる                                                                                 |                                                                                            |
| 2月7日                                                                                     | 増島みどり                                                                                 |                                                                                            |
| 2月10日                                                                                    | 井上公造                                                                                   |                                                                                            |
| 2月11日                                                                                    | 石蔵文信                                                                                   |                                                                                            |
| 2月13日                                                                                    | 山路徹、くどーみやこ                                                                       | 山路は8時台、くどーは9時台                                                                 |
| 2月14日                                                                                    | 木崎伸也                                                                                   | 中森は8時台、サッカージャーナリストの木崎は9時台                                           |
| 2月17日                                                                                    | おおたわ史絵                                                                               |                                                                                            |
| 2月18日                                                                                    | 赤星隆幸                                                                                   |                                                                                            |
| 2月19日                                                                                    | 小林弘幸                                                                                   | 森永卓郎は通常出演                                                                         |
| 2月20日                                                                                    | 白澤卓二                                                                                   |                                                                                            |
| 2月21日                                                                                    | 新見正則、神山典士                                                                         | 新見は8時から9時20分まで、神山は9時30分から9時50分まで                                     |
| 2月24日                                                                                    | 山路徹                                                                                     |                                                                                            |
| 2月25日                                                                                    | 大竹真一郎                                                                                 | 岩下は8時台、中野サンブライトクリニック院長の大竹は9時台                                   |
| 2月27日                                                                                    | やくみつる、錦織一清、松原健之                                                             | やくは8時台、錦織は9時台                                                                   |
| 2月28日                                                                                    | 山口良一                                                                                   | 中森は8時台、山口は9時台                                                                   |
| 3月4日                                                                                     | 山路徹、中村格子                                                                           | 山路は8時台、整形外科医の中村は9時台                                                       |
| 3月5日                                                                                     | 山内惠介                                                                                   |                                                                                            |
| 3月6日                                                                                     | 岩下尚史、江畑晶慧                                                                         | 岩下は8時台、江畑は9時台                                                                   |
| 3月7日                                                                                     | 大桃美代子                                                                                 |                                                                                            |
| 3月11日                                                                                    | 和田隆昌                                                                                   |                                                                                            |
| 3月13日                                                                                    | 中野信子、トリオカルディア                                                                 | 中野は8時から9時20分まで、トリオカルディアは9時30分から9時50分まで                         |
| 3月14日                                                                                    | くどうみやこ、松原健之                                                                     | 中森は8時台、くどうは9時から9時20分まで、松原は9時30分から9時50分まで                      |
| 3月17日                                                                                    | 山路徹、マルシア                                                                           | 山路は8時台、マルシアは9時台                                                               |
| 3月18日                                                                                    | 石蔵文信                                                                                   |                                                                                            |
| 3月20日                                                                                    | やくみつる、クリス・ハート                                                                 | やくは8時台、クリスは9時台                                                                 |
| 3月21日                                                                                    | 東ちづる                                                                                   | 中森は8時台、東は9時台                                                                     |
| 3月25日                                                                                    | 山路徹、小林弘幸                                                                           | 山路は8時台、小林は9時台                                                                   |
| 3月27日                                                                                    | 岩下尚史、藤田恵美                                                                         | 岩下は8時台、藤田は9時30分から9時50分まで                                                  |
| 3月28日                                                                                    | 大桃美代子、江本孟紀                                                                       | 大桃は8時台、江本は9時台                                                                   |
| 3月31日                                                                                    | AKI猪瀬                                                                                    |                                                                                            |
| 4月1日                                                                                     | 佐藤桂子                                                                                   | よみせ通り診療所所長                                                                       |
| 4月3日                                                                                     | 八木亜希子                                                                                 |                                                                                            |
| 4月4日                                                                                     | 風呂内亜矢                                                                                 | ファイナンシャルプランナー                                                                 |
| 4月8日                                                                                     | 石飛幸三                                                                                   | 特別養護老人ホーム「芦花ホーム」医師                                                       |
| 4月11日                                                                                    | Le Velvets                                                                                 | 中森は8時40分から9時20分まで、Le Velvetsは9時30分から9時50分まで                           |
| 4月15日                                                                                    | 林家ペー                                                                                   |                                                                                            |
| 4月17日                                                                                    | 駒井千佳子                                                                                 |                                                                                            |
| 4月18日                                                                                    | 林文子                                                                                     |                                                                                            |
| 4月21日                                                                                    | 加藤茶、加藤綾菜                                                                           |                                                                                            |
| 4月22日                                                                                    | 保田圭夫妻                                                                                 |                                                                                            |
| 4月23日                                                                                    | 谷隼人、松岡きっこ                                                                         |                                                                                            |
| 4月24日                                                                                    | 宇崎竜童、阿木燿子                                                                         |                                                                                            |
| 4月25日                                                                                    | ジャガー横田、木下博勝                                                                     |                                                                                            |
| 4月28日                                                                                    | 高須光聖、山口雅史                                                                         | 高須は8時40分から9時20分まで、山口は9時30分から9時50分まで                                 |
| 4月29日                                                                                    | 横山博美、山内惠介                                                                         | 医療法人医新会理事長                                                                       |
| 4月30日                                                                                    | 紅晴美                                                                                     | 9時30分から9時50分まで                                                                     |
| 5月1日                                                                                     | 井上公造                                                                                   |                                                                                            |
| 5月5日                                                                                     | 山口昌彦                                                                                   |                                                                                            |
| 5月6日                                                                                     | 新井基洋                                                                                   | 横浜市立みなと赤十字病院耳鼻咽喉科部長                                                     |
| 5月8日                                                                                     | マルシア                                                                                   |                                                                                            |
| 5月9日                                                                                     | やくみつる                                                                                 |                                                                                            |
| 5月12日                                                                                    | 田崎健太                                                                                   |                                                                                            |
| 5月13日                                                                                    | 三浦豪太                                                                                   |                                                                                            |
| 5月15日                                                                                    | 山路徹                                                                                     |                                                                                            |
| 5月16日                                                                                    | 菊田あや子                                                                                 |                                                                                            |
| 5月20日                                                                                    | 渡辺尚彦                                                                                   | 東京女子医科大学東医療センター内科准教授                                                   |
| 5月21日                                                                                    | 夏川りみ                                                                                   | 9時30分から9時50分まで                                                                     |
| 5月22日                                                                                    | 井上公造                                                                                   |                                                                                            |
| 5月26日                                                                                    | 駒井千佳子                                                                                 |                                                                                            |
| 5月27日                                                                                    | 岡部正                                                                                     | 岡部クリニック院長                                                                         |
| 5月28日                                                                                    | 高橋惠子                                                                                   | 9時30分から9時50分まで                                                                     |
| 5月29日                                                                                    | 福井泰代                                                                                   |                                                                                            |
| 5月30日                                                                                    | 磯山さやか、原田真二                                                                       | 磯山は8時40分から9時20分まで、原田は9時30分から9時50分まで                                 |
| 6月2日                                                                                     | 増島みどり                                                                                 |                                                                                            |
| 6月3日                                                                                     | 浦島充佳                                                                                   | 博東京慈恵会医科大学教授                                                                   |
| 6月5日                                                                                     | 伊藤洋介                                                                                   |                                                                                            |
| 6月6日                                                                                     | 川崎麻世                                                                                   |                                                                                            |
| 6月9日                                                                                     | デヴィ・スカルノ                                                                           |                                                                                            |
| 6月10日                                                                                    | 山本譲二                                                                                   |                                                                                            |
| 6月11日                                                                                    | 花田虎上                                                                                   |                                                                                            |
| 6月12日                                                                                    | 山路徹、倉田真由美                                                                         |                                                                                            |
| 6月13日                                                                                    | 大鶴義丹                                                                                   |                                                                                            |
| 6月16日                                                                                    | 渡辺徹                                                                                     |                                                                                            |
| 6月17日                                                                                    | 仲弥                                                                                       | 仲皮膚科クリニック院長                                                                     |
| 6月19日                                                                                    | 山崎まゆみ                                                                                 |                                                                                            |
| 6月24日                                                                                    | 小林弘幸                                                                                   |                                                                                            |
| 6月26日                                                                                    | 佐々木紀彦、クリス・ハート                                                                 | 東洋経済オンライン編集長の佐々木は8時40分から9時15分まで、クリスは9時40分から9時50分まで   |
| 6月30日                                                                                    | おおたわ史絵                                                                               |                                                                                            |
| 7月1日                                                                                     | 安寿ミラ                                                                                   |                                                                                            |
| 7月3日                                                                                     | やくみつる                                                                                 |                                                                                            |
| 7月4日                                                                                     | 南美希子                                                                                   |                                                                                            |
| 7月7日                                                                                     | 加山雄三                                                                                   |                                                                                            |
| 7月8日                                                                                     | 辨野義巳                                                                                   | 農学博士                                                                                   |
| 7月10日                                                                                    | 駒井千佳子                                                                                 |                                                                                            |
| 7月11日                                                                                    | 植草美幸                                                                                   |                                                                                            |
| 7月17日                                                                                    | 井上公造                                                                                   |                                                                                            |
| 7月21日                                                                                    | 山口昌彦                                                                                   |                                                                                            |
| 7月22日                                                                                    | 奥田弘美                                                                                   | 精神科医                                                                                   |
| 7月24日                                                                                    | 山路徹                                                                                     |                                                                                            |
| 7月25日                                                                                    | 田中美絵子                                                                                 |                                                                                            |
| 7月29日                                                                                    | 澤登雅一                                                                                   | 三番町ごきげんクリニック院長                                                               |
| 7月31日                                                                                    | 川井郁子                                                                                   |                                                                                            |
| 8月1日                                                                                     | マルシア                                                                                   |                                                                                            |
| 8月4日                                                                                     | 三浦淳寛                                                                                   |                                                                                            |
| 8月5日                                                                                     | 川嶋朗                                                                                     | 医学博士                                                                                   |
| 8月7日                                                                                     | たかのてるこ、松原健之                                                                     |                                                                                            |
| 8月12日                                                                                    | 庄司いずみ                                                                                 |                                                                                            |
| 8月13日                                                                                    | 北川大介                                                                                   |                                                                                            |
| 8月14日                                                                                    | 井上公造                                                                                   |                                                                                            |
| 8月15日                                                                                    | 山崎まゆみ                                                                                 |                                                                                            |
| 8月18日                                                                                    | 駒井千佳子                                                                                 |                                                                                            |
| 8月19日                                                                                    | 灰田美知子                                                                                 | 半蔵門病院副院長                                                                           |
| 8月21日                                                                                    | 柳田理科雄                                                                                 |                                                                                            |
| 8月22日                                                                                    | 斉藤安弘                                                                                   |                                                                                            |
| 8月25日                                                                                    | 山田邦子                                                                                   |                                                                                            |
| 8月26日                                                                                    | 田原俊彦                                                                                   |                                                                                            |
| 8月27日                                                                                    | 大石吾朗                                                                                   |                                                                                            |
| 8月28日                                                                                    | 藤村俊二                                                                                   |                                                                                            |
| 8月29日                                                                                    | 山本譲二                                                                                   |                                                                                            |
| 9月2日                                                                                     | 平野啓子、山内惠介                                                                         | 平野は8時40分から9時15分まで、山内は9時40分から9時50分まで                                 |
| 9月4日                                                                                     | 日々野真理                                                                                 |                                                                                            |
| 9月5日                                                                                     | 上白石萌音                                                                                 | 中森も出演                                                                                 |
| 9月8日                                                                                     | 風呂内亜矢                                                                                 |                                                                                            |
| 9月9日                                                                                     | 中原英臣、山内惠介                                                                         | 中原は8時40分から9時15分まで、山内は9時40分から9時50分まで                                 |
| 9月11日                                                                                    | 井上公造                                                                                   |                                                                                            |
| 9月12日                                                                                    | 林文子、松原健之                                                                           | 林は8時40分から11時まで、松原は9時40分から9時50分まで                                      |
| 9月15日                                                                                    | 杜このみ                                                                                   |                                                                                            |
| 9月16日                                                                                    | 佐々木俊尚                                                                                 |                                                                                            |
| 9月18日                                                                                    | やくみつる                                                                                 |                                                                                            |
| 9月19日                                                                                    | 山口昌彦                                                                                   |                                                                                            |
| 9月22日                                                                                    | 鈴木あきえ、比嘉愛未                                                                       | 鈴木は8時40分から9時15分まで、比嘉は9時40分から9時50分まで                                 |
| 9月23日                                                                                    | 銅冶英雄                                                                                   | お茶の水整形外科クリニック院長                                                             |
| 9月25日                                                                                    | 山口良一                                                                                   |                                                                                            |
| 9月26日                                                                                    | 武田双雲                                                                                   |                                                                                            |
| 9月30日                                                                                    | 水島広子、石嶺聡子                                                                         | 水島は8時40分から9時15分まで、石嶺は9時40分から9時50分まで                                 |
| 10月2日                                                                                    | クリス松村                                                                                 |                                                                                            |
| 10月3日                                                                                    | うつみ宮土理                                                                               |                                                                                            |
| 10月6日                                                                                    | 藤澤ノリマサ、天童よしみ                                                                   | 藤澤は8時40分から9時15分まで、天童は9時40分から9時50分まで                                 |
| 10月7日                                                                                    | 山本竜隆                                                                                   | 朝霧高原診療所院長                                                                         |
| 10月9日                                                                                    | 井上公造、三代目コロムビア・ローズ 野村未奈                                                |                                                                                            |
| 10月13日                                                                                   | やくみつる                                                                                 |                                                                                            |
| 10月14日                                                                                   | 竹内孝仁                                                                                   | 国際医療福祉大学大学院教授                                                                 |
| 10月16日                                                                                   | 磯野貴理子                                                                                 |                                                                                            |
| 10月17日                                                                                   | 林文子、大山加奈、三代目コロムビア・ローズ 野村未奈                                        | 林は8時40分から11時まで、大山は9時40分から9時50分まで                                      |
| 10月20日                                                                                   | カイヤ                                                                                     |                                                                                            |
| 10月21日                                                                                   | 西川史子                                                                                   |                                                                                            |
| 10月22日                                                                                   | 太田光代                                                                                   |                                                                                            |
| 10月23日                                                                                   | 千秋                                                                                       |                                                                                            |
| 10月24日                                                                                   | 和田アキ子                                                                                 |                                                                                            |
| 10月27日                                                                                   | 太田裕美                                                                                   | 中瀬は8時40分から9時15分まで、太田は9時40分から9時50分まで                                 |
| 10月28日                                                                                   | 中野信子                                                                                   |                                                                                            |
| 10月30日                                                                                   | 駒井千佳子                                                                                 |                                                                                            |
| 11月3日                                                                                    | 田辺晋太郎、細川たかし                                                                     | 田辺は8時40分から9時15分まで、細川は9時40分から9時50分まで                                 |
| 11月4日                                                                                    | 中村格子                                                                                   |                                                                                            |
| 11月6日                                                                                    | 山路徹                                                                                     |                                                                                            |
| 11月10日                                                                                   | おおたわ史絵、佐々木秀実                                                                   | おおたわは8時40分から9時15分まで、佐々木は9時40分から9時50分まで                           |
| 11月11日                                                                                   | 森田豊                                                                                     |                                                                                            |
| 11月12日                                                                                   | クリス・ハート                                                                             |                                                                                            |
| 11月13日                                                                                   | 高橋克実                                                                                   |                                                                                            |
| 11月14日                                                                                   | 久野綾子                                                                                   | 相続専門税理士                                                                             |
| 11月17日                                                                                   | スインギー奥田                                                                             | ミュージシャン、中瀬も出演                                                                 |
| 11月18日                                                                                   | 江田証                                                                                     | 江田クリニック院長                                                                         |
| 11月20日                                                                                   | やくみつる                                                                                 |                                                                                            |
| 11月21日                                                                                   | 林文子                                                                                     |                                                                                            |
| 11月24日                                                                                   | 長谷川まさ子、川上大輔                                                                     | 長谷川は8時40分から9時15分まで、川上は9時40分から9時50分まで                               |
| 11月25日                                                                                   | 樋野興夫                                                                                   | 順天堂大学医学部病理・腫瘍学教授                                                           |
| 11月26日                                                                                   | 松本蘭                                                                                     |                                                                                            |
| 11月27日                                                                                   | 田中康夫                                                                                   |                                                                                            |
| 11月28日                                                                                   | 小倉淳                                                                                     |                                                                                            |
| 12月1日                                                                                    | 山内惠介                                                                                   | 中瀬は8時40分から9時30分まで、山内は9時40分から9時50分まで                                 |
| 12月2日                                                                                    | 小林弘幸                                                                                   |                                                                                            |
| 12月4日                                                                                    | 清水ミチコ                                                                                 |                                                                                            |
| 12月5日                                                                                    | 渡辺徹                                                                                     |                                                                                            |
| 12月8日                                                                                    | 山本譲二                                                                                   |                                                                                            |
| 12月9日                                                                                    | 間寛平                                                                                     |                                                                                            |
| 12月10日                                                                                   | 山路徹、倉田真由美                                                                         |                                                                                            |
| 12月11日                                                                                   | 山田邦子                                                                                   |                                                                                            |
| 12月12日                                                                                   | 布川敏和                                                                                   |                                                                                            |
| 12月16日                                                                                   | 今津嘉宏                                                                                   | 芝大門いまづクリニック院長                                                                 |
| 12月18日                                                                                   | 長谷川まさ子                                                                               |                                                                                            |
| 12月22日                                                                                   | 小倉久寛、いきものがかり                                                                   | 小倉は8時40分から9時15分まで、いきものがかりは9時40分から9時50分まで                       |
| 12月23日                                                                                   | ゴリ                                                                                       |                                                                                            |
| 12月26日                                                                                   | 大竹しのぶ                                                                                 |                                                                                            |
| 12月29日                                                                                   | 大江英樹、HIDEBOH                                                                          | オフィス・リベルタス代表の大江は8時40分から9時15分まで、HIDEBOHは9時40分から9時50分まで    |
| 12月30日                                                                                   | 尾上松也                                                                                   |                                                                                            |

| 2015年放送リスト（月曜日がテリー、水曜日が森永卓郎、木曜日が中瀬、金曜日が中森の場合は省略） | 2015年放送リスト（月曜日がテリー、水曜日が森永卓郎、木曜日が中瀬、金曜日が中森の場合は省略） | 2015年放送リスト（月曜日がテリー、水曜日が森永卓郎、木曜日が中瀬、金曜日が中森の場合は省略）           |
| 日時                                                                                         | ゲスト                                                                                       | 備考                                                                                                   |
| -------------------------------------------------------------------------------------------- | -------------------------------------------------------------------------------------------- | --- |
| 1月1日                                                                                       | 山路徹                                                                                       | |
| 1月5日                                                                                       | おおたわ史絵、普天間かおり                                                                   | おおたわは8時40分から9時15分まで、普天間は9時40分から9時50分まで                                       |
| 1月6日                                                                                       | 中原英臣                                                                                     | |
| 1月8日                                                                                       | やくみつる                                                                                   | |
| 1月9日                                                                                       | 森拓郎                                                                                       | |
| 1月12日                                                                                      | 山口昌彦、熊谷育美                                                                           | 山口は8時40分から9時15分まで、熊谷は9時40分から9時50分まで                                             |
| 1月13日                                                                                      | 丸田佳奈                                                                                     | |
| 1月15日                                                                                      | 井上公造                                                                                     | |
| 1月16日                                                                                      | マルシア                                                                                     | |
| 1月19日                                                                                      | 中瀬ゆかり                                                                                   | |
| 1月20日                                                                                      | 蔭山洋介、成井浩司                                                                           | スピーチライターの蔭山は8時30分から8時40分まで、虎の門病院睡眠呼吸器科部長成井は8時40分から9時15分まで |
| 1月22日                                                                                      | 山内惠介                                                                                     | |
| 1月23日                                                                                      | 林文子                                                                                       | |
| 1月26日                                                                                      | 中瀬ゆかり                                                                                   | |
| 1月27日                                                                                      | 五味常明                                                                                     | |
| 1月29日                                                                                      | 高濱正伸                                                                                     | |
| 1月30日                                                                                      | 熊沢里美                                                                                     | 作家                                                                                                   |
| 2月2日                                                                                       | 美木良介、松原健之                                                                           | 美木は8時40分から9時15分まで、松原は9時40分から9時50分まで                                             |
| 2月3日                                                                                       | 細井孝之                                                                                     | 医療法人財団健康院健康クリニック副院長                                                                 |
| 2月5日                                                                                       | 黒崎直美                                                                                     | ドッグライフカウンセラー                                                                               |
| 2月9日                                                                                       | 中瀬ゆかり、杜このみ                                                                         | 中瀬は8時40分から9時30分まで、杜は9時40分から9時50分まで                                               |
| 2月10日                                                                                      | 森田豊                                                                                       | |
| 2月12日                                                                                      | 山崎まゆみ                                                                                   | |
| 2月13日                                                                                      | 服部幸                                                                                       | 東京猫医療センター院長                                                                                 |
| 2月16日                                                                                      | 柴田理恵                                                                                     | |
| 2月17日                                                                                      | 野々村真                                                                                     | |
| 2月18日                                                                                      | 花田虎上                                                                                     | |
| 2月19日                                                                                      | 山田邦子                                                                                     | |
| 2月20日                                                                                      | 梅沢富美男                                                                                   | |
| 2月23日                                                                                      | 秦万里子、山内惠介、三代目コロムビア・ローズ 野村未奈                                        | 秦は8時40分から9時30分まで、山内は9時40分から9時50分まで                                               |
| 2月24日                                                                                      | 福島一隆                                                                                     | 銀座トリニティデンタルクリニック院長                                                                   |
| 2月26日                                                                                      | 駒井千佳子                                                                                   | |
| 2月27日                                                                                      | 安倍昌彦                                                                                     | |
| 3月2日                                                                                       | 奥山佳恵                                                                                     | |
| 3月3日                                                                                       | ハイヒールモモコ、浅野まみこ                                                                 | モモコは8時27分から8時37分まで、管理栄養士の浅野は8時40分から9時30分まで                               |
| 3月5日                                                                                       | 井上公造                                                                                     | |
| 3月6日                                                                                       | 金子達仁、佐藤美希                                                                           | |
| 3月9日                                                                                       | 安久鉄兵                                                                                     | |
| 3月10日                                                                                      | 根来秀行                                                                                     | |
| 3月11日                                                                                      | 和田隆昌                                                                                     | |
| 3月12日                                                                                      | 森永卓郎、山路徹                                                                             | 横浜高島屋から公開生放送                                                                               |
| 3月13日                                                                                      | 三代目コロムビア・ローズ 野村未奈                                                            | |
| 3月16日                                                                                      | 辛島美登里                                                                                   | |
| 3月19日                                                                                      | やくみつる                                                                                   | |
| 3月23日                                                                                      | 山崎まゆみ                                                                                   | |
| 3月24日                                                                                      | 西脇俊二                                                                                     | ハタイクリニック院長                                                                                   |
| 3月26日                                                                                      | デイビッド・セイン                                                                           | |
| 3月27日                                                                                      | 岩中祥史                                                                                     | |
| 3月31日                                                                                      | 川野健二                                                                                     | 鼻のクリニック東京おとなの鼻ユニット診療部長                                                           |
| 4月2日                                                                                       | 駒井千佳子                                                                                   | |
| 4月3日                                                                                       | 山田美保子                                                                                   | |
| 4月7日                                                                                       | 倉治ななえ                                                                                   | クラジ歯科医院院長                                                                                     |
| 4月9日                                                                                       | 望月理恵                                                                                     | |
| 4月10日                                                                                      | 林文子                                                                                       | |
| 4月13日                                                                                      | クリス・ハート                                                                               | |
| 4月14日                                                                                      | 岡部正                                                                                       | 岡部クリニック院長                                                                                     |
| 4月16日                                                                                      | 井上公造                                                                                     | |
| 4月17日                                                                                      | やくみつる                                                                                   | |
| 4月20日                                                                                      | 海老名香葉子                                                                                 | |
| 4月21日                                                                                      | 高田みづえ                                                                                   | |
| 4月22日                                                                                      | Mr.マリック                                                                                  | |
| 4月23日                                                                                      | 高濱正伸                                                                                     | |
| 4月24日                                                                                      | 布川敏和                                                                                     | |
| 4月28日                                                                                      | 島田建永                                                                                     | 大阪市立大学準教授                                                                                     |
| 4月30日                                                                                      | 山崎まゆみ                                                                                   | |
| 5月1日                                                                                       | 山口昌彦                                                                                     | |
| 5月5日                                                                                       | 加藤俊徳                                                                                     | |
| 5月7日                                                                                       | 37代木村庄之助                                                                               | 中瀬も出演                                                                                             |
| 5月8日                                                                                       | ラサール石井                                                                                 | |
| 5月11日                                                                                      | 柳家花緑                                                                                     | |
| 5月12日                                                                                      | 中村格子                                                                                     | 整形外科医                                                                                             |
| 5月14日                                                                                      | 研ナオコ                                                                                     | |
| 5月15日                                                                                      | 中村豊                                                                                       | |
| 5月19日                                                                                      | 藤元流八郎                                                                                   | 荏原ホームケアクリニック院長                                                                           |
| 5月22日                                                                                      | 山田邦子                                                                                     | |
| 5月26日                                                                                      | 津田篤太郎                                                                                   | 聖路加国際病院医師                                                                                     |
| 5月27日                                                                                      | クリス・ハート                                                                               | |
| 5月28日                                                                                      | 上條恒                                                                                       | 演出家                                                                                                 |
| 5月29日                                                                                      | 日々野真理                                                                                   | |
| 6月2日                                                                                       | 伊藤裕                                                                                       | 慶應義塾大学医学部教授                                                                                 |
| 6月4日                                                                                       | 松本明子                                                                                     | |
| 6月5日                                                                                       | 川中美幸                                                                                     | |
| 6月8日                                                                                       | 岡部正                                                                                       | |
| 6月9日                                                                                       | 山田邦子、津田篤太郎                                                                         | |
| 6月10日                                                                                      | 弘世貴久                                                                                     | 東邦大学医療センター大森病院教授                                                                       |
| 6月11日                                                                                      | 柴田理恵、小林弘幸                                                                           | |
| 6月12日                                                                                      | 千葉真一、加藤俊徳                                                                           | |
| 6月16日                                                                                      | 灰田美知子                                                                                   | |
| 6月18日                                                                                      | 駒井千佳子                                                                                   | |
| 6月19日                                                                                      | 林文子                                                                                       | |
| 6月23日                                                                                      | 江田証                                                                                       | |
| 6月24日                                                                                      | 唯月ふうか                                                                                   | |
| 6月26日                                                                                      | 山崎まゆみ                                                                                   | |
| 6月29日                                                                                      | 松原健之                                                                                     | |
| 6月30日                                                                                      | 斉藤一郎                                                                                     | 鶴見大学歯学部教授                                                                                     |
| 7月2日                                                                                       | 井上公造                                                                                     | |
| 7月3日                                                                                       | TOKU                                                                                         | |
| 7月7日                                                                                       | 中原英臣                                                                                     | |
| 7月9日                                                                                       | 新垣隆                                                                                       | |
| 7月14日                                                                                      | 北村邦夫                                                                                     | |
| 7月17日                                                                                      | 岩下尚史                                                                                     | |
| 7月21日                                                                                      | 石川善樹                                                                                     | |
| 7月23日                                                                                      | 酒井透                                                                                       | |
| 7月24日                                                                                      | 山田美保子、市川由紀乃                                                                       | 山田は8時台から9時20分まで、市川は9時40分から9時50分まで                                               |
| 7月28日                                                                                      | 稲垣絵里子                                                                                   | もみじやま通りペットクリニック獣医                                                                     |
| 7月29日                                                                                      | 山口花                                                                                       | 司法書士法人新宿事務所司法書士                                                                         |
| 7月30日                                                                                      | 山口昌彦                                                                                     | |
| 7月31日                                                                                      | やくみつる                                                                                   | |
| 8月3日                                                                                       | 徳永ゆうき                                                                                   | |
| 8月4日                                                                                       | 森由香子、菊地まどか                                                                         | 森は管理栄養士                                                                                         |
| 8月5日                                                                                       | 北山みつき                                                                                   | |
| 8月6日                                                                                       | 東京大衆歌謡楽団                                                                             | |
| 8月7日                                                                                       | 山田邦子、紅晴美、西方裕之                                                                   | 山田は8時から9時15分まで、紅は9時40分から9時50分まで                                                   |
| 8月10日                                                                                      | 歌恋                                                                                         | |
| 8月11日                                                                                      | 鶴見隆史、松原健之                                                                           | |
| 8月12日                                                                                      | はやぶさ                                                                                     | |
| 8月13日                                                                                      | 工藤あやの                                                                                   | |
| 8月14日                                                                                      | 秋葉忠利、出光仁美                                                                           | |
| 8月17日                                                                                      | 三山ひろし                                                                                   | |
| 8月18日                                                                                      | 石川善樹、純烈（小田井涼平を除く）                                                           | |
| 8月19日                                                                                      | 黒木姉妹                                                                                     | |
| 8月20日                                                                                      | ジェロ                                                                                       | |
| 8月21日                                                                                      | 林文子、清水良太郎                                                                           | |
| 8月24日                                                                                      | 杜このみ                                                                                     | |
| 8月25日                                                                                      | デヴィ・スカルノ、山内惠介                                                                   | |
| 8月26日                                                                                      | クリス・ハート                                                                               | |
| 8月27日                                                                                      | 市川由紀乃                                                                                   | |
| 8月28日                                                                                      | 布川敏和、小沢あきこ                                                                         | |
| 8月31日                                                                                      | 川上大輔                                                                                     | |
| 9月1日                                                                                       | 梶本修身                                                                                     | 大阪市立大学教授                                                                                       |
| 9月3日                                                                                       | 水島重光、山内惠介、水谷千重子                                                               | 防災アドバイザーの水島は8時から9時15分まで、山内と水谷は9時40分から9時50分まで                         |
| 9月4日                                                                                       | 荒木由美子                                                                                   | |
| 9月8日                                                                                       | 大竹真一郎                                                                                   | |
| 9月10日                                                                                      | 井上公造                                                                                     | |
| 9月15日                                                                                      | 宇田川久美子                                                                                 | 薬剤師                                                                                                 |
| 9月16日                                                                                      | 南部なおと                                                                                   | 南部は保険セールスマンで歌手                                                                           |
| 9月18日                                                                                      | 森拓郎                                                                                       | |
| 9月22日                                                                                      | おおたわ史絵                                                                                 | |
| 9月29日                                                                                      | 山路徹                                                                                       | |
| 10月2日                                                                                      | 羽田圭介                                                                                     | |
| 10月6日                                                                                      | やくみつる                                                                                   | |
| 10月8日                                                                                      | 岩下尚史、山内惠介                                                                           | 岩下は8時から9時15分まで、山内は9時40分から9時50分まで                                                 |
| 10月9日                                                                                      | 松居一代                                                                                     | |
| 10月13日                                                                                     | 山路徹                                                                                       | |
| 10月16日                                                                                     | 倉田真由美                                                                                   | |
| 10月20日                                                                                     | 柴田理恵                                                                                     | |
| 10月23日                                                                                     | 中村メイコ                                                                                   | |
| 10月26日                                                                                     | おおたわ史絵                                                                                 | テリーの代役                                                                                           |
| 10月27日                                                                                     | 岩下尚史                                                                                     | |
| 10月30日                                                                                     | やくみつる                                                                                   | |
| 11月3日                                                                                      | 渡辺徹                                                                                       | |
| 11月5日                                                                                      | 井上公造                                                                                     | |
| 11月6日                                                                                      | 倉田真由美                                                                                   | |
| 11月10日                                                                                     | 岩下尚史                                                                                     | |
| 11月13日                                                                                     | 山路徹                                                                                       | |
| 11月17日                                                                                     | やくみつる                                                                                   | |
| 11月20日                                                                                     | 林文子                                                                                       | 中森は8時台、林は9時台                                                                                 |
| 11月24日                                                                                     | 岩下尚史                                                                                     | |
| 11月26日                                                                                     | 山路徹                                                                                       | |
| 11月27日                                                                                     | 中村メイコ                                                                                   | |
| 12月1日                                                                                      | IKKO、走裕介                                                                                 | |
| 12月2日                                                                                      | 川上大輔                                                                                     | |
| 12月3日                                                                                      | やくみつる、エドアルド                                                                       | |
| 12月4日                                                                                      | 倉田真由美、市川由紀乃                                                                       | |
| 12月7日                                                                                      | 走裕介                                                                                       | |
| 12月8日                                                                                      | 岩下尚史、山内惠介                                                                           | 岩下は8時台、山内は9時から10時20分まで                                                                 |
| 12月9日                                                                                      | 朝倉さや                                                                                     | |
| 12月10日                                                                                     | 徳永ゆうき                                                                                   | |
| 12月11日                                                                                     | 山口恵以子、津吹みゆ                                                                         | |
| 12月14日                                                                                     | ジェロ                                                                                       | |
| 12月15日                                                                                     | 駒井千佳子、海老名香葉子、はやぶさ                                                           | 駒井は8時台、海老名は9時台                                                                             |
| 12月16日                                                                                     | 西方裕之                                                                                     | |
| 12月17日                                                                                     | 市川由紀乃                                                                                   | |
| 12月18日                                                                                     | やくみつる、三山ひろし                                                                       | |
| 12月21日                                                                                     | 松原健之                                                                                     | |
| 12月22日                                                                                     | 岩下尚史、朝倉さや                                                                           | |
| 12月24日                                                                                     | 山路徹                                                                                       | |
| 12月28日                                                                                     | 工藤あやの                                                                                   | |
| 12月29日                                                                                     | IKKO、工藤あやの                                                                             | |
| 12月30日                                                                                     | 林部智史                                                                                     | |
| 12月31日                                                                                     | 山路徹、松阪ゆうき                                                                           | |

| 2016年放送リスト（月曜日がテリー、水曜日が森永卓郎、木曜日が中瀬の場合は省略） | 2016年放送リスト（月曜日がテリー、水曜日が森永卓郎、木曜日が中瀬の場合は省略）                        | 2016年放送リスト（月曜日がテリー、水曜日が森永卓郎、木曜日が中瀬の場合は省略）                               |
| 日時                                                                           | ゲスト                                                                                                | 備考 |
| ------------------------------------------------------------------------------ | --- | --- |
| 1月5日                                                                         | 岩下尚史                                                                                              | |
| 1月8日                                                                         | やくみつる                                                                                            | |
| 1月12日                                                                        | 山口恵以子                                                                                            | |
| 1月14日                                                                        | 小林弘幸                                                                                              | |
| 1月15日                                                                        | 渡辺えり                                                                                              | |
| 1月19日                                                                        | 岩下尚史                                                                                              | |
| 1月20日                                                                        | 紅晴美                                                                                                | |
| 1月21日                                                                        | 井上公造                                                                                              | |
| 1月22日                                                                        | 倉田真由美                                                                                            | |
| 1月26日                                                                        | 山口恵以子                                                                                            | |
| 1月29日                                                                        | 中村メイコ                                                                                            | |
| 2月2日                                                                         | やくみつる                                                                                            | |
| 2月5日                                                                         | 中森明夫                                                                                              | |
| 2月8日                                                                         | 工藤あやの                                                                                            | |
| 2月9日                                                                         | 岩下尚史、水田竜子                                                                                    | |
| 2月10日                                                                        | 徳永ゆうき                                                                                            | |
| 2月11日                                                                        | 渡辺徹、徳永ゆうき                                                                                    | |
| 2月12日                                                                        | 山口恵以子、杜このみ                                                                                  | |
| 2月15日                                                                        | 大塚範一、松原健之                                                                                    | |
| 2月16日                                                                        | やくみつる、杜このみ                                                                                  | |
| 2月17日                                                                        | 赤井英和、ジェロ                                                                                      | |
| 2月18日                                                                        | はやぶさ                                                                                              | |
| 2月19日                                                                        | 山口恵以子、ジェロ                                                                                    | |
| 2月22日                                                                        | 三丘翔太                                                                                              | |
| 2月23日                                                                        | 山路徹、エドアルド                                                                                    | |
| 2月24日                                                                        | 純烈                                                                                                  | |
| 2月25日                                                                        | 松阪ゆうき                                                                                            | |
| 2月26日                                                                        | 中村メイコ、林部智史                                                                                  | |
| 3月1日                                                                         | 岩下尚史                                                                                              | |
| 3月4日                                                                         | 倉田真由美                                                                                            | |
| 3月8日                                                                         | やくみつる                                                                                            | |
| 3月11日                                                                        | 山路徹                                                                                                | |
| 3月15日                                                                        | 山口恵以子                                                                                            | |
| 3月18日                                                                        | 中森明夫                                                                                              | |
| 3月21日                                                                        | ジェロ、杜このみ                                                                                      | 豊島公会堂から公開生放送                                                                                     |
| 3月22日                                                                        | 駒井千佳子                                                                                            | |
| 3月23日                                                                        | 山内惠介                                                                                              | |
| 3月24日                                                                        | やくみつる                                                                                            | |
| 3月25日                                                                        | 中村メイコ                                                                                            | |
| 3月29日                                                                        | 山口恵以子                                                                                            | |
| 3月31日                                                                        | おおたわ史絵                                                                                          | |
| 4月1日                                                                         | 山路徹                                                                                                | |
| 4月4日                                                                         | 工藤あやの                                                                                            | |
| 4月5日                                                                         | やくみつる、村木弾                                                                                    | |
| 4月6日                                                                         | 純烈                                                                                                  | |
| 4月7日                                                                         | 椎名佐千子                                                                                            | |
| 4月8日                                                                         | 岩下尚史、林部智史                                                                                    | |
| 4月11日                                                                        | はやぶさ                                                                                              | |
| 4月12日                                                                        | 山口恵以子、松阪ゆうき                                                                                | |
| 4月13日                                                                        | 飛鳥とも美                                                                                            | |
| 4月14日                                                                        | 三丘翔太                                                                                              | |
| 4月15日                                                                        | 倉田真由美、林部智史、ロバート・ボールドウィン、徳永ゆうき                                            | 倉田は8時から8時45分まで、林部は9時30分から9時50分まで、ロバートは「世界のおみやげ大発見！」のコーナーの出演 |
| 4月18日                                                                        | 杜このみ                                                                                              | |
| 4月19日                                                                        | やくみつる、工藤あやの                                                                                | |
| 4月20日                                                                        | 林部智史                                                                                              | |
| 4月21日                                                                        | 黒木姉妹                                                                                              | |
| 4月22日                                                                        | 中村メイコ、ジェロ                                                                                    | |
| 4月25日                                                                        | 岩佐美咲                                                                                              | |
| 4月26日                                                                        | 山口恵以子、市川由紀乃                                                                                | |
| 4月27日                                                                        | 朝倉さや                                                                                              | |
| 4月28日                                                                        | おおたわ史絵、ジェロ                                                                                  | |
| 4月29日                                                                        | 土屋礼央、欅坂46（平手友梨奈、長濱ねる、志田愛佳）、岸明日香、みきゃん、Little Glee Monster、林部智史 | THEラジオパークin日比谷2016による公開放送                                                                    |
| 5月2日                                                                         | 工藤あやの                                                                                            | |
| 5月3日                                                                         | 山路徹                                                                                                | |
| 5月4日                                                                         | 西田あい                                                                                              | |
| 5月5日                                                                         | 井上公造                                                                                              | |
| 5月6日                                                                         | 倉田真由美、Baby Boo                                                                                  | |
| 5月9日                                                                         | 工藤あやの                                                                                            | |
| 5月10日                                                                        | 山口恵以子、飛鳥とも美                                                                                | |
| 5月11日                                                                        | 飛鳥とも美                                                                                            | |
| 5月12日                                                                        | 谷本賢一郎                                                                                            | |
| 5月13日                                                                        | 山路徹、林部智史                                                                                      | |
| 5月16日                                                                        | 林部智史                                                                                              | |
| 5月17日                                                                        | やくみつる、水田竜子                                                                                  | |
| 5月18日                                                                        | 井上由美子                                                                                            | |
| 5月19日                                                                        | 西田あい                                                                                              | |
| 5月20日                                                                        | 山路徹、エドアルド                                                                                    | |
| 5月23日                                                                        | 林部智史                                                                                              | |
| 5月24日                                                                        | 山口恵以子、飛鳥とも美                                                                                | |
| 5月25日                                                                        | 西田あい                                                                                              | |
| 5月26日                                                                        | ジェロ                                                                                                | |
| 5月27日                                                                        | にしゃんた、Baby Boo                                                                                  | |
| 5月30日                                                                        | 津吹みゆ                                                                                              | |
| 5月31日                                                                        | やくみつる、工藤あやの                                                                                | |
| 6月1日                                                                         | あさみちゆき                                                                                          | |
| 6月2日                                                                         | 倉田真由美、松阪ゆうき                                                                                | |
| 6月3日                                                                         | 山路徹、西田あい                                                                                      | |
| 6月6日                                                                         | 井上由美子                                                                                            | |
| 6月7日                                                                         | 山口恵以子、三丘翔太                                                                                  | |
| 6月8日                                                                         | パク・ジュニョン                                                                                      | |
| 6月9日                                                                         | Baby Boo                                                                                              | |
| 6月10日                                                                        | ロバート・キャンベル、工藤あやの                                                                      | |
| 6月13日                                                                        | 倉田真由美、パク・ジュニョン                                                                          | |
| 6月14日                                                                        | やくみつる、小川菜摘、林部智史                                                                        | |
| 6月15日                                                                        | 研ナオコ、市川由紀乃                                                                                  | |
| 6月16日                                                                        | 小島慶子、藤澤ノリマサ                                                                                | 中瀬も出演                                                                                                   |
| 6月17日                                                                        | 山路徹、IKKO、三丘翔太                                                                                | |
| 6月20日                                                                        | 林部智史                                                                                              | |
| 6月21日                                                                        | 山口恵以子、工藤あやの                                                                                | |
| 6月22日                                                                        | パク・ジュニョン                                                                                      | |
| 6月23日                                                                        | 藤澤ノリマサ                                                                                          | |
| 6月24日                                                                        | 山路徹、Baby Boo                                                                                      | |
| 6月27日                                                                        | 工藤あやの                                                                                            | |
| 6月28日                                                                        | やくみつる、Baby Boo                                                                                  | |
| 6月29日                                                                        | 飛鳥とも美                                                                                            | |
| 6月30日                                                                        | 工藤あやの                                                                                            | |
| 7月1日                                                                         | にしゃんた、Baby Boo                                                                                  | |
| 7月4日                                                                         | 矢吹春佳                                                                                              | |
| 7月5日                                                                         | 山口恵以子、三丘翔太                                                                                  | |
| 7月6日                                                                         | 津吹みゆ                                                                                              | |
| 7月7日                                                                         | 駒井千佳子、水田竜子                                                                                  | |
| 7月8日                                                                         | ロバート・キャンベル、あさみちゆき                                                                    | |
| 7月11日                                                                        | 西田あい                                                                                              | |
| 7月12日                                                                        | やくみつる、津吹みゆ                                                                                  | |
| 7月13日                                                                        | ジェロ                                                                                                | |
| 7月14日                                                                        | 飛鳥とも美                                                                                            | |
| 7月15日                                                                        | 中村メイコ、工藤あやの                                                                                | |
| 7月19日                                                                        | 山口恵以子、かとうれい子                                                                              | |
| 7月20日                                                                        | 林部智史                                                                                              | |
| 7月21日                                                                        | 松阪ゆうき                                                                                            | |
| 7月22日                                                                        | にしゃんた、林部智史                                                                                  | |
| 7月25日                                                                        | 松阪ゆうき                                                                                            | |
| 7月26日                                                                        | やくみつる、Baby Boo                                                                                  | |
| 7月27日                                                                        | 藤澤ノリマサ                                                                                          | |
| 7月28日                                                                        | 西田あい                                                                                              | |
| 7月29日                                                                        | 森井じゅん、林文子、工藤あやの                                                                        | 公認会計士の森井は8時台、林は9時台                                                                           |
| 8月1日                                                                         | 飛鳥とも美                                                                                            | |
| 8月2日                                                                         | 林部智史                                                                                              | |
| 8月3日                                                                         | 藤澤ノリマサ                                                                                          | |
| 8月4日                                                                         | 林部智史                                                                                              | |
| 8月9日                                                                         | 杜このみ                                                                                              | |
| 8月10日                                                                        | 西田あい                                                                                              | |
| 8月11日                                                                        | 工藤あやの                                                                                            | |
| 8月12日                                                                        | 藤澤ノリマサ                                                                                          | |
| 8月15日                                                                        | 飛鳥とも美                                                                                            | |
| 8月16日                                                                        | Baby Boo                                                                                              | |
| 8月17日                                                                        | パク・ジュニョン                                                                                      | |
| 8月18日                                                                        | 松原健之                                                                                              | |
| 8月19日                                                                        | エドアルド                                                                                            | |
| 8月22日                                                                        | 陣内貴美子                                                                                            | |
| 8月23日                                                                        | やくみつる、ジェロ                                                                                    | |
| 8月24日                                                                        | 研ナオコ、山内惠介                                                                                    | |
| 8月25日                                                                        | 清水ミチコ、西田あい                                                                                  | 中瀬も出演                                                                                                   |
| 8月26日                                                                        | 山路徹、IKKO、林部智史                                                                                | |
| 8月29日                                                                        | 工藤あやの                                                                                            | |
| 8月30日                                                                        | 山口恵以子                                                                                            | |
| 8月31日                                                                        | 林部智史                                                                                              | |
| 9月1日                                                                         | あさみちゆき                                                                                          | |
| 9月2日                                                                         | 山路徹、かとうれい子                                                                                  | |
| 9月5日                                                                         | 工藤あやの                                                                                            | |
| 9月6日                                                                         | 山口恵以子、羽山みずき                                                                                | |
| 9月7日                                                                         | 榊原郁恵、エドアルド                                                                                  | |
| 9月9日                                                                         | にしゃんた、津吹みゆ                                                                                  | |
| 9月12日                                                                        | エドアルド                                                                                            | |
| 9月13日                                                                        | やくみつる、矢吹春佳                                                                                  | |
| 9月14日                                                                        | 林部智史                                                                                              | |
| 9月15日                                                                        | 三丘翔太                                                                                              | |
| 9月16日                                                                        | 中村竜太郎、林文子、蘭華                                                                              | |
| 9月19日                                                                        | Baby Boo                                                                                              | |
| 9月20日                                                                        | やくみつる、矢吹春佳                                                                                  | |
| 9月21日                                                                        | あさみちゆき                                                                                          | |
| 9月22日                                                                        | おおたわ史絵、西田あい                                                                                | |
| 9月23日                                                                        | 山路徹、ロバート・ボールドウィン、入山アキ子                                                          | ロバートは「世界のおみやげ大発見！」のコーナーの出演                                                         |
| 9月26日                                                                        | 工藤あやの                                                                                            | |
| 9月27日                                                                        | 山口恵以子、津吹みゆ                                                                                  | |
| 9月28日                                                                        | 小桜舞子                                                                                              | |
| 9月29日                                                                        | 西田あい                                                                                              | |
| 9月30日                                                                        | 山路徹、森下悠里、岸明日香、石原佑里子、杜このみ                                                      | 東京スカイツリータウンから公開生放送                                                                         |
| 10月3日                                                                        | 佐々木彩夏、有安杏果、あさみちゆき                                                                    | |
| 10月4日                                                                        | 山口恵以子、飛鳥とも美                                                                                | |
| 10月5日                                                                        | パク・ジュニョン                                                                                      | |
| 10月6日                                                                        | 井上公造、Baby Boo                                                                                    | |
| 10月7日                                                                        | 中村竜太郎、小桜舞子                                                                                  | |
| 10月10日                                                                       | 工藤あやの                                                                                            | |
| 10月11日                                                                       | やくみつる、坂本冬休み                                                                                | |
| 10月12日                                                                       | パク・ジュニョン                                                                                      | |
| 10月13日                                                                       | Baby Boo                                                                                              | |
| 10月14日                                                                       | にしゃんた、入山アキ子                                                                                | |
| 10月17日                                                                       | 蛭子能収、杜このみ                                                                                    | |
| 10月18日                                                                       | やくみつる、山口恵以子、坂本冬休み                                                                    | |
| 10月19日                                                                       | 秋野暢子、あさみちゆき                                                                                | |
| 10月20日                                                                       | 太川陽介、西田あい                                                                                    | 中瀬も出演                                                                                                   |
| 10月21日                                                                       | 山路徹、小島慶子、林部智史                                                                            | |
| 10月24日                                                                       | 工藤あやの                                                                                            | |
| 10月25日                                                                       | やくみつる、エドアルド                                                                                | |
| 10月26日                                                                       | 藤澤ノリマサ                                                                                          | |
| 10月27日                                                                       | Baby Boo                                                                                              | |
| 10月28日                                                                       | 中村メイコ、三丘翔太                                                                                  | |
| 10月31日                                                                       | 工藤あやの                                                                                            | |
| 11月1日                                                                        | 羽山みずき                                                                                            | |
| 11月2日                                                                        | 羽山みずき                                                                                            | |
| 11月3日                                                                        | 森山愛子                                                                                              | |
| 11月4日                                                                        | エドアルド                                                                                            | |
| 11月7日                                                                        | 坂本冬休み                                                                                            | |
| 11月8日                                                                        | やくみつる、松阪ゆうき                                                                                | |
| 11月9日                                                                        | 三丘翔太                                                                                              | |
| 11月11日                                                                       | にしゃんた、羽山みずき                                                                                | |
| 11月14日                                                                       | Baby Boo                                                                                              | |
| 11月15日                                                                       | 山口恵以子、矢吹春佳                                                                                  | |
| 11月16日                                                                       | 松阪ゆうき                                                                                            | |
| 11月17日                                                                       | 飛鳥とも美                                                                                            | |
| 11月18日                                                                       | 倉田真由美、森山愛子                                                                                  | |
| 11月21日                                                                       | パク・ジュニョン                                                                                      | |
| 11月22日                                                                       | やくみつる、あさみちゆき                                                                              | |
| 11月23日                                                                       | 入山アキ子                                                                                            | |
| 11月24日                                                                       | 駒井千佳子、坂本冬休み                                                                                | |
| 11月25日                                                                       | 山路徹、飛鳥とも美                                                                                    | |
| 11月28日                                                                       | 杜このみ                                                                                              | |
| 11月29日                                                                       | 山口恵以子、中村竜太郎、津吹みゆ                                                                      | |
| 11月30日                                                                       | 野村未奈                                                                                              | |
| 12月1日                                                                        | 野村未奈                                                                                              | |
| 12月2日                                                                        | 山路徹、工藤あやの                                                                                    | |
| 12月5日                                                                        | 坂本冬休み                                                                                            | |
| 12月6日                                                                        | 中村竜太郎、小桜舞子                                                                                  | |
| 12月9日                                                                        | にしゃんた、林部智史                                                                                  | |
| 12月12日                                                                       | ジャガー横田、ぺよん潤                                                                                | |
| 12月13日                                                                       | 山口恵以子、野々村真、坂本冬休み                                                                      | |
| 12月14日                                                                       | 山田邦子、石川不遼                                                                                    | |
| 12月15日                                                                       | 峰竜太、ほいけんた                                                                                    | |
| 12月16日                                                                       | 山路徹、松本伊代、亀ひろし                                                                            | |
| 12月19日                                                                       | 津吹みゆ                                                                                              | |
| 12月20日                                                                       | やくみつる、エドアルド                                                                                | |
| 12月21日                                                                       | 三丘翔太                                                                                              | |
| 12月22日                                                                       | Baby Boo                                                                                              | |
| 12月23日                                                                       | 中村メイコ、工藤あやの                                                                                | |
| 12月26日                                                                       | 中村竜太郎、市川由紀乃                                                                                | テリーは欠席                                                                                                 |
| 12月27日                                                                       | 山口恵以子、津吹みゆ                                                                                  | |
| 12月28日                                                                       | 徳永ゆうき                                                                                            | |
| 12月29日                                                                       | おおたわ史絵、工藤あやの                                                                              | |
| 12月30日                                                                       | 山路徹、はやぶさ                                                                                      | |

| 2017年放送リスト（月曜日がテリー、水曜日が森永卓郎、木曜日が中瀬の場合は省略） | 2017年放送リスト（月曜日がテリー、水曜日が森永卓郎、木曜日が中瀬の場合は省略） | 2017年放送リスト（月曜日がテリー、水曜日が森永卓郎、木曜日が中瀬の場合は省略） |
| 日時                                                                           | ゲスト                                                                         | 備考                                                                           |
| ------------------------------------------------------------------------------ | ------------------------------------------------------------------------------ | ------------------------------------------------------------------------------ |
| 1月2日                                                                         | 工藤あやの                                                                     | テリーは欠席                                                                   |
| 1月3日                                                                         | 山口恵以子、ぺよん潤                                                           |                                                                                |
| 1月4日                                                                         | はやぶさ                                                                       |                                                                                |
| 1月5日                                                                         | 中村竜太郎、はやぶさ                                                           |                                                                                |
| 1月6日                                                                         | 湯山玲子、坂本冬休み                                                           |                                                                                |
| 1月9日                                                                         | 花咲ゆき美                                                                     |                                                                                |
| 1月10日                                                                        | やくみつる、小桜舞子                                                           |                                                                                |
| 1月11日                                                                        | 入山アキ子                                                                     |                                                                                |
| 1月12日                                                                        | 徳永ゆうき                                                                     |                                                                                |
| 1月13日                                                                        | にしゃんた、杜このみ                                                           |                                                                                |
| 1月16日                                                                        | 工藤あやの                                                                     |                                                                                |
| 1月17日                                                                        | 山口恵以子、水田竜子                                                           |                                                                                |
| 1月18日                                                                        | 徳永ゆうき                                                                     |                                                                                |
| 1月19日                                                                        | 津吹みゆ                                                                       |                                                                                |
| 1月20日                                                                        | 山路徹、佐々木秀実                                                             |                                                                                |
| 1月23日                                                                        | 徳永ゆうき                                                                     |                                                                                |
| 1月24日                                                                        | やくみつる、エドアルド                                                         |                                                                                |
| 1月25日                                                                        | 入山アキ子                                                                     |                                                                                |
| 1月26日                                                                        | 純烈（後上翔太、友井雄亮、小田井涼平）                                         |                                                                                |
| 1月27日                                                                        | 中村メイコ、工藤あやの                                                         |                                                                                |
| 1月30日                                                                        | 藤澤ノリマサ                                                                   |                                                                                |
| 1月31日                                                                        | 山口恵以子、星守紗凪、高宗歩未、藤澤ノリマサ                                   | 星守と高宗は「そうだ！明治座にいこう！」に出演                                 |
| 2月1日                                                                         | 飛鳥とも美                                                                     |                                                                                |
| 2月2日                                                                         | 中村竜太郎、野村未菜                                                           |                                                                                |
| 2月3日                                                                         | 山路徹、エドアルド                                                             |                                                                                |
| 2月6日                                                                         | 工藤あやの                                                                     |                                                                                |
| 2月7日                                                                         | やくみつる、丘みどり                                                           |                                                                                |
| 2月8日                                                                         | 小桜舞子                                                                       |                                                                                |
| 2月9日                                                                         | はやぶさ                                                                       |                                                                                |
| 2月10日                                                                        | にしゃんた、杜このみ                                                           |                                                                                |
| 2月13日                                                                        | 松阪ゆうき                                                                     |                                                                                |
| 2月14日                                                                        | 山口恵以子、三丘翔太                                                           |                                                                                |
| 2月15日                                                                        | 中澤卓也                                                                       |                                                                                |
| 2月16日                                                                        | 純烈                                                                           |                                                                                |
| 2月17日                                                                        | 中村メイコ、徳永ゆうき                                                         |                                                                                |
| 2月20日                                                                        | 原晋、坂本冬休み                                                               |                                                                                |
| 2月21日                                                                        | 山口恵以子、徳光和夫、佐々木秀実                                               |                                                                                |
| 2月22日                                                                        | 倉田真由美、西田あい                                                           |                                                                                |
| 2月23日                                                                        | 千葉真一、Baby Boo                                                             | 中瀬も出演                                                                     |
| 2月24日                                                                        | 山路徹、石田純一、工藤あやの                                                   |                                                                                |
| 2月27日                                                                        | 中澤卓也                                                                       |                                                                                |
| 2月28日                                                                        | 中村竜太郎、杜このみ                                                           |                                                                                |
| 3月1日                                                                         | Baby Boo                                                                       |                                                                                |
| 3月2日                                                                         | 徳永ゆうき                                                                     |                                                                                |
| 3月3日                                                                         | 山路徹、羽山みずき                                                             |                                                                                |
| 3月6日                                                                         | あさみちゆき                                                                   |                                                                                |
| 3月7日                                                                         | やくみつる、山田姉妹                                                           |                                                                                |
| 3月8日                                                                         | はやぶさ                                                                       |                                                                                |
| 3月9日                                                                         | Baby Boo                                                                       |                                                                                |
| 3月10日                                                                        | 山路徹、中澤卓也                                                               |                                                                                |
| 3月13日                                                                        | 純烈                                                                           |                                                                                |
| 3月14日                                                                        | 山口恵以子、中澤卓也                                                           |                                                                                |
| 3月15日                                                                        | 津吹みゆ                                                                       |                                                                                |
| 3月16日                                                                        | 工藤あやの                                                                     |                                                                                |
| 3月17日                                                                        | 山路徹、林文子、あさみちゆき                                                   | 山路は8時台、林は9時台の出演                                                   |
| 3月20日                                                                        | 中澤卓也                                                                       |                                                                                |
| 3月21日                                                                        | やくみつる、Baby Boo                                                           |                                                                                |
| 3月23日                                                                        | MILLEA                                                                         |                                                                                |
| 3月24日                                                                        | 中村メイコ、工藤あやの                                                         |                                                                                |
| 3月27日                                                                        | 山内惠介、小桜舞子                                                             |                                                                                |
| 3月28日                                                                        | 山口恵以子、エドアルド                                                         |                                                                                |
| 3月30日                                                                        | はやぶさ                                                                       |                                                                                |
| 3月31日                                                                        | にしゃんた、工藤あやの                                                         |                                                                                |
| 4月3日                                                                         | 坂本冬休み                                                                     |                                                                                |
| 4月4日                                                                         | やくみつる、Baby Boo                                                           |                                                                                |
| 4月5日                                                                         | エドアルド                                                                     |                                                                                |
| 4月6日                                                                         | 蘭華                                                                           |                                                                                |
| 4月7日                                                                         | 山路徹、工藤あやの                                                             |                                                                                |
| 4月10日                                                                        | 野村未奈                                                                       |                                                                                |
| 4月11日                                                                        | 山口恵以子、MILLEA                                                             |                                                                                |
| 4月12日                                                                        | 三丘翔太                                                                       |                                                                                |
| 4月13日                                                                        | 中村竜太郎、飛鳥とも美                                                         |                                                                                |
| 4月17日                                                                        | あさみちゆき                                                                   |                                                                                |
| 4月18日                                                                        | 山路徹、東尾理子、飛鳥とも美                                                   |                                                                                |
| 4月19日                                                                        | 山田邦子、MILLEA                                                               |                                                                                |
| 4月20日                                                                        | 錦野旦、西田あい                                                               | 中瀬も出演                                                                     |
| 4月21日                                                                        | IKKO、八木亜希子、工藤あやの                                                   |                                                                                |
| 4月24日                                                                        | 山田姉妹                                                                       |                                                                                |
| 4月25日                                                                        | やくみつる、村木弾                                                             |                                                                                |
| 4月26日                                                                        | 津吹みゆ                                                                       |                                                                                |
| 4月27日                                                                        | 西田あい                                                                       |                                                                                |
| 4月28日                                                                        | にしゃんた、工藤あやの                                                         |                                                                                |
| 5月2日                                                                         | 中澤卓也                                                                       |                                                                                |
| 5月3日                                                                         | Baby Boo                                                                       |                                                                                |
| 5月4日                                                                         | 中村竜太郎、三丘翔太                                                           |                                                                                |
| 5月5日                                                                         | 中村メイコ、工藤あやの                                                         |                                                                                |
| 5月8日                                                                         | 山口恵以子、坂本冬休み                                                         |                                                                                |
| 5月9日                                                                         | 工藤あやの                                                                     |                                                                                |
| 5月10日                                                                        | 羽山みずき                                                                     |                                                                                |
| 5月11日                                                                        | エドアルド                                                                     |                                                                                |
| 5月12日                                                                        | 山路徹、松原健之                                                               |                                                                                |
| 5月15日                                                                        | 飛鳥とも美                                                                     |                                                                                |
| 5月16日                                                                        | やくみつる、小桜舞子                                                           |                                                                                |
| 5月17日                                                                        | MILLEA                                                                         |                                                                                |
| 5月19日                                                                        | にしゃんた、山口ひろみ                                                         |                                                                                |
| 5月22日                                                                        | 松原健之                                                                       |                                                                                |
| 5月23日                                                                        | 山口恵以子、蘭華                                                               |                                                                                |
| 5月24日                                                                        | 杜このみ                                                                       |                                                                                |
| 5月25日                                                                        | 中澤卓也                                                                       |                                                                                |
| 5月26日                                                                        | 工藤あやの                                                                     |                                                                                |
| 5月29日                                                                        | 羽山みずき                                                                     |                                                                                |
| 5月30日                                                                        | やくみつる、Baby Boo                                                           |                                                                                |
| 5月31日                                                                        | 西田あい                                                                       |                                                                                |
| 6月1日                                                                         | 入山アキ子                                                                     |                                                                                |
| 6月2日                                                                         | 山路徹、徳永ゆうき                                                             |                                                                                |
| 6月5日                                                                         | 工藤あやの                                                                     |                                                                                |
| 6月6日                                                                         | はやぶさ                                                                       |                                                                                |
| 6月7日                                                                         | 野村未菜                                                                       |                                                                                |
| 6月8日                                                                         | 中村竜太郎、徳永ゆうき                                                         |                                                                                |
| 6月9日                                                                         | 杜このみ                                                                       |                                                                                |
| 6月12日                                                                        | 関根勤、坂本冬休み                                                             |                                                                                |
| 6月13日                                                                        | 山路徹、IMALU、原俊作                                                          |                                                                                |
| 6月14日                                                                        | 東尾理子、あっち幾三                                                           |                                                                                |
| 6月15日                                                                        | 峰竜太、ぺよん潤                                                               | 中瀬も出演                                                                     |
| 6月16日                                                                        | やくみつる、中嶋朋子、アントニオ小猪木                                         |                                                                                |
| 6月19日                                                                        | 工藤あやの                                                                     |                                                                                |
| 6月20日                                                                        | 田中美奈子、美川憲二                                                           |                                                                                |
| 6月21日                                                                        | 野村未菜                                                                       |                                                                                |
| 6月22日                                                                        | MILLEA                                                                         |                                                                                |
| 6月23日                                                                        | 中村メイコ、山口ひろみ                                                         |                                                                                |
| 6月26日                                                                        | 三丘翔太                                                                       |                                                                                |
| 6月27日                                                                        | 山口恵以子、徳永ゆうき                                                         |                                                                                |
| 6月28日                                                                        | 中澤卓也                                                                       |                                                                                |
| 6月29日                                                                        | MILLEA                                                                         |                                                                                |
| 6月30日                                                                        | 中村竜太郎、松阪ゆうき                                                         |                                                                                |
| 7月3日                                                                         | 山田姉妹                                                                       |                                                                                |
| 7月4日                                                                         | やくみつる、山田姉妹                                                           |                                                                                |
| 7月5日                                                                         | 野村未菜                                                                       |                                                                                |
| 7月6日                                                                         | 伊達裕太                                                                       |                                                                                |
| 7月7日                                                                         | 飛鳥とも美                                                                     |                                                                                |
| 7月10日                                                                        | 山口ひろみ                                                                     |                                                                                |
| 7月11日                                                                        | 山口恵以子、小桜舞子                                                           |                                                                                |
| 7月12日                                                                        | 中澤卓也                                                                       |                                                                                |
| 7月13日                                                                        | 杜このみ                                                                       |                                                                                |
| 7月14日                                                                        | 工藤あやの                                                                     |                                                                                |
| 7月17日                                                                        | 中澤卓也                                                                       |                                                                                |
| 7月18日                                                                        | やくみつる、坂本冬休み                                                         |                                                                                |
| 7月19日                                                                        | はやぶさ                                                                       |                                                                                |
| 7月20日                                                                        | 中村竜太郎、エドアルド                                                         |                                                                                |
| 7月21日                                                                        | 中村メイコ、津吹みゆ                                                           |                                                                                |
| 7月24日                                                                        | 野村未菜                                                                       |                                                                                |
| 7月25日                                                                        | 山口恵以子、飛鳥とも美                                                         |                                                                                |
| 7月27日                                                                        | 間寛平、Baby Boo                                                               |                                                                                |
| 7月28日                                                                        | 山路徹、工藤あやの                                                             |                                                                                |
| 7月31日                                                                        | 松阪ゆうき                                                                     |                                                                                |
| 8月1日                                                                         | やくみつる、MILLEA                                                             |                                                                                |
| 8月2日                                                                         | 野村未菜                                                                       |                                                                                |
| 8月3日                                                                         | はやぶさ                                                                       |                                                                                |
| 8月4日                                                                         | 山路徹、工藤あやの                                                             |                                                                                |
| 8月7日                                                                         | 小桜舞子                                                                       |                                                                                |
| 8月8日                                                                         | やくみつる、あさみちゆき                                                       |                                                                                |
| 8月9日                                                                         | 津吹みゆ                                                                       |                                                                                |
| 8月10日                                                                        | 三丘翔太                                                                       |                                                                                |
| 8月11日                                                                        | 飛鳥とも美                                                                     |                                                                                |
| 8月14日                                                                        | 北山みつき                                                                     |                                                                                |
| 8月15日                                                                        | 山口恵以子、飛鳥とも美                                                         |                                                                                |
| 8月16日                                                                        | エドアルド                                                                     |                                                                                |
| 8月17日                                                                        | おおたわ史絵、Baby Boo                                                         |                                                                                |
| 8月18日                                                                        | 中村メイコ、工藤あやの                                                         |                                                                                |
| 8月21日                                                                        | 水野真紀、中澤卓也                                                             |                                                                                |
| 8月22日                                                                        | 高嶋ひでたけ、南野陽子、中澤卓也                                               |                                                                                |
| 8月23日                                                                        | IKKO、杜このみ                                                                 |                                                                                |
| 8月24日                                                                        | 石田純一、羽山みずき                                                           | 中瀬も出演                                                                     |
| 8月25日                                                                        | 山路徹、大久保佳代子、工藤あやの                                               |                                                                                |
| 8月28日                                                                        | 三丘翔太                                                                       |                                                                                |
| 8月29日                                                                        | あさみちゆき                                                                   |                                                                                |
| 8月30日                                                                        | Baby Boo                                                                       |                                                                                |
| 8月31日                                                                        | はやぶさ                                                                       |                                                                                |
| 9月1日                                                                         | 山路徹、坂本冬休み                                                             |                                                                                |
| 9月4日                                                                         | 工藤あやの                                                                     |                                                                                |
| 9月5日                                                                         | やくみつる、徳永ゆうき                                                         |                                                                                |
| 9月6日                                                                         | Baby Boo                                                                       |                                                                                |
| 9月7日                                                                         | 飛鳥とも美                                                                     |                                                                                |
| 9月8日                                                                         | 杜このみ                                                                       |                                                                                |
| 9月11日                                                                        | Baby Boo                                                                       |                                                                                |
| 9月12日                                                                        | 山口恵以子、観月ゆうじ                                                         |                                                                                |
| 9月13日                                                                        | 野村未菜                                                                       |                                                                                |
| 9月14日                                                                        | 中村竜太郎、徳永ゆうき                                                         |                                                                                |
| 9月15日                                                                        | 山路徹、入山アキ子                                                             |                                                                                |
| 9月18日                                                                        | 井上由美子                                                                     |                                                                                |
| 9月19日                                                                        | やくみつる、飛鳥とも美                                                         |                                                                                |
| 9月20日                                                                        | Baby Boo                                                                       |                                                                                |
| 9月21日                                                                        | MILLEA                                                                         |                                                                                |
| 9月22日                                                                        | 山路徹、山口ひろみ                                                             |                                                                                |
| 9月25日                                                                        | 野村未菜                                                                       |                                                                                |
| 9月26日                                                                        | 山口恵以子、飛鳥とも美                                                         |                                                                                |
| 9月27日                                                                        | 小桜舞子                                                                       |                                                                                |
| 9月28日                                                                        | 工藤あやの                                                                     |                                                                                |
| 9月29日                                                                        | 中村メイコ、エドアルド                                                         |                                                                                |
| 10月2日                                                                        | 坂本冬休み                                                                     |                                                                                |
| 10月3日                                                                        | 徳永ゆうき                                                                     |                                                                                |
| 10月4日                                                                        | あさみちゆき                                                                   |                                                                                |
| 10月5日                                                                        | 中村竜太郎、三丘翔太                                                           |                                                                                |
| 10月6日                                                                        | Baby Boo                                                                       |                                                                                |
| 10月9日                                                                        | 野村未菜                                                                       |                                                                                |
| 10月10日                                                                       | 山口恵以子、観月ゆうじ                                                         |                                                                                |
| 10月11日                                                                       | 中澤卓也                                                                       |                                                                                |
| 10月12日                                                                       | 徳永ゆうき                                                                     |                                                                                |
| 10月13日                                                                       | 山口ひろみ                                                                     |                                                                                |
| 10月16日                                                                       | 矢口真里、はやぶさ                                                             |                                                                                |
| 10月17日                                                                       | 山路徹、八木亜希子、伊達裕太                                                   |                                                                                |
| 10月18日                                                                       | 小島慶子、パク・ジュニョン                                                     |                                                                                |
| 10月19日                                                                       | 勝俣州和、中澤卓也                                                             | 中瀬も出演                                                                     |
| 10月20日                                                                       | コロッケ、徳永ゆうき                                                           |                                                                                |
| 10月23日                                                                       | Baby Boo                                                                       |                                                                                |
| 10月24日                                                                       | やくみつる、津吹みゆ                                                           |                                                                                |
| 10月25日                                                                       | エドアルド                                                                     |                                                                                |
| 10月26日                                                                       | あさみちゆき                                                                   |                                                                                |
| 10月27日                                                                       | 中村竜太郎、水田竜子                                                           |                                                                                |
| 10月30日                                                                       | 工藤あやの                                                                     |                                                                                |
| 10月31日                                                                       | 山口恵以子、徳永ゆうき                                                         |                                                                                |
| 11月1日                                                                        | オードリー、杜このみ                                                           |                                                                                |
| 11月2日                                                                        | 水雲-MIZMO-                                                                    |                                                                                |
| 11月3日                                                                        | にしゃんた、飛鳥とも美                                                         |                                                                                |
| 11月6日                                                                        | 工藤あやの                                                                     |                                                                                |
| 11月7日                                                                        | 坂本冬休み                                                                     |                                                                                |
| 11月8日                                                                        | 野村未菜                                                                       |                                                                                |
| 11月10日                                                                       | 観月ゆうじ                                                                     |                                                                                |
| 11月13日                                                                       | 森山愛子                                                                       |                                                                                |
| 11月14日                                                                       | 新内眞衣、松阪ゆうき                                                           |                                                                                |
| 11月15日                                                                       | 中澤卓也                                                                       |                                                                                |
| 11月16日                                                                       | 杜このみ                                                                       |                                                                                |
| 11月17日                                                                       | 中村メイコ、山口ひろみ                                                         |                                                                                |
| 11月20日                                                                       | 中澤卓也                                                                       |                                                                                |
| 11月21日                                                                       | やくみつる、Baby Boo                                                           |                                                                                |
| 11月22日                                                                       | パク・ジュニョン                                                               |                                                                                |
| 11月23日                                                                       | 中村竜太郎、飛鳥とも美                                                         |                                                                                |
| 11月24日                                                                       | 野村未菜                                                                       |                                                                                |
| 11月27日                                                                       | 工藤あやの                                                                     |                                                                                |
| 11月28日                                                                       | 山口恵以子、徳永ゆうき                                                         |                                                                                |
| 11月29日                                                                       | 山田姉妹                                                                       |                                                                                |
| 11月30日                                                                       | 三丘翔太                                                                       |                                                                                |
| 12月1日                                                                        | 入山アキ子                                                                     |                                                                                |
| 12月4日                                                                        | パク・ジュニョン                                                               |                                                                                |
| 12月5日                                                                        | やくみつる、あさみちゆき                                                       |                                                                                |
| 12月6日                                                                        | 中澤卓也                                                                       |                                                                                |
| 12月7日                                                                        | 水田竜子                                                                       |                                                                                |
| 12月8日                                                                        | 中村メイコ、Baby Boo                                                           |                                                                                |
| 12月11日                                                                       | 山田邦子、市川由紀乃                                                           |                                                                                |
| 12月12日                                                                       | 三石由起子、観月ゆうじ                                                         |                                                                                |
| 12月13日                                                                       | 渡辺えり、水雲-MIZMO-                                                          |                                                                                |
| 12月14日                                                                       | 勝俣州和、中澤卓也                                                             | 中瀬も出演                                                                     |
| 12月15日                                                                       | 山路徹、小島奈津子、Baby Boo                                                   |                                                                                |
| 12月18日                                                                       | はやぶさ                                                                       |                                                                                |
| 12月19日                                                                       | やくみつる、丘みどり                                                           |                                                                                |
| 12月20日                                                                       | パク・ジュニョン                                                               |                                                                                |
| 12月21日                                                                       | おおたわ史絵、森山愛子                                                         |                                                                                |
| 12月22日                                                                       | にしゃんた、杜このみ                                                           |                                                                                |
| 12月26日                                                                       | 山口恵以子、小桜舞子                                                           |                                                                                |
| 12月27日                                                                       | 水田竜子                                                                       |                                                                                |
| 12月28日                                                                       | 山路徹、山口ひろみ                                                             |                                                                                |

| 2018年放送リスト（月曜日がテリー、水曜日が森永卓郎、木曜日が中瀬の場合は省略） | 2018年放送リスト（月曜日がテリー、水曜日が森永卓郎、木曜日が中瀬の場合は省略） | 2018年放送リスト（月曜日がテリー、水曜日が森永卓郎、木曜日が中瀬の場合は省略） |
| 日時                                                                           | ゲスト                                                                         | 備考                                                                           |
| ------------------------------------------------------------------------------ | ------------------------------------------------------------------------------ | ------------------------------------------------------------------------------ |
| 1月2日                                                                         | 工藤あやの、坂本冬休み                                                         | 工藤は8時台、坂本は9時以降の出演                                               |
| 1月3日                                                                         | 飛鳥とも美、水田竜子                                                           | 飛鳥は8時台、水田は9時台の出演                                                 |
| 1月4日                                                                         | 永井裕子                                                                       |                                                                                |
| 1月5日                                                                         | 山路徹、観月ゆうじ                                                             |                                                                                |
| 1月8日                                                                         | 工藤あやの                                                                     |                                                                                |
| 1月9日                                                                         | やくみつる、杜このみ                                                           |                                                                                |
| 1月10日                                                                        | Baby Boo                                                                       |                                                                                |
| 1月11日                                                                        | 山口ひろみ                                                                     |                                                                                |
| 1月12日                                                                        | 水城なつみ                                                                     |                                                                                |
| 1月15日                                                                        | 中澤卓也                                                                       |                                                                                |
| 1月16日                                                                        | 城南海                                                                         |                                                                                |
| 1月17日                                                                        | 松尾雄史                                                                       |                                                                                |
| 1月18日                                                                        | Baby Boo                                                                       |                                                                                |
| 1月19日                                                                        | にしゃんた、三丘翔太                                                           |                                                                                |
| 1月22日                                                                        | Baby Boo                                                                       |                                                                                |
| 1月23日                                                                        | 山口恵以子                                                                     |                                                                                |
| 1月24日                                                                        | 中澤卓也                                                                       |                                                                                |
| 1月25日                                                                        | 観月ゆうじ                                                                     |                                                                                |
| 1月26日                                                                        | 中村メイコ、はやぶさ                                                           |                                                                                |
| 1月29日                                                                        | 水雲-MIZMO-                                                                    |                                                                                |
| 1月30日                                                                        | やくみつる、辰巳ゆうと                                                         |                                                                                |
| 1月31日                                                                        | 中澤卓也                                                                       |                                                                                |
| 2月1日                                                                         | 中村竜太郎、エドアルド                                                         |                                                                                |
| 2月2日                                                                         | 山路徹、小桜舞子                                                               |                                                                                |
| 2月5日                                                                         | Baby Boo                                                                       |                                                                                |
| 2月6日                                                                         | 勝俣州和、山口ひろみ                                                           |                                                                                |
| 2月7日                                                                         | 徳永ゆうき                                                                     |                                                                                |
| 2月8日                                                                         | 野村未菜                                                                       |                                                                                |
| 2月9日                                                                         | 工藤あやの                                                                     |                                                                                |
| 2月12日                                                                        | 松尾雄史                                                                       |                                                                                |
| 2月13日                                                                        | 三丘翔太                                                                       |                                                                                |
| 2月14日                                                                        | 中澤卓也                                                                       |                                                                                |
| 2月16日                                                                        | 中村竜太郎、はやぶさ                                                           |                                                                                |
| 2月19日                                                                        | パク・ジュニョン                                                               |                                                                                |
| 2月20日                                                                        | パク・ジュニョン                                                               |                                                                                |
| 2月21日                                                                        | 水雲-MIZMO-                                                                    |                                                                                |
| 2月22日                                                                        | 辰巳ゆうと                                                                     |                                                                                |
| 2月23日                                                                        | 羽山みずき                                                                     |                                                                                |
| 2月26日                                                                        | Baby Boo                                                                       |                                                                                |
| 2月27日                                                                        | 山路徹、南野陽子、小桜舞子                                                     |                                                                                |
| 2月28日                                                                        | 渡辺えり、パク・ジュニョン                                                     |                                                                                |
| 3月1日                                                                         | 八嶋智人、津吹みゆ                                                             | 中瀬も出演                                                                     |
| 3月2日                                                                         | 中村メイコ、工藤あやの                                                         |                                                                                |
| 3月5日                                                                         | Baby Boo                                                                       |                                                                                |
| 3月6日                                                                         | 渡辺えり、坂本冬休み                                                           |                                                                                |
| 3月7日                                                                         | 山口ひろみ                                                                     |                                                                                |
| 3月8日                                                                         | 三丘翔太                                                                       |                                                                                |
| 3月9日                                                                         | 林文子、工藤あやの                                                             |                                                                                |
| 3月12日                                                                        | 観月ゆうじ                                                                     |                                                                                |
| 3月13日                                                                        | やくみつる、Baby Boo                                                           |                                                                                |
| 3月15日                                                                        | 小桜舞子                                                                       |                                                                                |
| 3月16日                                                                        | はやぶさ                                                                       |                                                                                |
| 3月19日                                                                        | 水田竜子                                                                       |                                                                                |
| 3月20日                                                                        | 山口恵以子、徳永ゆうき                                                         |                                                                                |
| 3月21日                                                                        | 野村未菜                                                                       |                                                                                |
| 3月22日                                                                        | おおたわ史絵、エドアルド                                                       |                                                                                |
| 3月23日                                                                        | 水雲-MIZMO-                                                                    |                                                                                |
| 3月26日                                                                        | 山内惠介、工藤あやの                                                           |                                                                                |
| 3月27日                                                                        | やくみつる、羽山みずき                                                         |                                                                                |
| 3月28日                                                                        | 徳永ゆうき                                                                     |                                                                                |
| 3月29日                                                                        | 山口ひろみ                                                                     |                                                                                |
| 3月30日                                                                        | 中村竜太郎、杜このみ                                                           |                                                                                |
| 4月3日                                                                         | ペリー荻野                                                                     |                                                                                |
| 4月5日                                                                         | 勝俣州和                                                                       |                                                                                |
| 4月6日                                                                         | 山路徹                                                                         |                                                                                |
| 4月10日                                                                        | やくみつる                                                                     |                                                                                |
| 4月13日                                                                        | 中村竜太郎                                                                     |                                                                                |
| 4月16日                                                                        | 磯野貴理子                                                                     |                                                                                |
| 4月17日                                                                        | 山口恵以子、八嶋智人                                                           |                                                                                |
| 4月18日                                                                        | 久本雅美                                                                       |                                                                                |
| 4月20日                                                                        | 山路徹、浅香唯                                                                 |                                                                                |
| 4月24日                                                                        | 山口恵以子                                                                     |                                                                                |
| 4月27日                                                                        | 中村メイコ                                                                     |                                                                                |
| 4月30日                                                                        | Chuing Candy、青木詩織、松本秀夫、飯田浩司、新行市佳、大泉健斗                 | THEラジオパークin日比谷2018による公開放送                                      |
| 5月1日                                                                         | やくみつる                                                                     |                                                                                |
| 5月4日                                                                         | にしゃんた                                                                     |                                                                                |
| 5月8日                                                                         | 中村竜太郎                                                                     |                                                                                |
| 5月11日                                                                        | 山路徹                                                                         |                                                                                |
| 5月15日                                                                        | やくみつる                                                                     |                                                                                |
| 5月18日                                                                        | 山路徹                                                                         |                                                                                |
| 5月25日                                                                        | 中村メイコ                                                                     |                                                                                |
| 5月29日                                                                        | 山口恵以子                                                                     |                                                                                |
| 6月1日                                                                         | 山路徹                                                                         |                                                                                |
| 6月5日                                                                         | 渡辺えり                                                                       |                                                                                |
| 6月7日                                                                         | 勝俣州和                                                                       |                                                                                |
| 6月8日                                                                         | 中村竜太郎                                                                     |                                                                                |
| 6月11日                                                                        | 高橋克実                                                                       |                                                                                |
| 6月12日                                                                        | やくみつる、横澤夏子                                                           |                                                                                |
| 6月13日                                                                        | 渡辺満里奈                                                                     |                                                                                |
| 6月14日                                                                        | 石田純一                                                                       | 中瀬も出演                                                                     |
| 6月15日                                                                        | 山路徹、山田邦子                                                               |                                                                                |
| 6月19日                                                                        | 山口恵以子                                                                     |                                                                                |
| 6月22日                                                                        | 中村メイコ                                                                     |                                                                                |
| 6月26日                                                                        | やくみつる                                                                     |                                                                                |
| 7月3日                                                                         | やくみつる                                                                     |                                                                                |
| 7月5日                                                                         | おおたわ史絵                                                                   |                                                                                |
| 7月6日                                                                         | 山路徹                                                                         |                                                                                |
| 7月10日                                                                        | 中村竜太郎                                                                     |                                                                                |
| 7月13日                                                                        | にしゃんた                                                                     |                                                                                |
| 7月16日                                                                        | 野村弘樹                                                                       | Kocha33から公開生放送                                                          |
| 7月17日                                                                        | やくみつる                                                                     |                                                                                |
| 7月20日                                                                        | 山路徹                                                                         |                                                                                |
| 7月24日                                                                        | 中村竜太郎                                                                     |                                                                                |
| 7月27日                                                                        | 山口恵以子                                                                     |                                                                                |
| 7月30日                                                                        | 杉村太蔵                                                                       |                                                                                |
| 7月31日                                                                        | やくみつる、浜口京子                                                           |                                                                                |
| 8月1日                                                                         | 東尾理子                                                                       |                                                                                |
| 8月2日                                                                         | はなわ                                                                         | 中瀬も出演                                                                     |
| 8月3日                                                                         | 山路徹、渡辺美奈代                                                             |                                                                                |
| 8月7日                                                                         | 中村竜太郎                                                                     |                                                                                |
| 8月10日                                                                        | 中村メイコ                                                                     |                                                                                |
| 8月14日                                                                        | 山口恵以子                                                                     |                                                                                |
| 8月16日                                                                        | 勝俣州和                                                                       |                                                                                |
| 8月17日                                                                        | 山路徹                                                                         |                                                                                |
| 8月24日                                                                        | にしゃんた                                                                     |                                                                                |
| 8月28日                                                                        | やくみつる                                                                     |                                                                                |
| 8月31日                                                                        | 山路徹                                                                         |                                                                                |
| 9月4日                                                                         | 中村竜太郎                                                                     |                                                                                |
| 9月6日                                                                         | 大村正樹                                                                       |                                                                                |
| 9月7日                                                                         | 中村メイコ                                                                     |                                                                                |
| 9月11日                                                                        | やくみつる                                                                     |                                                                                |
| 9月14日                                                                        | 山路徹                                                                         |                                                                                |
| 9月18日                                                                        | 中村竜太郎                                                                     |                                                                                |
| 9月21日                                                                        | にしゃんた                                                                     |                                                                                |
| 9月25日                                                                        | やくみつる                                                                     |                                                                                |
| 9月28日                                                                        | 山路徹                                                                         |                                                                                |
| 10月2日                                                                        | 山口恵以子                                                                     |                                                                                |
| 10月4日                                                                        | 大村正樹                                                                       |                                                                                |
| 10月5日                                                                        | 山路徹                                                                         |                                                                                |
| 10月9日                                                                        | 中村竜太郎                                                                     |                                                                                |
| 10月12日                                                                       | にしゃんた                                                                     |                                                                                |
| 10月15日                                                                       | はなわ                                                                         |                                                                                |
| 10月16日                                                                       | やくみつる、能町みね子                                                         |                                                                                |
| 10月17日                                                                       | 横澤夏子                                                                       |                                                                                |
| 10月18日                                                                       | 高嶋ひでたけ                                                                   | 中瀬も出演                                                                     |
| 10月19日                                                                       | 山路徹、阿川佐和子                                                             |                                                                                |
| 10月23日                                                                       | 中村竜太郎                                                                     |                                                                                |
| 10月26日                                                                       | 中村メイコ                                                                     |                                                                                |
| 10月30日                                                                       | やくみつる                                                                     |                                                                                |
| 11月2日                                                                        | 山路徹                                                                         |                                                                                |
| 11月6日                                                                        | 山口恵以子                                                                     |                                                                                |
| 11月8日                                                                        | 大村正樹                                                                       |                                                                                |
| 11月9日                                                                        | にしゃんた                                                                     |                                                                                |
| 11月13日                                                                       | 中村竜太郎                                                                     |                                                                                |
| 11月14日                                                                       | 新内眞衣                                                                       |                                                                                |
| 11月16日                                                                       | 山路徹                                                                         |                                                                                |
| 11月20日                                                                       | やくみつる                                                                     |                                                                                |
| 11月23日                                                                       | 山路徹                                                                         |                                                                                |
| 11月27日                                                                       | 中村竜太郎                                                                     |                                                                                |
| 11月30日                                                                       | 中村メイコ                                                                     |                                                                                |
| 12月4日                                                                        | やくみつる                                                                     |                                                                                |
| 12月6日                                                                        | 大村正樹                                                                       |                                                                                |
| 12月7日                                                                        | にしゃんた                                                                     |                                                                                |
| 12月10日                                                                       | 菊地亜美                                                                       |                                                                                |
| 12月11日                                                                       | やくみつる、高嶋ひでたけ                                                       |                                                                                |
| 12月13日                                                                       | 八嶋智人                                                                       | 中瀬も出演                                                                     |
| 12月14日                                                                       | 山路徹、久本雅美                                                               |                                                                                |
| 12月18日                                                                       | 中村竜太郎                                                                     |                                                                                |
| 12月21日                                                                       | 中村メイコ                                                                     |                                                                                |
| 12月28日                                                                       | 山路徹                                                                         |                                                                                |
| 12月31日                                                                       | 中村竜太郎                                                                     | テリーの代役                                                                   |

| 2019年放送リスト（月曜日がテリー、水曜日が森永卓郎、木曜日が中瀬の場合は省略） | 2019年放送リスト（月曜日がテリー、水曜日が森永卓郎、木曜日が中瀬の場合は省略） | 2019年放送リスト（月曜日がテリー、水曜日が森永卓郎、木曜日が中瀬の場合は省略） |
| 日時                                                                           | ゲスト                                                                         | 備考                                                                           |
| ------------------------------------------------------------------------------ | ------------------------------------------------------------------------------ | ------------------------------------------------------------------------------ |
| 1月3日                                                                         | おおたわ史絵                                                                   |                                                                                |
| 1月8日                                                                         | やくみつる                                                                     |                                                                                |
| 1月10日                                                                        | 大村正樹                                                                       |                                                                                |
| 1月11日                                                                        | 山口恵以子                                                                     |                                                                                |
| 1月15日                                                                        | 中村竜太郎                                                                     |                                                                                |
| 1月18日                                                                        | 山路徹                                                                         |                                                                                |
| 1月22日                                                                        | やくみつる                                                                     |                                                                                |
| 1月25日                                                                        | 中村メイコ                                                                     |                                                                                |
| 1月29日                                                                        | 中村竜太郎                                                                     |                                                                                |
| 2月1日                                                                         | 山口恵以子                                                                     |                                                                                |
| 2月4日                                                                         | 西川史子                                                                       |                                                                                |
| 2月5日                                                                         | やくみつる                                                                     |                                                                                |
| 2月8日                                                                         | 山路徹、大久保佳代子                                                           |                                                                                |
| 2月12日                                                                        | 中村竜太郎                                                                     |                                                                                |
| 2月15日                                                                        | 中村メイコ                                                                     |                                                                                |
| 2月19日                                                                        | やくみつる                                                                     |                                                                                |
| 2月22日                                                                        | 山路徹                                                                         |                                                                                |
| 2月26日                                                                        | 中村竜太郎                                                                     |                                                                                |
| 3月1日                                                                         | 山路徹                                                                         |                                                                                |
| 3月5日                                                                         | やくみつる、岡部梨恵子                                                         |                                                                                |
| 3月7日                                                                         | 大村正樹                                                                       |                                                                                |
| 3月8日                                                                         | 山口恵以子                                                                     |                                                                                |
| 3月12日                                                                        | 中村竜太郎                                                                     |                                                                                |
| 3月15日                                                                        | 山路徹                                                                         |                                                                                |
| 3月19日                                                                        | やくみつる                                                                     |                                                                                |
| 3月22日                                                                        | 中村メイコ                                                                     |                                                                                |
| 3月26日                                                                        | 中村竜太郎                                                                     |                                                                                |
| 4月2日                                                                         | やくみつる                                                                     |                                                                                |
| 4月9日                                                                         | 山路徹                                                                         |                                                                                |
| 4月15日                                                                        | 八木亜希子                                                                     |                                                                                |
| 4月9日                                                                         | 山路徹、西川史子                                                               |                                                                                |
| 4月23日                                                                        | 中村メイコ                                                                     |                                                                                |
| 4月30日                                                                        | やくみつる                                                                     |                                                                                |
| 5月2日                                                                         | 山口恵以子                                                                     |                                                                                |
| 5月7日                                                                         | 山路徹                                                                         |                                                                                |
| 5月14日                                                                        | やくみつる                                                                     |                                                                                |
| 5月21日                                                                        | 中村メイコ                                                                     |                                                                                |
| 5月28日                                                                        | 中村竜太郎                                                                     |                                                                                |
| 6月4日                                                                         | やくみつる                                                                     |                                                                                |
| 6月6日                                                                         | 山口恵以子                                                                     |                                                                                |
| 6月10日                                                                        | ふかわりょう                                                                   |                                                                                |
| 6月11日                                                                        | 山路徹、浅田美代子                                                             |                                                                                |
| 6月13日                                                                        | 南野陽子                                                                       |                                                                                |
| 6月14日                                                                        | はなわ                                                                         |                                                                                |
| 6月18日                                                                        | 中村竜太郎                                                                     |                                                                                |
| 6月25日                                                                        | 中村メイコ                                                                     |                                                                                |
| 7月4日                                                                         | 山口恵以子                                                                     |                                                                                |
| 7月9日                                                                         | 山路徹                                                                         |                                                                                |
| 7月16日                                                                        | 中村竜太郎                                                                     |                                                                                |
| 7月23日                                                                        | 山口恵以子                                                                     |                                                                                |
| 7月30日                                                                        | やくみつる                                                                     |                                                                                |
| 8月6日                                                                         | 中村竜太郎                                                                     |                                                                                |
| 8月8日                                                                         | 山口恵以子                                                                     |                                                                                |
| 8月13日                                                                        | やくみつる                                                                     |                                                                                |
| 8月20日                                                                        | 中村メイコ                                                                     |                                                                                |
| 8月26日                                                                        | 菊地亜美                                                                       |                                                                                |
| 8月27日                                                                        | 山路徹、西川史子                                                               |                                                                                |
| 9月3日                                                                         | 中村竜太郎                                                                     |                                                                                |
| 9月5日                                                                         | 山口恵以子                                                                     |                                                                                |
| 9月10日                                                                        | やくみつる                                                                     |                                                                                |
| 9月17日                                                                        | 山路徹                                                                         |                                                                                |
| 9月24日                                                                        | 中村メイコ                                                                     |                                                                                |
| 10月1日                                                                        | 中村竜太郎                                                                     |                                                                                |
| 10月3日                                                                        | 山口恵以子                                                                     |                                                                                |
| 10月7日                                                                        | クミコ                                                                         |                                                                                |
| 10月8日                                                                        | 山路徹、金子恵美                                                               |                                                                                |
| 10月14日                                                                       | 杜このみ                                                                       |                                                                                |
| 10月15日                                                                       | やくみつる                                                                     |                                                                                |
| 10月21日                                                                       | 吉田照美                                                                       |                                                                                |
| 10月22日                                                                       | 中村メイコ                                                                     |                                                                                |
| 10月29日                                                                       | 中村竜太郎                                                                     |                                                                                |
| 11月4日                                                                        | 前田裕二                                                                       |                                                                                |
| 11月5日                                                                        | 山路徹                                                                         |                                                                                |
| 11月7日                                                                        | 山口恵以子                                                                     |                                                                                |
| 11月11日                                                                       | 宮崎謙介                                                                       |                                                                                |
| 11月12日                                                                       | やくみつる                                                                     |                                                                                |
| 11月18日                                                                       | 平間壮一                                                                       |                                                                                |
| 11月19日                                                                       | 中村メイコ                                                                     |                                                                                |
| 11月25日                                                                       | 城之内早苗                                                                     |                                                                                |
| 11月26日                                                                       | 中村竜太郎                                                                     |                                                                                |
| 12月3日                                                                        | 山路徹                                                                         |                                                                                |
| 12月9日                                                                        | 丸山桂里奈                                                                     |                                                                                |
| 12月10日                                                                       | 山路徹、金子恵美                                                               |                                                                                |
| 12月16日                                                                       | 吉俣良                                                                         |                                                                                |
| 12月17日                                                                       | 中村メイコ                                                                     |                                                                                |
| 12月24日                                                                       | やくみつる                                                                     |                                                                                |

| 2020年放送リスト（月曜日がテリー、水曜日が森永卓郎、木曜日が中瀬の場合は省略） | 2020年放送リスト（月曜日がテリー、水曜日が森永卓郎、木曜日が中瀬の場合は省略） | 2020年放送リスト（月曜日がテリー、水曜日が森永卓郎、木曜日が中瀬の場合は省略） |
| 日時                                                                           | ゲスト                                                                         | 備考                                                                           |
| ------------------------------------------------------------------------------ | ------------------------------------------------------------------------------ | ------------------------------------------------------------------------------ |
| 1月2日                                                                         | 山口恵以子                                                                     |                                                                                |
| 1月6日                                                                         | 神津善之介                                                                     |                                                                                |
| 1月7日                                                                         | 山路徹                                                                         |                                                                                |
| 1月13日                                                                        | ペリー荻野                                                                     |                                                                                |
| 1月14日                                                                        | やくみつる                                                                     |                                                                                |
| 1月20日                                                                        | 綾戸智恵                                                                       |                                                                                |
| 1月21日                                                                        | 中村メイコ                                                                     |                                                                                |
| 1月27日                                                                        | 金子稚子                                                                       |                                                                                |
| 1月28日                                                                        | 山路徹                                                                         |                                                                                |
| 2月3日                                                                         | 翔                                                                             |                                                                                |
| 2月4日                                                                         | 中村竜太郎                                                                     |                                                                                |
| 2月10日                                                                        | 岡本真夜                                                                       |                                                                                |
| 2月11日                                                                        | やくみつる                                                                     |                                                                                |
| 2月17日                                                                        | 梅宮アンナ                                                                     |                                                                                |
| 2月18日                                                                        | 山路徹、ナジャ・グランディーバ                                                 |                                                                                |
| 2月19日                                                                        | 朝日奈央                                                                       |                                                                                |
| 2月20日                                                                        | 金子恵美                                                                       |                                                                                |
| 2月24日                                                                        | coba                                                                           |                                                                                |
| 2月25日                                                                        | 中村メイコ                                                                     |                                                                                |
| 3月2日                                                                         | 渡辺えり                                                                       |                                                                                |
| 3月3日                                                                         | 中村竜太郎                                                                     |                                                                                |
| 3月5日                                                                         | 山口恵以子                                                                     |                                                                                |
| 3月9日                                                                         | ゆず                                                                           |                                                                                |
| 3月10日                                                                        | やくみつる                                                                     |                                                                                |
| 3月16日                                                                        | 天童よしみ                                                                     |                                                                                |
| 3月23日                                                                        | 角田12球団                                                                     |                                                                                |
| 3月24日                                                                        | 中村メイコ                                                                     |                                                                                |
| 3月30日                                                                        | 玉置妙憂                                                                       |                                                                                |
| 3月31日                                                                        | やくみつる                                                                     |                                                                                |
| 4月2日                                                                         | 山口恵以子                                                                     |                                                                                |
| 4月7日                                                                         | 中村竜太郎                                                                     |                                                                                |
| 4月14日                                                                        | 山路徹                                                                         |                                                                                |
| 4月21日                                                                        | 山路徹                                                                         |                                                                                |
| 4月28日                                                                        | やくみつる                                                                     |                                                                                |
| 5月4日                                                                         | 川中美幸                                                                       |                                                                                |
| 5月5日                                                                         | 中村竜太郎                                                                     |                                                                                |
| 5月7日                                                                         | おおたわ史絵                                                                   |                                                                                |
| 5月11日                                                                        | 小林弘幸                                                                       |                                                                                |
| 5月12日                                                                        | やくみつる                                                                     |                                                                                |
| 5月18日                                                                        | 三山ひろし                                                                     |                                                                                |
| 5月19日                                                                        | 山路徹                                                                         |                                                                                |
| 5月25日                                                                        | 野口五郎                                                                       |                                                                                |
| 5月26日                                                                        | やくみつる                                                                     |                                                                                |
| 6月1日                                                                         | 橋幸夫                                                                         |                                                                                |
| 6月2日                                                                         | 豊田真由子                                                                     |                                                                                |
| 6月8日                                                                         | 森田豊                                                                         |                                                                                |
| 6月9日                                                                         | 山路徹                                                                         |                                                                                |
| 6月15日                                                                        | 田中美和子                                                                     |                                                                                |
| 6月16日                                                                        | 杉村太蔵                                                                       |                                                                                |
| 6月22日                                                                        | 浜ロン                                                                         |                                                                                |
| 6月23日                                                                        | やくみつる                                                                     |                                                                                |
| 6月29日                                                                        | ペリー荻野                                                                     |                                                                                |
| 6月30日                                                                        | 中村竜太郎                                                                     |                                                                                |
| 7月2日                                                                         | おおたわ史絵                                                                   |                                                                                |
| 7月6日                                                                         | 山内惠介                                                                       |                                                                                |
| 7月7日                                                                         | 野村修也                                                                       |                                                                                |
| 7月13日                                                                        | 中条きよし                                                                     |                                                                                |
| 7月14日                                                                        | 豊田真由子                                                                     |                                                                                |
| 7月20日                                                                        | 森田豊                                                                         |                                                                                |
| 7月21日                                                                        | やくみつる                                                                     |                                                                                |
| 7月27日                                                                        | 林部智史                                                                       |                                                                                |
| 7月28日                                                                        | 金子恵美                                                                       |                                                                                |
| 8月3日                                                                         | 森田豊、山口恵以子                                                             |                                                                                |
| 8月4日                                                                         | 中村竜太郎                                                                     |                                                                                |
| 8月10日                                                                        | 藤田朋子                                                                       |                                                                                |
| 8月11日                                                                        | 豊田真由子                                                                     |                                                                                |
| 8月17日                                                                        | 加藤諦三                                                                       |                                                                                |
| 8月18日                                                                        | やくみつる                                                                     |                                                                                |
| 8月24日                                                                        | 髙橋真梨子                                                                     |                                                                                |
| 8月25日                                                                        | 山路徹                                                                         |                                                                                |
| 8月31日                                                                        | THE ALFEE                                                                      |                                                                                |
| 9月1日                                                                         | 山路徹                                                                         |                                                                                |
| 9月7日                                                                         | 辛坊治郎                                                                       |                                                                                |
| 9月8日                                                                         | やくみつる、森永卓郎                                                           |                                                                                |
| 9月9日                                                                         | 須田慎一郎                                                                     |                                                                                |
| 9月10日                                                                        | 中村竜太郎                                                                     | 中瀬も出演                                                                     |
| 9月14日                                                                        | 渡辺徹                                                                         |                                                                                |
| 9月15日                                                                        | 野村修也                                                                       |                                                                                |
| 9月21日                                                                        | 吉田栄作                                                                       |                                                                                |
| 9月22日                                                                        | やくみつる                                                                     |                                                                                |
| 9月28日                                                                        | クミコ                                                                         |                                                                                |
| 9月29日                                                                        | 豊田真由子                                                                     |                                                                                |
| 10月5日                                                                        | 宮本亜門                                                                       |                                                                                |
| 10月6日                                                                        | 大室正志                                                                       |                                                                                |
| 10月12日                                                                       | 山内惠介                                                                       |                                                                                |
| 10月13日                                                                       | 野村修也                                                                       |                                                                                |
| 10月15日                                                                       | 伊集院光                                                                       |                                                                                |
| 10月19日                                                                       | 佐野元春                                                                       |                                                                                |
| 10月20日                                                                       | やくみつる、黒沢清                                                             |                                                                                |
| 10月21日                                                                       | 梅沢富美男                                                                     |                                                                                |
| 10月22日                                                                       | 松重豊                                                                         | 中瀬も出演                                                                     |
| 10月23日                                                                       | 加藤いづみ                                                                     |                                                                                |
| 10月26日                                                                       | 角川春樹                                                                       |                                                                                |
| 10月27日                                                                       | 山路徹                                                                         |                                                                                |
| 11月2日                                                                        | 山田ルイ53世                                                                   |                                                                                |
| 11月3日                                                                        | 野村修也                                                                       |                                                                                |
| 11月5日                                                                        | パトリック・ハーラン                                                           |                                                                                |
| 11月9日                                                                        | 早見優                                                                         |                                                                                |
| 11月10日                                                                       | 山路徹、林文子                                                                 |                                                                                |
| 11月16日                                                                       | 金子恵美                                                                       |                                                                                |
| 11月17日                                                                       | やくみつる                                                                     |                                                                                |
| 11月18日                                                                       | 工藤あやの                                                                     |                                                                                |
| 11月23日                                                                       | NAO                                                                            |                                                                                |
| 11月24日                                                                       | 大室正志                                                                       |                                                                                |
| 11月30日                                                                       | 石丸謙二郎                                                                     |                                                                                |
| 12月1日                                                                        | やくみつる                                                                     |                                                                                |
| 12月3日                                                                        | 中村竜太郎                                                                     |                                                                                |
| 12月7日                                                                        | 日髙のり子                                                                     |                                                                                |
| 12月8日                                                                        | 野村修也                                                                       |                                                                                |
| 12月10日                                                                       | 垣花正                                                                         |                                                                                |
| 12月14日                                                                       | 田原総一朗                                                                     |                                                                                |
| 12月15日                                                                       | やくみつる、安藤優子                                                           |                                                                                |
| 12月16日                                                                       | 木村太郎                                                                       |                                                                                |
| 12月17日                                                                       | 尾木直樹                                                                       |                                                                                |
| 12月21日                                                                       | 一青窈                                                                         |                                                                                |
| 12月22日                                                                       | 豊田真由子                                                                     |                                                                                |
| 12月28日                                                                       | 大河内志保                                                                     |                                                                                |
| 12月29日                                                                       | 山路徹                                                                         |                                                                                |
| 12月31日                                                                       | 大室正志                                                                       |                                                                                |

| 2021年放送リスト（月曜日がテリーおよび5月以降の峰、水曜日が森永卓郎、木曜日が中瀬の場合は省略、森永卓郎は9月6 - 9日、10月18 - 21日、12月13 - 16日も出演） | 2021年放送リスト（月曜日がテリーおよび5月以降の峰、水曜日が森永卓郎、木曜日が中瀬の場合は省略、森永卓郎は9月6 - 9日、10月18 - 21日、12月13 - 16日も出演） | 2021年放送リスト（月曜日がテリーおよび5月以降の峰、水曜日が森永卓郎、木曜日が中瀬の場合は省略、森永卓郎は9月6 - 9日、10月18 - 21日、12月13 - 16日も出演） |
| 日時 | ゲスト | 備考 |
| --- | --- | --- |
| 1月4日 | Dr.コパ | |
| 1月5日 | やくみつる | |
| 1月11日 | 森田豊、松本明子 | |
| 1月12日 | 野村修也 | |
| 1月14日 | 中村竜太郎 | |
| 1月18日 | 坂本冬休み | |
| 1月19日 | 豊田真由子 | |
| 1月25日 | 高城れに | |
| 1月26日 | 山路徹 | |
| 2月1日 | 天童よしみ | |
| 2月2日 | やくみつる | |
| 2月4日 | おおたわ史絵 | |
| 2月8日 | 尾崎世界観 | |
| 2月9日 | 豊田真由子 | |
| 2月11日 | 大室正志 | |
| 2月12日 | 浅香唯 | |
| 2月15日 | 舛添要一 | |
| 2月16日 | 辛坊治郎 | |
| 2月17日 | 須田慎一郎 | |
| 2月18日 | 森田豊 | 中瀬も出演 |
| 2月19日 | 宮前真樹 | |
| 2月22日 | 林部智史 | |
| 2月23日 | 中村竜太郎 | |
| 3月1日 | 山内惠介 | |
| 3月2日 | やくみつる | |
| 3月8日 | 大室正志 | |
| 3月9日 | 野村修也 | |
| 3月11日 | 山路徹 | |
| 3月11日 | 西岡徳馬 | |
| 3月16日 | 中村竜太郎 | |
| 3月22日 | 宇崎竜童 | |
| 3月23日 | 豊田真由子 | |
| 3月30日 | やくみつる | |
| 4月6日 | ミッツ・マングローブ | |
| 4月12日 | パトリック・ハーラン | |
| 4月13日 | 小林さやか | |
| 4月19日 | 舛添要一 | |
| 4月20日 | 野村修也 | |
| 4月21日 | 須田慎一郎 | |
| 4月22日 | 若林史江 | 中瀬も出演 |
| 4月23日 | 川相昌弘 | |
| 4月26日 | 山本譲二、松居直美 | |
| 4月27日 | にしゃんた | |
| 5月3日 | 鈴木香里武 | |
| 5月11日 | 橋本愛喜 | フリーライター |
| 5月17日 | 藤澤ノリマサ | |
| 5月18日 | 山崎総一郎 | 『こども六法』著者 |
| 5月24日 | SOMETIME'S | |
| 5月25日 | 萱野稔人 | |
| 6月1日 | 松崎のり子 | 消費経済ジャーナリスト |
| 6月3日 | やくみつる | |
| 6月7日 | 山口香 | |
| 6月8日 | 滝沢秀一 | |
| 6月14日 | デーブ・スペクター | |
| 6月15日 | 野村修也笠井信 | |
| 6月16日 | 須田慎一郎 | |
| 6月17日 | 大原敬子 | 中瀬も出演 |
| 6月21日 | 青砥瑞人 | 脳・神経科学者 |
| 6月22日 | 伊藤洋志 | 仕事づくりレーベル「ナリワイ」代表 |
| 6月28日 | 岡本知高 | |
| 6月29日 | 渡辺広明 | |
| 7月1日 | おおたわ史絵 | |
| 7月6日 | 坪田信貴 | 『ビリギャル』著者 |
| 7月8日 | 岩井志麻子 | 中瀬も出演 |
| 7月13日 | やくみつる | |
| 7月20日 | 渡辺広明 | |
| 7月28日 | 金子達仁 | |
| 8月3日 | やくみつる | |
| 8月5日 | 金子達仁 | |
| 8月10日 | 永松茂久 | 『人は話し方が9割』著者 |
| 8月17日 | 横手彰太 | 日本財託資産コンサルティング部アセットプランニング課シニアマネージャー                                                                                    |
| 8月18日 | トム・ホーバス | |
| 8月23日 | 瀬古利彦 | |
| 8月24日 | 豊田真由子 | |
| 8月31日 | 山路徹 | |
| 9月2日 | 加藤俊徳 | |
| 9月7日 | 渡辺広明 | |
| 9月8日 | 須田慎一郎 | |
| 9月14日 | 横手彰太 | |
| 9月21日 | 寺田理恵子 | |
| 9月23日 | 滝沢秀一 | |
| 9月28日 | 長谷川嘉哉 | 認知症専門医 |
| 10月5日 | 稲垣絵里子 | 獣医 |
| 10月7日 | おおたわ史絵 | |
| 10月12日 | やくみつる | |
| 10月19日 | 辛坊治郎 | |
| 10月20日 | 須田慎一郎 | |
| 10月22日 | 加藤諦三 | |
| 10月26日 | 渡辺広明 | |
| 11月2日 | 関大地 | |
| 11月4日 | 滝沢秀一 | |
| 11月9日 | やくみつる | |
| 11月16日 | 山路徹 | |
| 11月23日 | 渡辺広明 | |
| 11月30日 | 大空幸星 | |
| 12月7日 | 大村崑 | |
| 12月13日 | 加山雄三 | |
| 12月14日 | 萱野稔人 | |
| 12月15日 | 須田慎一郎、林弘昭 | 林はローソン100の運営本部関東第二運営部部長 |
| 12月16日 | 林真理子 | 中瀬も出演 |
| 12月17日 | 高田文夫 | |
| 12月21日 | 前川孝雄 | |
| 12月28日 | 五百田達成 | |
| 12月29日 | やくみつる | |

| 2022年放送リスト（テリーおよび峰、森永卓郎、中瀬の出演日は省略、森永卓郎は1月23 - 27日、3月1日、12月22日も出演） | 2022年放送リスト（テリーおよび峰、森永卓郎、中瀬の出演日は省略、森永卓郎は1月23 - 27日、3月1日、12月22日も出演） | 2022年放送リスト（テリーおよび峰、森永卓郎、中瀬の出演日は省略、森永卓郎は1月23 - 27日、3月1日、12月22日も出演） |
| 日時 | ゲスト | 備考 |
| --- | --- | --- |
| 1月4日 | 大空幸星 | |
| 1月11日 | 井上智介 | 精神科医 |
| 1月18日 | 坂上陽三 | |
| 1月25日 | 三上洋 | |
| 1月26日 | 須田慎一郎 | |
| 2月1日 | 渡辺広明 | |
| 2月3日 | 佐々木淳 | 医師 |
| 2月8日 | 井上公造 | |
| 2月14日 | 小林弘幸 | |
| 2月15日 | 大空幸星 | |
| 2月21日 | 工藤あやの | |
| 2月22日 | やくみつる | |
| 2月28日 | 岡本真夜 | |
| 3月4日 | 和田秀樹、須田慎一郎                                                                                             | |
| 3月7日 | ヒグチアイ | |
| 3月8日 | 谷口真由美 | |
| 3月15日 | 大空幸星 | |
| 3月21日 | 山内惠介 | |
| 3月22日 | 神田伯山 | |
| 4月4日 | 斎藤佑樹 | |
| 4月5日 | 萩本欽一 | |
| 4月6日 | AKI猪瀬 | |
| 4月7日 | 渡辺徹 | |
| 4月11日 | 山岡朝子 | 雑誌「ハルメク」編集長                                                                                           |
| 4月12日 | 大空幸星 | |
| 4月13日 | 阿部華也子 | |
| 4月14日 | フォーリンデブはっしー                                                                                           | |
| 4月18日 | 三上洋、高安晃                                                                                                   | |
| 4月19日 | 須田慎一郎、和田アキ子                                                                                           | |
| 4月20日 | 厚切りジェイソン、萩本欽一                                                                                       | |
| 4月21日 | 若林史江、林真理子                                                                                               | |
| 4月25日 | 笠井信輔 | |
| 4月26日 | 寺田理恵子 | |
| 4月27日 | 草野仁 | |
| 4月28日 | 大島由香里 | |
| 5月2日 | 彩青 | |
| 5月3日 | 高木ブー | |
| 5月4日 | 土屋広道 | |
| 5月5日 | 小倉智昭 | |
| 5月9日 | 小林弘幸 | |
| 5月10日 | 三宅裕司 | |
| 5月11日 | 内海光司 | |
| 5月12日 | 伊藤早紀 | |
| 5月17日 | 大空幸星 | |
| 5月18日 | 笠井信輔 | |
| 5月19日 | 萩原健太 | |
| 5月23日 | 渡辺えり | |
| 5月24日 | Julia | インフルエンサー                                                                                                 |
| 5月25日 | 生田與克 | |
| 5月26日 | フォーリンデブはっしー                                                                                           | |
| 5月30日 | 高橋惠子 | |
| 5月31日 | 渡部陽一 | |
| 6月1日 | 堀内孝雄 | |
| 6月2日 | 亀田誠治 | |
| 6月6日 | 高橋伸典 | 愛知医科大学医学部教授                                                                                           |
| 6月7日 | 金子達仁 | |
| 6月8日 | 松浦ゴリエ | |
| 6月9日 | 小原ブラス | |
| 6月13日 | 須田慎一郎、さだまさし                                                                                           | |
| 6月14日 | パトリック・ハーラン、泉ピン子                                                                                   | |
| 6月15日 | 生田與克、吉田拓郎                                                                                               | |
| 6月16日 | 渡部陽一 | |
| 6月17日 | 小倉智昭 | |
| 6月20日 | 笠井信輔 | |
| 6月21日 | 丸山晴美、大空幸星                                                                                               | |
| 6月22日 | 丹羽潔 | 頭痛専門医 |
| 6月23日 | フォーリンデブはっしー                                                                                           | |
| 6月27日 | 崎本大海 | |
| 6月28日 | 茂木貴史（洗濯ブラザーズ）                                                                                       | |
| 6月29日 | 吉田拓郎 | |
| 6月30日 | リトルブラックドレス                                                                                             | |
| 7月4日 | 今陽子 | |
| 7月5日 | ゆず | |
| 7月6日 | 鈴木涼美 | |
| 7月7日 | 内藤裕子 | |
| 7月11日 | 大江千里 | |
| 7月12日 | 宇田学 | |
| 7月13日 | 倉本聰 | |
| 7月14日 | 大空幸星 | |
| 7月18日 | 中村桂子 | |
| 7月19日 | 宇都宮ミゲル | 移住専門誌「LOCOLA」編集長                                                                                       |
| 7月20日 | 春風亭昇々 | |
| 7月21日 | 中尾ミエ | |
| 7月25日 | 松本明子 | |
| 7月26日 | 須田慎一郎、茂木貴史（洗濯ブラザーズ）                                                                           | 森永卓郎は休演                                                                                                   |
| 7月27日 | 宇梶剛士 | |
| 7月28日 | フォーリンデブはっしー                                                                                           | |
| 8月1日 | 岸惠子 | |
| 8月2日 | 渡辺裕太 | |
| 8月3日 | 谷中敦 | |
| 8月4日 | 青山和弘 | |
| 8月8日 | 大宮エリー | |
| 8月9日 | 笠井信輔 | |
| 8月10日 | クミコ | |
| 8月11日 | 伊奈かっぺい | |
| 8月15日 | 大林素子 | |
| 8月16日 | 城彰二 | |
| 8月17日 | 真中満 | |
| 8月18日 | 松本秀夫 | |
| 8月22日 | 川本成（あさりど）                                                                                               | |
| 8月24日 | 百田夏菜子、高城れに                                                                                             | |
| 8月25日 | 渡部陽一 | |
| 8月29日 | 須田慎一郎、中村芝翫                                                                                             | |
| 8月30日 | 大河内薫、八木亜希子                                                                                             | 大河内は税理士                                                                                                   |
| 8月31日 | 厚切りジェイソン、大沢悠里                                                                                       | |
| 9月1日 | 辛坊治郎 | |
| 9月5日 | 草野かおる、山内惠介                                                                                             | 草野はイラストレーターで防災士                                                                                   |
| 9月6日 | 小林弘幸 | |
| 9月7日 | タイチョー | 元レスキュー隊員で防災士                                                                                         |
| 9月8日 | 松崎しげる | |
| 9月12日 | たかのてるこ | |
| 9月13日 | フォーリンデブはっしー                                                                                           | |
| 9月14日 | 森山良子 | |
| 9月15日 | 唯月ふうか | |
| 9月19日 | 大空幸星 | |
| 9月20日 | 木幡美子 | |
| 9月21日 | 平塚千穂子 | シネマ・チュプキ・タバタ代表                                                                                     |
| 9月22日 | レ・フレール | |
| 9月26日 | 森綾 | |
| 9月27日 | 青山和弘 | |
| 9月28日 | 笠井信輔 | |
| 9月29日 | 林部智史 | |
| 10月3日 | テリー伊藤 | |
| 10月5日 | 林文子 | |
| 10月10日 | 金子達仁 | |
| 10月12日 | 安藤優子 | |
| 10月13日 | 小倉久寛 | |
| 10月17日 | 須田慎一郎、伊藤蘭                                                                                               | |
| 10月18日 | 田矢信二、早見優                                                                                                 | |
| 10月19日 | 三上洋、堀ちえみ                                                                                                 | |
| 10月20日 | 三ツ井創太郎、松本伊代                                                                                           | 三井は飲食コンサルタント                                                                                         |
| 10月24日 | 松本秀夫、真琴つばさ                                                                                             | |
| 10月26日 | 笠井信輔 | |
| 10月27日 | 石橋凌 | |
| 11月1日 | 大空幸星 | |
| 11月2日 | 金子達仁 | |
| 11月3日 | 高木佐保 | ネコ心理学者 |
| 11月7日 | 谷中敦 | |
| 11月9日 | フォーリンデブはっしー                                                                                           | |
| 11月10日 | 堀内孝雄 | |
| 11月14日 | 古家正亨 | |
| 11月16日 | 村上佳菜子 | |
| 11月17日 | 春香クリスティーン                                                                                               | |
| 11月21日 | 中村ゆりか | |
| 11月22日 | フィフィ | |
| 11月23日 | 宮本隆治 | |
| 11月24日 | 戸田恵子 | |
| 11月28日 | 杉原杏璃 | |
| 11月29日 | 磯山さやか | |
| 11月30日 | 浅香唯 | |
| 12月1日 | おおたわ史絵、ASKA                                                                                               | |
| 12月5日 | 斎藤佑樹、金子達仁                                                                                               | |
| 12月7日 | 前田雅子 | レタスクラブ編集長                                                                                               |
| 12月8日 | パース・ナクン                                                                                                   | 俳優 |
| 12月12日 | 木下喬弘 | 医師、こびナビ（CoV-Navi）副代表                                                                                 |
| 12月14日 | 中村橋之助 | |
| 12月19日 | 須田慎一郎、渡部陽一                                                                                             | |
| 12月20日 | パトリック・ハーラン、金子達仁                                                                                   | |
| 12月21日 | 三上洋、フィフィ                                                                                                 | |
| 12月22日 | フォーリンデブはっしー                                                                                           | |
| 12月26日 | 大空幸星 | |
| 12月27日 | 笠井信輔 | |
| 12月28日 | 堀田秀吾 | |
| 12月29日 | やくみつる、笠原将弘                                                                                             | |

| 2023年放送リスト（森永卓郎、中瀬の出演日は省略） | 2023年放送リスト（森永卓郎、中瀬の出演日は省略） | 2023年放送リスト（森永卓郎、中瀬の出演日は省略） |
| 日時                                             | ゲスト                                           | 備考                                             |
| ------------------------------------------------ | ------------------------------------------------ | ------------------------------------------------ |
| 1月4日                                           | テリー伊藤                                       |                                                  |
| 1月5日                                           | 増田明美                                         |                                                  |
| 1月9日                                           | 大島由香里                                       |                                                  |
| 1月11日                                          | 橋本愛喜                                         |                                                  |
| 1月12日                                          | マイコー横尾                                     | 株式会社Mr.Bliss代表取締役                       |
| 1月16日                                          | 坂東眞理子                                       |                                                  |
| 1月18日                                          | 豊ノ島大樹                                       |                                                  |
| 1月19日                                          | 岡田晴恵                                         |                                                  |
| 1月23日                                          | 笠井信輔                                         |                                                  |
| 1月25日                                          | 宮本亞門、雛形あきこ                             |                                                  |
| 1月26日                                          | 大河内薫                                         |                                                  |
| 1月30日                                          | 吉田莉々加                                       |                                                  |
| 1月31日                                          | テリー伊藤、峰宗太郎                             |                                                  |
| 2月1日                                           | みほとけ                                         |                                                  |
| 2月2日                                           | フィフィ                                         |                                                  |
| 4月11日                                          | テリー伊藤                                       |                                                  |
| 4月12日                                          | 山口真由                                         |                                                  |
| 4月18日                                          | 須田慎一郎                                       |                                                  |
| 4月19日                                          | 三上洋                                           |                                                  |
| 4月20日                                          | 林真理子                                         | 中瀬も出演                                       |
| 4月24日                                          | 鈴木杏樹                                         |                                                  |
| 4月25日                                          | 渡辺正行                                         |                                                  |
| 4月26日                                          | 笠井信輔                                         |                                                  |
| 4月27日                                          | 市川知宏                                         | 中瀬も出演                                       |
| 5月1日                                           | 宇都宮ミゲル                                     |                                                  |
| 5月2日                                           | 渡辺裕太                                         |                                                  |
| 5月3日                                           | 阿部悦子                                         |                                                  |
| 5月4日                                           | 望月崇史                                         | 駅弁ライター                                     |
| 5月8日                                           | 大塚隆広                                         | フジテレビ記者                                   |
| 5月9日                                           | 和田秀樹                                         |                                                  |
| 5月11日                                          | 森永康平                                         | 中瀬も出演                                       |
| 5月16日                                          | 三浦奈保子                                       |                                                  |
| 5月12日                                          | 三輪綾子                                         | 産婦人科医                                       |
| 5月17日                                          | 浦井健治                                         |                                                  |
| 5月18日                                          | 黒木亮                                           |                                                  |
| 5月22日                                          | 小林綾子                                         |                                                  |
| 5月23日                                          | 大空幸星                                         |                                                  |
| 5月24日                                          | パース・ナクン                                   |                                                  |
| 5月25日                                          | 秋山博康                                         | 中瀬も出演                                       |
| 6月5日                                           | 清水崇                                           |                                                  |
| 6月6日                                           | さだまさし                                       |                                                  |
| 6月7日                                           | 小林瑠美                                         | 歯科医                                           |
| 6月8日                                           | フォーリンデブはっしー                           |                                                  |
| 8月14日                                          | 高尾美穂                                         | 産婦人科医                                       |
| 8月15日                                          | 笠井信輔                                         |                                                  |
| 8月16日                                          | 山口真由                                         |                                                  |
| 8月17日                                          | 渡部陽一                                         |                                                  |
| 8月21日                                          | 鈴木杏                                           |                                                  |
| 8月22日                                          | 岡本知高、百田夏菜子、佐々木彩夏                 |                                                  |
| 8月23日                                          | 延江浩                                           |                                                  |
| 8月24日                                          | 高橋克実                                         |                                                  |
| 8月28日                                          | 須田慎一郎                                       |                                                  |
| 8月29日                                          | 森永康平                                         |                                                  |
| 8月30日                                          | 豊田真由子                                       |                                                  |
| 9月4日                                           | 高荷智也                                         | 防災アドバイザー                                 |
| 9月5日                                           | 広川ひかる                                       |                                                  |
| 9月6日                                           | 中村児太郎                                       |                                                  |
| 9月7日                                           | 伊藤明子                                         | 小児科医                                         |
| 9月11日                                          | 大空幸星                                         |                                                  |
| 9月12日                                          | ラサール石井                                     |                                                  |
| 9月13日                                          | たかのてるこ                                     |                                                  |
| 9月14日                                          | 永井紗耶子                                       |                                                  |
| 9月18日                                          | 東京力車                                         |                                                  |
| 9月19日                                          | 金子達仁                                         |                                                  |
| 9月20日                                          | 笠原将弘                                         |                                                  |
| 9月21日                                          | 沢田千可子                                       |                                                  |
| 9月25日                                          | パース・ナクン                                   |                                                  |
| 9月26日                                          | 加藤綾菜                                         |                                                  |
| 9月27日                                          | 笠井信輔                                         |                                                  |
| 9月28日                                          | 稲田俊輔                                         | 作家                                             |
| 10月2日                                          | 大河内薫、久保田磨希                             | 大河内は株式会社ArtBiz代表                       |
| 10月4日                                          | 金子達仁、大河内薫                               |                                                  |
| 10月5日                                          | 大河内薫、竹野留里                               |                                                  |
| 10月9日                                          | 山田章仁                                         |                                                  |
| 10月10日                                         | 研ナオコ                                         |                                                  |
| 10月11日                                         | 三宅裕司                                         |                                                  |
| 10月12日                                         | Yae、青山新                                      |                                                  |
| 10月16日                                         | 須田慎一郎                                       |                                                  |
| 10月17日                                         | 山口真由                                         |                                                  |
| 10月18日                                         | 高橋洋一                                         |                                                  |
| 10月19日                                         | 多田文明                                         |                                                  |
| 10月23日                                         | 笠井信輔、榊原郁恵                               |                                                  |
| 10月24日                                         | 三上洋                                           |                                                  |
| 10月25日                                         | やくみつる                                       |                                                  |
| 10月26日                                         | 大島由香里                                       |                                                  |
| 10月30日                                         | 大空幸星                                         |                                                  |
| 10月31日                                         | 斎藤幸平                                         |                                                  |
| 11月1日                                          | 川井郁子                                         |                                                  |
| 11月2日                                          | 林哲司                                           |                                                  |
| 11月6日                                          | 辻義夫                                           |                                                  |
| 11月7日                                          | フォーリンデブはっしー                           |                                                  |
| 11月8日                                          | 太田垣章子                                       | 司法書士                                         |
| 11月9日                                          | 平原綾香、彩青                                   |                                                  |
| 11月13日                                         | はなわ                                           |                                                  |
| 11月14日                                         | 長野智子                                         |                                                  |
| 11月15日                                         | ゴリエ                                           |                                                  |
| 11月15日                                         | 杜このみ、二見颯一                               |                                                  |
| 11月20日                                         | 橋本愛喜                                         | フリーライター                                   |
| 11月21日                                         | 岸博幸                                           |                                                  |
| 11月22日                                         | 石川佳織                                         | ギネスワールドレコーズジャパン代表               |
| 11月23日                                         | 木村至信、梅谷心愛                               | 木村は医学博士                                   |
| 11月27日                                         | 泉ピン子                                         |                                                  |
| 11月28日                                         | 大空幸星                                         |                                                  |
| 11月29日                                         | 小林千絵                                         |                                                  |
| 11月30日                                         | 三上洋、青山新                                   |                                                  |
| 12月4日                                          | 笠井信輔、難波裕扶子                             | 難波は株式会社シンク・オブ・アザーズ代表取締役   |
| 12月5日                                          | たかのてるこ                                     |                                                  |
| 12月6日                                          | 小野尾勝彦                                       | 日本ガチャガチャ協会会長                         |
| 12月7日                                          | 草野かおる、田井裕一                             | 草野はイラストレーター、田井は東京力車メンバー   |
| 12月11日                                         | 岸博幸                                           |                                                  |
| 12月12日                                         | 豊田真由子、養老孟司                             |                                                  |
| 12月13日                                         | 真中満、萩本欽一                                 |                                                  |
| 12月14日                                         | 高山レイヤ                                       |                                                  |
| 12月18日                                         | 渡部陽一                                         |                                                  |
| 12月19日                                         | 棚橋弘至                                         |                                                  |
| 12月20日                                         | 高尾美穂                                         |                                                  |
| 12月21日                                         | 和田貴充、山西アカリ                             | 和田は作家                                       |
| 12月26日                                         | 大空幸星                                         |                                                  |
| 12月27日                                         | フォーリンデブはっしー                           |                                                  |
| 12月28日                                         |                                                  |                                                  |

| 2024年放送リスト（1月30日以降森永親子、中瀬、高橋洋一の出演日は省略） | 2024年放送リスト（1月30日以降森永親子、中瀬、高橋洋一の出演日は省略） | 2024年放送リスト（1月30日以降森永親子、中瀬、高橋洋一の出演日は省略） |
| 日時                                                                  | ゲスト                                                                | 備考                                                                  |
| --------------------------------------------------------------------- | --------------------------------------------------------------------- | --------------------------------------------------------------------- |
| 1月2日                                                                | みほとけ                                                              |                                                                       |
| 1月3日                                                                | テリー伊藤                                                            |                                                                       |
| 1月4日                                                                | 江本孟紀、松本秀夫                                                    |                                                                       |
| 1月8日                                                                | 山路徹、梅沢富美男                                                    |                                                                       |
| 1月9日                                                                | 森永康平、甲斐ナオミ                                                  | 甲斐は翻訳家                                                          |
| 1月10日                                                               | 青山和弘、小林弘幸                                                    |                                                                       |
| 1月11日                                                               | やくみつる、竹野留里                                                  |                                                                       |
| 1月15日                                                               | 高橋洋一、厚切りジェイソン                                            |                                                                       |
| 1月17日                                                               | 大空幸星                                                              |                                                                       |
| 1月18日                                                               | 上田堪大、田井裕一                                                    |                                                                       |
| 1月22日                                                               | 森永康平、和田秀樹                                                    |                                                                       |
| 1月23日                                                               | 青山和弘、辰巳雄大                                                    |                                                                       |
| 1月24日                                                               | 橋本愛喜、草野かおる                                                  |                                                                       |
| 1月25日                                                               | 加藤雅也、伊達悠太                                                    |                                                                       |
| 1月29日                                                               | 須田慎一郎                                                            |                                                                       |
| 1月31日                                                               | 三上洋                                                                |                                                                       |
| 2月1日                                                                | 岸博幸                                                                |                                                                       |
| 2月5日                                                                | AKI猪瀬                                                               |                                                                       |
| 2月6日                                                                | 後上翔太                                                              |                                                                       |
| 2月7日                                                                | 青山和弘、門倉貴史                                                    |                                                                       |
| 2月8日                                                                | 椎名由紀、山西アカリ                                                  |                                                                       |
| 2月13日                                                               | 大空幸星                                                              |                                                                       |
| 2月14日                                                               | 岩田明子                                                              |                                                                       |
| 2月15日                                                               | フォーリンデブはっしー                                                |                                                                       |
| 2月19日                                                               | 万城目学                                                              |                                                                       |
| 2月20日                                                               | 河合薫                                                                |                                                                       |
| 2月21日                                                               | 島袋優                                                                |                                                                       |
| 2月22日                                                               | 小倉智昭                                                              |                                                                       |
| 2月26日                                                               | マルシア                                                              |                                                                       |
| 2月27日                                                               | 城南海                                                                |                                                                       |
| 2月28日                                                               | 天童よしみ                                                            |                                                                       |
| 2月29日                                                               | 岡崎友紀、小桜舞子                                                    |                                                                       |
| 3月4日                                                                | 小林弘幸                                                              |                                                                       |
| 3月5日                                                                | 井出留美                                                              |                                                                       |
| 3月6日                                                                | 石橋凌                                                                |                                                                       |
| 3月7日                                                                | 寺田真二郎、ゆあさみちる                                              |                                                                       |
| 3月11日                                                               | 三上洋                                                                |                                                                       |
| 3月12日                                                               | 大空幸星                                                              |                                                                       |
| 3月13日                                                               | うつみ宮土理                                                          |                                                                       |
| 3月14日                                                               | 辛島美登里、竹野留里                                                  |                                                                       |
| 3月18日                                                               | みほとけ                                                              |                                                                       |
| 3月19日                                                               | 鈴木宣弘                                                              |                                                                       |
| 3月20日                                                               | 森井誠之                                                              |                                                                       |
| 3月21日                                                               | AI、山西アカリ                                                        |                                                                       |
| 3月25日                                                               | 山内惠介                                                              |                                                                       |
| 3月26日                                                               | フォーリンデブはっしー                                                |                                                                       |
| 3月27日                                                               | 金子達仁                                                              |                                                                       |
| 3月28日                                                               | 青山和弘                                                              |                                                                       |
| 4月1日                                                                | 平野レミ                                                              |                                                                       |
| 4月2日                                                                | 江本孟紀                                                              |                                                                       |
| 4月3日                                                                | 菊池桃子                                                              |                                                                       |
| 4月4日                                                                | 柳瀬博一、陽真                                                        |                                                                       |
| 4月8日                                                                | 林家菊丸                                                              |                                                                       |
| 4月9日                                                                | 大空幸星                                                              |                                                                       |
| 4月10日                                                               | 若林史江                                                              |                                                                       |
| 4月11日                                                               | 福田淳、山西アカリ                                                    |                                                                       |
| 4月17日                                                               | 岩田明子                                                              |                                                                       |
| 4月22日                                                               | 三上洋                                                                |                                                                       |
| 4月23日                                                               | 堤未果                                                                |                                                                       |
| 4月24日                                                               | フォーリンデブはっしー                                                |                                                                       |
| 4月25日                                                               | ふかわりょう                                                          |                                                                       |
| 4月29日                                                               | 藤澤五月                                                              |                                                                       |
| 4月30日                                                               | 堀内孝雄                                                              |                                                                       |
| 5月1日                                                                | 難波里奈                                                              | 東京喫茶店研究所ニ代目所長                                            |
| 5月2日                                                                | リュ・フィリップ、チョ・ジュン、竹野留里                              | リュ・フィリップ、チョ・ジュンは韓国のアイドルグループK4のメンバー    |
| 5月6日                                                                | 藤井貴彦                                                              |                                                                       |
| 5月7日                                                                | 岡千秋、美貴じゅん子                                                  |                                                                       |
| 5月8日                                                                | 谷中敦                                                                |                                                                       |
| 5月9日                                                                | 門倉貴史、錦織一清、東京力車                                          |                                                                       |
| 5月13日                                                               | 大空幸星                                                              |                                                                       |
| 5月14日                                                               | 清水章弘                                                              |                                                                       |
| 5月15日                                                               | Bro.TOM                                                               |                                                                       |
| 5月16日                                                               | 加藤登紀子、青山新                                                    |                                                                       |
| 5月18日                                                               | 草彅剛                                                                |                                                                       |
| 5月20日                                                               | 金子恵美                                                              |                                                                       |
| 5月21日                                                               | 泉房穂                                                                |                                                                       |
| 5月22日                                                               | 小谷真弥                                                              | フルカウント編集員                                                    |
| 5月23日                                                               | 林部智史、山西アカリ                                                  |                                                                       |
| 5月27日                                                               | フォーリンデブはっしー                                                |                                                                       |
| 5月28日                                                               | 牧村憲一                                                              |                                                                       |
| 5月29日                                                               | 肉乃小路ニクヨ                                                        | 経済愛好家                                                            |
| 5月30日                                                               | 村井邦彦、木川尚紀                                                    |                                                                       |
| 6月3日                                                                | 金子達仁                                                              |                                                                       |
| 6月4日                                                                | 岸博幸                                                                |                                                                       |
| 6月5日                                                                | 岩田明子                                                              |                                                                       |
| 6月6日                                                                | 青山和弘、橋本愛喜、中山琉美                                          |                                                                       |
| 6月11日                                                               | 泉房穂                                                                |                                                                       |
| 6月12日                                                               | 三上洋                                                                |                                                                       |
| 6月13日                                                               | 森永康平                                                              |                                                                       |
| 6月14日                                                               | 大原敬子                                                              |                                                                       |
| 6月17日                                                               | 菅原由一                                                              | 税理士                                                                |
| 6月18日                                                               | 渡部陽一                                                              |                                                                       |
| 6月19日                                                               | 中山秀征                                                              |                                                                       |
| 6月20日                                                               | 秋山博康、竹野留里                                                    |                                                                       |
| 6月24日                                                               | 竹田忠                                                                | 元NHK解説員                                                           |
| 6月25日                                                               | 大空幸星                                                              |                                                                       |
| 6月26日                                                               | たかまつなな                                                          |                                                                       |
| 6月27日                                                               | 小野田龍之介、山西アカリ                                              |                                                                       |
| 7月1日                                                                | フォーリンデブはっしー                                                |                                                                       |
| 7月2日                                                                | 藤井直人                                                              | 筑波大学助教授                                                        |
| 7月3日                                                                | 本郷和人                                                              |                                                                       |
| 7月4日                                                                | 宮本亞門、三丘翔太                                                    |                                                                       |
| 7月8日                                                                | 小林弘幸                                                              |                                                                       |
| 7月9日                                                                | 大空幸星                                                              |                                                                       |
| 7月10日                                                               | 石田健                                                                |                                                                       |
| 7月11日                                                               | 初瀬礼、竹野留里                                                      | 作家                                                                  |
| 7月16日                                                               | 本間正人                                                              |                                                                       |
| 7月17日                                                               | 杜このみ                                                              |                                                                       |
| 7月18日                                                               | 大林素子、山西アカリ                                                  |                                                                       |
| 7月22日                                                               | 三上洋                                                                |                                                                       |
| 7月23日                                                               | 野村萬斎                                                              |                                                                       |
| 7月24日                                                               | 香西かおり                                                            |                                                                       |
| 7月25日                                                               | 秋山博康、田井裕一                                                    |                                                                       |
| 7月29日                                                               | JILL                                                                  |                                                                       |
| 7月30日                                                               | 峰宗太郎                                                              |                                                                       |
| 8月1日                                                                | 竹田忠、藤澤志穂子、竹野留里                                          |                                                                       |
| 8月5日                                                                | 本間正人、庄野真代                                                    |                                                                       |
| 8月6日                                                                | 湯原昌幸                                                              |                                                                       |
| 8月7日                                                                | 須黒清華                                                              |                                                                       |
| 8月8日                                                                | 優河、松阪ゆうき                                                      |                                                                       |
| 8月12日                                                               | 丸沢丸                                                                |                                                                       |
| 8月13日                                                               | 金子達仁                                                              |                                                                       |
| 8月14日                                                               | 山口香                                                                |                                                                       |
| 8月15日                                                               | 菊池亮太                                                              |                                                                       |
| 8月19日                                                               | 須田慎一郎                                                            |                                                                       |
| 8月20日                                                               | 三上洋                                                                |                                                                       |
| 8月21日                                                               | 萩原智子                                                              |                                                                       |
| 8月22日                                                               | 大空幸星、山西アカリ                                                  |                                                                       |
| 8月27日                                                               | 岸博幸                                                                |                                                                       |
| 8月28日                                                               | 山口真由                                                              |                                                                       |
| 8月29日                                                               | 泉房穂                                                                |                                                                       |
| 9月2日                                                                | 山村武彦                                                              |                                                                       |
| 9月3日                                                                | 唯月ふうか                                                            |                                                                       |
| 9月4日                                                                | 中山秀征                                                              |                                                                       |
| 9月5日                                                                | 竹田忠、田井裕一                                                      |                                                                       |
| 9月5日                                                                | フォーリンデブはっしー                                                |                                                                       |
| 9月10日                                                               | 比嘉栄昇                                                              |                                                                       |
| 9月11日                                                               | 伊藤蘭                                                                |                                                                       |
| 9月12日                                                               | Baby Boo                                                              |                                                                       |
| 9月16日                                                               | 高草木陽光                                                            | 夫婦問題カウンセラー                                                  |
| 9月17日                                                               | 笠岡誠一                                                              |                                                                       |
| 9月18日                                                               | イルカ                                                                |                                                                       |
| 9月19日                                                               | 川村元気、山西アカリ                                                  |                                                                       |
| 9月23日                                                               | AKI猪瀬                                                               |                                                                       |
| 9月24日                                                               | 三宅裕司                                                              |                                                                       |
| 9月25日                                                               | 横川尚隆                                                              |                                                                       |
| 9月26日                                                               | 杉本彩、二見颯一                                                      |                                                                       |
| 9月30日                                                               | 岩田明子                                                              |                                                                       |
| 10月1日                                                               | 三上洋                                                                |                                                                       |
| 10月2日                                                               | トム・ブラウン                                                        |                                                                       |
| 10月3日                                                               | パパイヤ鈴木                                                          |                                                                       |
| 10月7日                                                               | うつみ宮土理                                                          |                                                                       |
| 10月8日                                                               | 天童よしみ                                                            |                                                                       |
| 10月9日                                                               | 磯山さやか                                                            |                                                                       |
| 10月10日                                                              | フォーリンデブはっしー                                                |                                                                       |
| 10月14日                                                              | 野村弘樹                                                              |                                                                       |
| 10月15日                                                              | 松本秀夫                                                              |                                                                       |
| 10月16日                                                              | 真中満                                                                |                                                                       |
| 10月17日                                                              | 江本孟紀、木川尚紀                                                    |                                                                       |
| 10月22日                                                              | 青山和弘                                                              |                                                                       |
| 10月23日                                                              | 須田慎一郎                                                            |                                                                       |
| 10月24日                                                              | 泉房穂                                                                |                                                                       |
| 10月25日                                                              | 黒木瞳                                                                |                                                                       |
| 10月28日                                                              | 宮崎謙介                                                              |                                                                       |
| 10月29日                                                              | 有村崑                                                                |                                                                       |
| 10月30日                                                              | 岡本知高                                                              |                                                                       |
| 10月31日                                                              | 肉乃小路ニクヨ、中山祐次郎、山西アカリ                                |                                                                       |
| 11月4日                                                               | 堀口茉純                                                              |                                                                       |
| 11月5日                                                               | 三上洋                                                                |                                                                       |
| 11月6日                                                               | 秋山博康                                                              |                                                                       |
| 11月7日                                                               | 青木さやか、大江翔萌美                                                |                                                                       |
| 11月11日                                                              | 永井伸雄                                                              | 日経MJ編集長                                                          |
| 11月12日                                                              | 3人娘Z（田中あいみ、舞乃空、梅谷心愛）                                |                                                                       |
| 11月13日                                                              | ゆいがーる                                                            |                                                                       |
| 11月14日                                                              | 村田吉弘、津吹みゆ                                                    |                                                                       |
| 11月18日                                                              | 渡辺えり                                                              |                                                                       |
| 11月19日                                                              | サンプラザ中野くん                                                    |                                                                       |
| 11月20日                                                              | 竹田忠                                                                |                                                                       |
| 11月21日                                                              | 笠原将弘、山西アカリ                                                  |                                                                       |
| 11月25日                                                              | 青山和弘                                                              |                                                                       |
| 11月26日                                                              | 河口恭吾                                                              |                                                                       |
| 11月27日                                                              | 杉本和隆                                                              | 苑田会人工関節センター病院院長                                        |
| 11月28日                                                              | 榎本麗美、白上一成                                                    |                                                                       |
| 12月2日                                                               | AKI猪瀬、小谷真弥                                                     |                                                                       |
| 12月3日                                                               | 鏡優翔                                                                |                                                                       |
| 12月4日                                                               | 三浦大輔                                                              |                                                                       |
| 12月5日                                                               | 新浜レオン、里野鈴妹                                                  |                                                                       |
| 12月10日                                                              | 須田慎一郎                                                            |                                                                       |
| 12月11日                                                              | 高橋洋一                                                              |                                                                       |
| 12月12日                                                              | 泉房穂                                                                | 森永卓郎も出演                                                        |
| 12月16日                                                              | 永井伸雄                                                              |                                                                       |
| 12月17日                                                              | 竹田忠                                                                |                                                                       |
| 12月18日                                                              | 小倉久寛                                                              |                                                                       |
| 12月19日                                                              | 座間耀永、竹野留里                                                    | 森永卓郎も出演、座間は作家                                            |
| 12月23日                                                              | 半崎美子                                                              |                                                                       |
| 12月24日                                                              | フォーリンデブはっしー                                                |                                                                       |
| 12月26日                                                              | 海野翔太、山西アカリ                                                  |                                                                       |
| 12月30日                                                              | 秋山博康                                                              |                                                                       |
| 12月31日                                                              | 肉乃小路ニクヨ                                                        |                                                                       |

| 2025年放送リスト（森永親子、中瀬、高橋洋一の出演日は省略） | 2025年放送リスト（森永親子、中瀬、高橋洋一の出演日は省略） | 2025年放送リスト（森永親子、中瀬、高橋洋一の出演日は省略） |
| 日時                                                       | ゲスト                                                     | 備考                                                       |
| ---------------------------------------------------------- | ---------------------------------------------------------- | ---------------------------------------------------------- |
| 1月2日                                                     | 宮崎健介、みほとけ                                         |                                                            |
| 1月6日                                                     | 山崎裕太                                                   |                                                            |
| 1月7日                                                     | 峰宗太郎                                                   |                                                            |
| 1月8日                                                     | 増田恵子                                                   |                                                            |
| 1月10日                                                    | たかのてるこ                                               |                                                            |
| 1月13日                                                    | DRUM TAO                                                   |                                                            |
| 1月14日                                                    | はっしー                                                   |                                                            |
| 1月15日                                                    | 須田慎一郎、岩崎宏美                                       |                                                            |
| 1月16日                                                    | 河合薫、竹野留里                                           |                                                            |
| 1月20日                                                    | 青山和弘                                                   |                                                            |
| 1月21日                                                    | 藤井隆                                                     |                                                            |
| 1月22日                                                    | 岡野あつこ                                                 |                                                            |
| 1月23日                                                    | 森山良子、田井裕一                                         |                                                            |
| 1月26日                                                    | 渡部陽一                                                   |                                                            |
| 1月27日                                                    | 永濱利廣                                                   | 第一生命経済研究所首席エコノミスト                         |
| 1月28日                                                    | 須田慎一郎                                                 |                                                            |
| 1月29日                                                    | 竹田忠、海原純子、山西アカリ                               |                                                            |
| 2月4日                                                     | 須田慎一郎                                                 |                                                            |
| 2月5日                                                     | 青山和弘、三上洋                                           |                                                            |
| 2月6日                                                     | 泉房穂                                                     |                                                            |
| 2月7日                                                     | 大沢悠里                                                   |                                                            |
| 2月10日                                                    | 天童よしみ                                                 |                                                            |
| 2月11日                                                    | ジョセフ・クラフト、はいだしょうこ                         |                                                            |
| 2月12日                                                    | 泉房穂、泉谷しげる                                         |                                                            |
| 2月13日                                                    | 高田聖子、藤井香愛                                         |                                                            |
| 2月17日                                                    | はっしー                                                   |                                                            |
| 2月18日                                                    | 須田慎一郎、永井伸雄                                       |                                                            |
| 2月19日                                                    | 泉房穂、宮崎謙介、玉城ちはる                               |                                                            |
| 2月20日                                                    | 久本雅美、山西アカリ                                       |                                                            |
| 2月24日                                                    | 鹿子木宏明                                                 |                                                            |
| 2月25日                                                    | 馬渕磨理子、峰宗太郎                                       |                                                            |
| 2月26日                                                    | 泉房穂、竹田忠、ゴリ                                       |                                                            |
| 2月27日                                                    | 三上洋、桐生華名                                           |                                                            |
| 3月3日                                                     | 城南海                                                     |                                                            |
| 3月4日                                                     | AKI猪瀬、中川コージ                                        |                                                            |
| 3月5日                                                     | 泉房穂、大空幸星、肉乃小路ニクヨ                           |                                                            |
| 3月6日                                                     | 倉田真由美                                                 |                                                            |
| 3月10日                                                    | 髙橋颯                                                     |                                                            |
| 3月11日                                                    | 須田慎一郎、山村武彦                                       |                                                            |
| 3月12日                                                    | 泉房穂、宮崎謙介、佐藤舞                                   | 佐藤はデータサイエンティスト                               |
| 3月13日                                                    | 松尾貴史                                                   |                                                            |
| 3月17日                                                    | 小谷真弥                                                   |                                                            |
| 3月18日                                                    | 峯村健司、諏内えみ                                         | 諏内は作家                                                 |
| 3月19日                                                    | 泉房穂、森井誠之                                           |                                                            |
| 3月20日                                                    | 清水章弘                                                   |                                                            |
| 3月24日                                                    | 青山和弘                                                   |                                                            |
| 3月25日                                                    | ジョセフ・クラフト、半崎美子                               |                                                            |
| 3月26日                                                    | 三橋貴明、真中満                                           |                                                            |
| 3月27日                                                    | パース・ナクン                                             |                                                            |
| 3月31日                                                    | Baby Boo                                                   |                                                            |
| 4月1日                                                     | 須田慎一郎、風間晋                                         |                                                            |
| 4月2日                                                     | 竹田忠、永井伸雄                                           |                                                            |
| 4月3日                                                     | 橋本愛喜、尾本侑樹奈                                       |                                                            |
| 4月7日                                                     | 井戸美枝                                                   |                                                            |
| 4月8日                                                     | 馬渕磨理子、ゆいがーる                                     |                                                            |
| 4月9日                                                     | 青山和弘、宮崎謙介、橋本之克                               | 橋本はマーケティング＆ブランディングディレクター           |
| 4月10日                                                    | 柿澤勇人、岡本幸太                                         |                                                            |
| 4月14日                                                    | 金子達仁                                                   |                                                            |
| 4月15日                                                    | 中川コージ、岩永憲治                                       | 岩永は経済評論家                                           |
| 4月16日                                                    | 風間晋、中野長武                                           | 中野は三五館シンシャ代表取締役社長                         |
| 4月22日                                                    | 須田慎一郎                                                 |                                                            |
| 4月23日                                                    | 岸博幸、豊田真由子                                         |                                                            |
| 4月24日                                                    | 三上洋                                                     |                                                            |
| 4月25日                                                    | 大原敬子                                                   |                                                            |
| 4月28日                                                    | FYURA                                                      | 6人組ボーカルグループ                                      |
| 4月29日                                                    | ジョセフ・クラフト、はっしー                               |                                                            |
| 4月30日                                                    | 風間晋、八神純子                                           |                                                            |
| 5月1日                                                     | ウェイウェイ・ウー                                         |                                                            |
| 5月5日                                                     | 歌心りえ                                                   |                                                            |
| 5月6日                                                     | 須田慎一郎、山﨑玲奈                                       |                                                            |
| 5月7日                                                     | 青山和弘、宮崎謙介、秋山博康                               |                                                            |
| 5月8日                                                     | 竹田忠、錦織一清                                           |                                                            |
| 5月9日                                                     | うつみ宮土理                                               |                                                            |
| 5月12日                                                    | 林哲司                                                     |                                                            |
| 5月13日                                                    | 中川コージ、AKI猪瀬                                        |                                                            |
| 5月14日                                                    | 鎌田靖、さだまさし                                         |                                                            |
| 5月15日                                                    | JaaBourBonz                                                |                                                            |
| 5月19日                                                    | 峰宗太郎                                                   |                                                            |
| 5月20日                                                    | 須田慎一郎、三宅裕司                                       |                                                            |
| 5月21日                                                    | 風間晋、櫻井かすみ                                         | 櫻井はファイナンシャル・プランナー                         |
| 5月22日                                                    | 岡田浩暉                                                   |                                                            |
| 5月26日                                                    | 中山秀征                                                   |                                                            |
| 5月27日                                                    | ジョセフ・クラフト、甲斐ナオミ                             | 甲斐は翻訳家                                               |
| 5月28日                                                    | 青山和弘、宮崎謙介、海原純子                               |                                                            |
| 5月29日                                                    | ウォーリー木下                                             |                                                            |

## タイムテーブル
記載時刻は目安であり、多少前後することがある。
2025年4月1日 -
| タイムテーブル 8時台 | タイムテーブル 8時台                              | タイムテーブル 8時台 |
| 時刻                 | 内容                                              | 備考 |
| -------------------- | ------------------------------------------------- | --- |
| 8:00                 | オープニング                                      | 月 - 木曜と金曜で流れが異なる。 月 - 木曜はテーマソングに載せて出演者があいさつして、オープニングトークを展開。 金曜は一之輔（ないしは代打のメイン）がテーマソングにのせて単独でトーク。冠付きで番組タイトルをコールし必ずナット・キング・コールの『L-O-V-E』が流れる。増山はその後に呼び込まれる。 |
| 8:08                 | 日替わりコメンテーターの紹介                      | 月 - 木曜のみ。金曜はスペシャルウィークを除きコメンテーターは呼ばない。週毎にメッセージ テーマを募集する。 |
| 8:13                 | 今朝の話題(1)                                     | 月 - 木曜のみ。「聞き耳ファイブ! それってどうなの?」から改題。 最近話題になっているニュースを数本、コメンテーターが解説する。 金曜日：『目覚めの小噺』 一之輔のフリートーク。 |
| 8:23                 | ニッポン放送 天気予報                             | 那須・熊谷がニッポン放送本社5階のベランダから伝える。 金曜日の増山はスタジオ内で伝える。 |
| 8:25                 | （この時間帯は月 - 木曜と金曜で順序が入れ替わる） | 月 - 木曜 8:25 ニッポン放送 交通情報（警視庁） 日本道路交通情報センター東京センターが担当 8:30 ドジャース・大谷選手最新情報 大谷翔平の最新情報をアメリカ在住のジャーナリストに伝えてもらう。 8:35 サクッとニュースライン（月 - 水曜） 最新の主なニュースを那須・熊谷が短く読み上げ、コメンテーターに選んで解説してもらう。 今日の聞き耳③（木曜） 金曜 8:25 『あなたにファンファーレ!』 リスナーからの小さな幸せエピソードにスタッフがファンファーレを鳴らす。 8:28 ニッポン放送 交通情報（警視庁） 日本道路交通情報センター東京センターが担当 8:30 『さん、にぃ、いちのすけ』 フリーテーマのお便り3通を紹介する。 |
| 8:37                 | ラジオリビング                                    | 商品が食品のときはコメンテーターが試食する。 |
| 8:40                 | 日替わりコーナー                                  | 金曜：メッセージ紹介 |
| 8:46                 | ニッポン放送ニュース                              | 3月11日と9月1日にあたる場合はここで『ラジオ災害情報交差点』を在京7局同時生放送する。 月〜木は基本的に垣花が担当を兼ねるが近年は畑中秀哉が担当する機会が多い。 放送日はニュース以降のコーナーを繰り下げる。 |
| 8:54                 | ニッポン放送 交通情報（警視庁）                   | 日本道路交通情報センター東京センターが担当 |
| 8:56                 | メッセージ紹介                                    | |
| 9時台                |                                                   | |
| 時刻                 | 内容                                              | 備考 |
| 9:00                 | 9時のききどこ                                     | 月曜：経済基本講座 高橋が経済の話題を解説する。 火曜：KBS〜コウヘイ・ビジネス・サテライト 森永康平が経済に詳しいゲストと議論する。 水曜：週替わり 木曜：9:00 中瀬ゆかりの週刊誌ななめ読み 中瀬が週刊誌で話題となったニュースを取り上げる。 9:15 中瀬ゆかりのブックソムリエ 中瀬が注目の本を紹介する。 金曜：「いちのすけっとが行く！」 一之輔がリスナーの元に手伝いに訪れる。 |
| 9:00                 | 首都圏学校安否情報 模擬放送①                      | 9月1日、1日が土曜や日曜の場合は週明けの月曜日に行われる8分間のニッポン放送防災訓練放送。 「災害特別番組」へ移行した際、私立校と、国大付属校等の生徒の安否を行う「学校安否放送」の模擬放送である。 月〜木は垣花と那須または熊谷が交互に読み上げる。金曜日は増山と一之輔で行う。 |
| 9:15                 | ラジオリビング                                    | |
| 9:20                 | 毎朝健康 ハッピーメーター                         | 「健康一番 ハッピーライフ」から改題。 月曜：これまで紹介された健康法を1週間垣花が試し、翌月曜日に体重を測定する 垣花が体重計測に使用する体重計を「ラジオパーク」にて展示することがある 火曜：タニタ食堂のメニューを紹介する。 水曜 - 金曜：リスナーからの健康の秘訣を紹介する。 |
| 9:24                 | 産経新聞モーニングキャッチ                        | 前番組から継続しているコーナーで、1年のブランク後の2008年3月31日から復活 産経新聞の当日紙面から記事の一部を垣花・一之輔が紹介し、コメンテーターがいれば解説してもらう。 |
| 9:30                 | 日替わりコーナー                                  | 月曜、火曜：メッセージ紹介 水曜：『ハッピー・レシピ』(2019年11月6日 - ） 世間で話題の食べ物や美味しいレシピ、食べ方など「食」にまつわる情報を紹介する。 木曜：行ってミホ、やってミホ 熊谷が関東近辺のさまざまな場所を取材し報告する。 金曜：『有楽町ミュージックホール』 ミュージシャンのライブ音源を紹介する。 |
| 9:37                 | 日替わりコーナー                                  | 月 - 木曜：ゲストとハッピー 金曜：『落語処方箋〜朝の人生相談』 リスナーからの悩みに一之輔が答える。一之輔が扮する小加藤諦三先生が登場して、増山とトークする。 |
| 9:50                 | ニッポン放送 天気予報                             | |
| 9:52                 | ニッポン放送 交通情報（警視庁）                   | 日本道路交通情報センター東京センターが担当 |
| 9:54                 | ハッピーテレフォン番号告知                        | 2015年1月5日開始。0から9の数字が書かれた10面体サイコロを2回振り 数字が電話番号の末尾番号2ケタと一致するリスナーからメール・FAXを10:03まで募る。2022年4月以降は金曜のみとなり、月 - 木曜は引き続き、ゲストとハッピーを放送。 金曜:『下手くそポエム コーナー 日時計とハムエッグ』 リスナーから寄せられた下手くそなポエムを紹介する。 |
| 10時台               |                                                   | |
| 時刻                 | 内容                                              | 備考 |
| 10:00                | 日替わりコーナー                                  | 月 - 木曜：引き続き、ゲストとハッピー |
| 10:00                | 首都圏学校安否情報 模擬放送②                      | |
| 10:03                | 10時のハッピーテレフォン                          | 金曜のみ。10時の時報前に募ったメール・FAXの中から抽選でリスナーに架電し、5コール以内に受話出来るとプレゼントが贈呈される |
| 10:07                | 日替わりコーナー                                  | 金曜：『家電のくすぐり』 リスナーから発明してほしい家電を紹介したり、ノジマの社員がお薦めの商品を紹介したりする。コーナーの最後に披露する家電ダジャレも募集する。 |
| 10:17                | 榊原郁恵のハッピー・ダイアリー                    | 2010年10月から開始した、2009年3月まで当該番組のパートナーであった榊原の内包番組 榊原が最近身の回りで起こった出来事を語る。 |
| 10:21                | ラジオリビング                                    | 商品が食品のときはパーソナリティーとパートナーが試食する。 |
| 10:27                | ニッポン放送ニュース                              | |
| 10:30                | 日替わりコーナー                                  | 月 - 木曜：前島花音のあなたにハッピー届けたい！ 前島が商店街を訪問する。木曜日は歌手が出演する場合もある。 金曜：告知桃子のコーナー、メッセージ紹介 増山が菊池桃子に似た告知桃子に扮し、リスナーからの告知の依頼に答える。 |
| 10:36                | 今日のテレフォン人生相談                          | 『テレフォン人生相談』の当日の放送内容をパートナーが紹介。 番組休止時はメッセージ紹介の補充枠。 |
| 10:38                | 私の好きな歌                                      | |
| 10:48                | ニッポン放送 天気予報                             | |
| 10:49                | ニッポン放送 交通情報（警視庁）                   | 日本道路交通情報センター東京センターが担当 |
| 10:51                | ドジャース 大谷選手情報                           | 月 - 木曜 |
| 10:54                | ショウアップナイター TODAY                        | |
| 10:57                | エンディング                                      | |

### 過去のコーナー
- 男と女の百科辞典（2007年10月1日 - 2007年10月19日）
- イオンプレゼンツ独占!メジャーリーグTODAY（2007年10月1日 - 2007年10月31日）
- 10時のホットテレフォン（2007年10月1日 - 2007年11月16日）
- ピアニカ1万円クイズ（2007年10月5日 - 2007年12月28日、毎週金曜日）
- ドキドキテレフォン（2007年10月22日 - 2008年7月24日、金曜日を除く）

ある限られた条件に当てはまるリスナーからの電話を待つ。
- 突然ですが!垣花正です（2008年1月7日 - 8月7日、金曜日を除く）

垣花がエンディングで外を出歩き、街頭インタビューをする。
- 男と女の大論争悪いのはどっち!?テーマ発表（2008年6月23日 - 、金曜日を除く）

リスナーから主に夫婦間でのトラブルを聞き、どちらが悪いか投票で決める。
- 男はつらいよリクエスト

男性リスナーから苦労した体験のメールを募集する。現在は森永卓郎がゲストに来た日に行われている。元は森永卓郎が出演していた『ショウアップナイターニュース』の1コーナー。
- DRIVING TALK（2007年10月1日 - 2009年3月27日）
- ハッピータウンサーキット（2007年10月1日 - 2009年3月27日）

コーナー内容の説明は当該コーナーの頁参照。
- 夫婦で一句

夫婦間での笑えるエピソードを川柳にして投稿してもらう。
- 先人の教え

主に夫婦間のトラブルを紹介し、教訓としてまとめる。
- 菊川怜の簡単やさしいワンポイントレッスン

菊川怜による1分間の番組。CMと思われそうだが、「1242.com」のメールアドレスも設定されていた。
- 「ありがとう、あなたのおかげで…」

那須がリスナーから知人への感謝の手紙を読んだあと、佐々木秀実が歌を添える。
- あなたと生電話

連休時は旅行プレゼント企画のキーワード発表となり、リスナーの代わりに旅行先のスポンサーと電話をつなぐこともある。
- FIREチャレンジ

ロサンゼルス・エンゼルス・オブ・アナハイム所属の松井秀喜の当日のヒット数をリスナーに予想してもらう。試合があっても出番がない場合は0本が正解となり、試合がない場合は松井に関するクイズが出題される。正解者には抽選でキリンFIREが1ケースもらえる。正解と当選者発表は『上柳昌彦 ごごばん!』の17:28頃に行っていた
- 男と女のこそっと劇場

エッチなエピソードのメールを読む。なお、祝日および春・夏・冬休みは子供の在宅率が高いことを考慮して休止
- 今日のiのあるメール

「iのあるメール大賞」に投稿されたメールを紹介する。
- 今日もハッピー

以前はハッピーな出来事が書かれたメールを読んでいたが、2010年7月5日以降は「みんなでリクエスト」と題し、複数のリスナーの連名でリクエスト曲を募っていた
- ちょっと言わせて!ハッピーテレフォン!!!

週替わりのテーマに沿って3人のリスナーに話を生電話で聴いていく。
- あなたが知らない黄金歌謡伝説

毎週1人または特定の組み合わせの歌手・グループを特集し、1曲ずつエピソードを語ってもらう。インタビューは基本的に録音となっているが、ゲストとして招いているときはもちろん生放送となる。全期間通して垣花がインタビューしており前期は完全に編集の際にその歌手の音声のみにして放送していたが、後期には質問する垣花の声も入れて放送された。金曜日はゲストがいない場合に限り、リクエストコーナーとなる。那須のパートナー就任時の2009年4月に始まり、2011年9月30日をもって終了した。
- 那須恵理子のラジオ名曲喫茶

那須が喫茶店の店主に扮し、曲を紹介する。垣花はこの時間は基本的に席を外すが、ゲストがいる日はウェイターとして応対する。那須が不在の日は、｢宮古島正(みやこじまただし)の想い出食堂｣として垣花が曲をセレクトする。音楽と関係ないゲストがいる日は普通のトークコーナーとなる。
- 元気です!いばらき

金曜日のみ。茨城放送と中継をつなぎ、茨城の状況を伝えてもらう。茨城放送からは田中里実アナウンサーが出演。茨城放送とは東日本大震災以降、当時の生放送番組「たかとりじゅんのビタミンJ!」と相互中継したり、垣花が茨城のスタジオから生放送するなどした。
- グンちゃん情報

2011年6月以降の水曜日に限り、新保友映が韓国人俳優チャン・グンソクの最新情報を伝える（7月6日は新保が休暇のため実施せず）。
- ラジオ・ケアノート
- アスリートの素顔 ロンドンへの道

ロンドンオリンピック出場選手にスポットを当てる。
- ロンドンオリンピックインフォメーション

浅田舞がロンドンオリンピックの結果と予定を伝える。
- 黒木瞳 We are beautiful

2011年10月3日から『松本ひでお 情報発見 ココだけ』（2011年度のナイターオフ期間限定番組）に内包されていたミニ番組で、ナイターオフ期間の終了に伴って、2012年4月2日から9月28日まで11:20台に放送していた。
- ハッピーツアー

旅行プランの関係者と電話をつなぎ、旅の最新情報を伝える。
- 関根勤のランチで元気!

ニッポン放送ローカルにて、2013年4月1日から9月30日迄11:20台に放送されていた内包番組
- オリンピック感動ストーリー

オリンピックでのエピソードを語る。2013年10月10日から11月1日まで「大人の音楽セレクション」の時間帯に期間限定で放送。
- ニッポン放送 ソチ情報エキスプレス（2014年2月6日 - 21日）

2014年ソチオリンピック開催期間中、ロシア連邦ソチ市での最新情報を、リポート担当のスポーツ部契約アナウンサー清水久嗣がリポートしていた
- 大人の音楽セレクション

月替わりのテーマに沿って曲を2曲ずつかける。
- こんなとこ、行ってきました

垣花が前日の行動を報告する。
- 今日は、何の日

垣花が当日は何の記念日か紹介する。
- 食の細道

リスナーが旅先で出会った料理を紹介する。試食はない。
- 曜日別コーナー
  - 月：『ただのデブじゃないプロジェクト！！』デブのイメージを覆す肥満体の人の情報を募集する。
  - 木→月：『マスオさんグランプリ』マスオさん（妻に頭が上がらない男性）状態のリスナーに電話を繋ぎ、話を聴く。
  - 月：『あたりまえクイズ！！』意外と知られていないものをクイズとして出題し、リスナーに電話で答えてもらう。
  - 金：『子どもたちのつぶやき！！』子供の衝撃的な発言を募集する。
- リクエスト天気予報

通常の天気予報は東京中心だが、このコーナーはリスナーが調べてほしい地方の天気とお得な情報を伝える。
- 他人に言えない...テレフォンお悩み相談！

森永卓郎がリスナーからの電話相談に答える。
- 栗原心平ハッピークッキング[11]

2016年4月から9月5日までの月曜：9:35から放送していた内包番組。料理研究家の栗原心平が冠スポンサーの粉出汁を使用した料理レシピを紹介する、アシスタントは坂本が担当
- ワールドトラベラー！

2015年4月3日から『金曜ブラボー。』の内包コーナーとして放送された物が枠移動し、2017年3月31日迄9:35に放送。
毎月一つの国をピックアップしてクイズ形式でその国を学びつつ、月1回はコーナースポンサーであるHISの海外旅行担当社員が出演し、当月に取り上げた国のツアー商品を紹介する
- 世界のおみやげ大発見

海外のお土産に最適な商品をその国の出身者が紹介する。
- あなたとハッピートーク

かつての『TOYOTA DRIVING TALK』同様、録音放送となる垣花とウィークリーゲストのトークコーナー。2015年6月からは第1週、2016年4月からは第1週と第2週、6月からは第3週以外は那須が絵本を朗読する。
- 日常にあった　ゾクッと話！

リスナーから背筋が凍るような体験談を募集する。
- ようこそ有楽町レコード室へ

ニッポン放送のレコード室にある音源を那須が紹介する。
- 猛暑御免 10時のゾゾっと劇場

2014年までの夏季限定コーナー。9:00時点のニッポン放送屋上の温度計の気温が30度以上になった場合、那須が怪談を朗読する。
- 平成カウントダウン

改元を控えた2018年10月1日から2019年4月25日までのコーナー（2019年4月は月 - 木のみ）
1週ごとに平成の1年を取り上げ、各曜日の決められたテーマ別に平成の30年を30週で振り返る
- 公営レースのご案内

当直のアナウンサーが当日の公営レースの情報を伝える。2018年度末終了。
- 食の王様

垣花がお薦めの料理店を取材し、報告する。
- 趣味の鉄人

リスナーのさまざまな趣味を紹介する。
- ハッピー夫婦善処

リスナーから夫婦のダメダメエピソードを電話で聞く。
- おばちゃんマンはつらいよ

おばちゃんマンこと常連女性リスナーに電話をつなぎ、さらに悩みを抱えるリスナーとのクロストークで問題を解決する。
- わんぱくチルドレンどこ行った

リスナーの子ども時代のわんぱくエピソードを募集する。
- 世にも不思議な専門誌

マニアックな雑誌を紹介する。
- 知られざるスナックの世界

スナックの店主に電話をかける。
- 新人アナウンサー、行ってきます

月 - 木のみ。月・火は熊谷が、水・木は前島がさまざまな場所での取材を報告したり、生中継したりする。
- コラ之輔参上!

リスナーの子ども時代のわんぱくエピソードに一之輔扮するコラ之輔が喝を入れる。
- 健康タイム 元気のみなもとーく

2018年4月2日から2019年9月30日まで、8:54頃に内包されていた5分間のトーク番組。事前収録で、健康に関する垣花からゲストへのインタビューの模様を、1週間（5日間）にわたって放送していた。
ニッポン放送と同じNRN加盟局の東海ラジオ放送（『小島一宏 モーニングッド!』内）やラジオ大阪（『慶元まさ美のハッピー・モーニング』→『ハッピー・プラス』内）でも時差ネットを実施。音声ファイル共有サービスのSoundCloudでも、音源を配信していた。
- 『私、熱烈マニアです。』

10月まで9時台に放送していた『趣味の鉄人』の改題・リニューアル版。リスナーに架電し趣味や、ハマっていることなどを聞く。
- 『気が小さい人の小さな悩み』

ほんのささいなことにも踏み込めないというリスナーの悩みを募集する。
- 『わが母校　直案内』

リスナーの母校を全国高等学校野球選手権大会の中継風に紹介する。
- 『あなたの#GetWild退勤』

「シティーハンター」のエンディングテーマ「Get Wild」のように、リスナーの仕事帰りにテンションが上がる曲を聞く。
- 川井郁子ハートストリングス
- 『私だけのカセットテープ』

リスナーからカセットテープの音源を募集する。
- 聞きかじり情報部

身近な生活情報を取り上げる。
- 話して1000円 ちょっと聞いてよ!テレフォン

リスナーに電話で語ってもらう。「マジすか!?テレフォン」からのリニューアル時に出演者に賞金が出るようになった。
- 『ハッピータイムマシン』

『子どもタイムマシン』から改題。リスナーが子どものころに流行したグッズやアトラクションを紹介する。
- 『9時に夢中!』

火 - 木のみ。最近話題になっている情報を取り上げる。
- 『垣花秘宝館』

リスナーの身の回りの珍しい人や物を紹介してもらう。
- 『じいちゃんばあちゃん珍百景』

リスナーからの祖父母にまつわるエピソードを紹介する。
- あなたにハッピー!風水占い

風水に基づいたその日の開運行動・問題行動を紹介する。対象者は限定されていない。
- あの街この街純烈旅

2021年4月1日に開始した内包番組。純烈のメンバーが2人出演し、ひとつの街にスポットを当てて旅の思い出を語る。2022年4月1日終了。
- そうだ、明治座に行こう!

明治座のイベントを紹介する。
- クイズ　面白ハピナールる

リスナーに電話でクイズを出題する。
- 森永卓郎チャレンジ・ザ・人生相談

森永卓郎がリスナーの悩みに答える。
- 『ぶた村 だらしない人の生活』

不摂生な生活を送るリスナーからの投稿を紹介する。
- 健康一番!ヤクルトハッピーライフ

第1回放送から2022年3月まで長きに渡り行われていたコーナー。リスナーからメールにて健康法を募り紹介する。水曜日（のちに金曜日→月曜日）のみ、リスナーから送られてきたその健康法を垣花が1週間実践して翌週に体重を本番中に測る。採用されたリスナーへはヤクルトが送られる。
- 1都3県 新型コロナウイルスワクチン接種情報

首都圏各自治体の新型コロナウイルスワクチンに関する情報を伝える。
- 『それゆけ!オバちゃんマン』

一之輔がリスナーに電話をかけ、世相を斬ってもらったり、飲食店などの個人事業主が電話で店のPRを行ってもらう。「オバちゃん」と付くが性別は問わない。
- 妄想音楽館

毎回テーマを決め、そんな状況で聴きたい曲をリクエストしてもらう。
- うつみ宮土理のおしゃべりしましょ

垣花がアシスタントを担当していた担当番組が、水曜夜から休止を経て枠移動し、内包番組に移行。
- 高嶋ひでたけ 元気の現場

2020年10月5日に開始した内包番組。
月 - 木は高嶋秀武単独のフリートーク、金曜は医師との対談となる。
- ハッピー終活コンシェルジュ

一般社団法人終活協議会の終活ガイド資格を持つ菊田あや子が終活について語る。なる。
- 久光製薬 リラックスタイム

第1回放送から2025年3月31日まで17年半にわたり行われていたコーナー。当番組では、サブタイトルに私の好きな歌が入る。同年4月1日以降は、単に私の好きな歌として継続中。
- 『ハッピーリフォーム相談室』

リスナーのリフォームについての悩みにLIXILの担当社員が答える。

## 中継コーナー

### 概要
前番組の「青空イントロクイズ」を引き継いだ中継コーナー。ニッポン放送の生ワイド番組の中での中継コーナーの目的は、同局アナウンサー、フリーアナウンサー、タレントが街頭出向き、リスナーとの触れあい、一体感の醸成し、「番組の中のアクセント」となっている。また、同局アナウンサーの場合、新人アナウンサーはこの中継コーナーが1つの「登竜門」となっており、中継を担当することでラジオ番組の進行上必要な業務を覚える現場となっている。
そのため、コーナー構成の変化は在れど、当該番組開始から2007年10月1日から中継コーナーが開始され、2018年9月28日放送分まで実施された。中継場所は主に、商業施設内や付帯するの駐車場内、その他に公園や神社、寺社の境内など広い敷地が確保可能な場所にて行われており、中継先の確保については番組担当ディレクターの仕事とされている。但し、飯田が担当していた時期は自身が「鉄道ファン」と言うこともあり、ロケ終了後、自身でロケハン及び中継先確保の交渉を行っていた。
中継終了後、中継場所に集まったリスナーを対象にジャンケン大会が行われ、最後まで勝ち残った数名にニッポン放送のノベルティグッズをプレゼントしていた。

### それゆけハッピー!○○の外はおまかせ!
中継コーナーの共通タイトルであり、○○にはアナウンサーの名前が入る。

#### 飯田コージの外はおまかせ!
2007年10月12日から開始。コーナー初期は1週間通しで同じ商店街に毎日来訪し、当該商店街を丸ごと紹介していこうという企画であった。その後、コーナー企画のテコ入れが何度も入り、2008年6月の聴取率調査週間の日替わり企画を機に、飯田のキャラ付けを行い「オレンジマン」として全身オレンジ色の衣装を身に纏い、首都圏近郊鉄道沿線の最寄り駅を旅していた。

#### 沿線各駅めぐり
- 〜クイズ!この曲続きはなぁに!?〜

2008年8月11日にスタート。首都圏近郊の鉄道路線駅を毎日1駅ずつ巡り、駅前周辺から10分程度中継する。スタジオから曲を流すが途中で止められ、その続きを歌えるとノベルティがプレゼントされる。しかし、2011年3月11日に東日本大震災発災以後、翌週3月14日以降は募金活動に従事し、一旦年度末で終了し、半年後の10月3日から再開した
- 〜集まれ!モノ1-グランプリ!〜

2011年4月4日から開始。1時間前に発表したテーマに沿ったアイテムを持ってきたリスナーに抽選券を配り、スタジオで抽選し、当選者に米沢牛の肉400gがプレゼントされる。7月11日から賞金5千円に戻る。
当初は10面体サイコロを2回振って決めていたが、10の位が人数分を越えてしまうことが多いので、4月11日以降は数字の書かれた紙を箱の中から取り出す方法に変更。
- クイズ!この曲続きはなぁに!?

スタジオからある楽曲の一部を流し、その続きを参加者に歌ってもらう。正解すると現金5000円がプレゼントされ、正解者がいない場合は次回にキャリーオーバーされる。2014年4月から賞金が廃止され代わりにニッポン放送グッズがプレゼントとなる
歌手が参加している日は、彼らが楽曲の一部を歌い、その続きを当ててもらった後でつなげて歌う
- みんなで歌おう にっぽんのうた!!

ゲスト歌手と昭和歌謡曲を合唱する
- 青空ミュージックリクエスト

中継先に集まったリスナーに取材を行い、思い出のあるリクエスト楽曲を募り、楽曲を流すコーナー

##### 沿線駅
9月29日 - 10月3日は、特集コーナー「出張!山内恵介!あなたのお店で歌います!」のため、各駅巡りは中断
| 2008年              | 2008年                  | 2008年                           |
| 日時                | 線名                    | 区間                             |
| ------------------- | ----------------------- | -------------------------------- |
| 8月11日 - 9月5日    | 京急本線                | 京急川崎駅 - 上大岡駅＝「第1弾」 |
| 9月8日 - 9月26日    | 東急目黒線/東急多摩川線 | 目黒駅 - 蒲田駅＝「第2弾」       |
| 10月6日 - 11月7日   | 京成線                  | 京成金町駅 - 勝田台駅＝「第3弾」 |
| 11月10日 - 11月21日 | 都営地下鉄新宿線        | 本八幡駅 - 住吉駅                |
| 11月24日 - 12月22日 | 東急田園都市線          | 二子玉川駅 - 中央林間駅          |
| 12月23日 - 12月31日 | 東武伊勢崎線            | 浅草駅 - 堀切駅                  |

10月8日の元住吉駅は、台風18号による荒天でクイズは中止し、中継のみ
| 2009年              | 2009年                     | 2009年                                        |
| 日時                | 線名                       | 区間                                          |
| ------------------- | -------------------------- | --------------------------------------------- |
| 1月5日 - 1月30日    | 東武伊勢崎線               | 牛田駅 - 春日部駅                             |
| 2月2日 - 2月27日    | JR南武線                   | 府中本町駅 - 川崎駅                           |
| 3月2日 - 3月31日    | 東京メトロ東西線           | 中野駅 - 原木中山駅                           |
| 4月1日 - 4月24日    | 相鉄線                     | 横浜駅 - 海老名駅                             |
| 4月27日 - 5月19日   | JR中央線                   | 新宿駅 - 立川駅                               |
| 5月20日 - 6月22日   | 新京成線                   | 京成津田沼駅 - 松戸駅                         |
| 6月23日 - 6月26日   | JR常磐線                   | 金町駅 - 北千住駅                             |
| 6月29日 - 7月29日   | 京急本線/久里浜線          | 上大岡駅 - 三崎口駅 ※上大岡駅は、公開生放送。 |
| 7月30日 - 9月3日    | 東武野田線                 | 春日部駅 - 船橋駅                             |
| 9月4日 - 9月24日    | 東京メトロ日比谷線         | 北千住駅 - 日比谷駅                           |
| 9月25日 - 10月9日   | 東急東横線                 | 横浜駅 - 武蔵小杉駅                           |
| 10月12日 - 11月6日  | JR総武線                   | 蘇我駅 - 錦糸町駅                             |
| 11月9日 - 12月2日   | 都営地下鉄三田線           | 西高島平駅 - 神保町駅                         |
| 12月3日 - 12月21日  | 横浜市営地下鉄ブルーライン | 横浜駅 - あざみ野駅                           |
| 12月21日 - 12月31日 | 東急田園都市線             | あざみ野駅 - つくし野駅                       |

| 2010年              | 2010年                     | 2010年                    |
| 日時                | 線名                       | 区間                      |
| ------------------- | -------------------------- | ------------------------- |
| 1月4日 - 1月7日     | 東急田園都市線             | すずかけ台駅 - 中央林間駅 |
| 1月8日 - 1月29日    | 京王線                     | 新宿駅 - 調布駅           |
| 2月1日 - 2月19日    | JR京葉線                   | 越中島駅 - 蘇我駅         |
| 2月22日 - 3月19日   | つくばエクスプレス         | 秋葉原駅 - つくば駅       |
| 3月22日 - 3月26日   | 東武亀戸線                 | 亀戸駅 - 曳舟駅           |
| 3月29日 - 4月9日    | 東武伊勢崎線               | 東向島駅 - 西新井駅       |
| 4月5日 - 4月30日    | JR横浜線                   | 東神奈川駅 - 相模原駅     |
| 5月3日 - 5月28日    | JR京浜東北線               | 大宮駅 - 秋葉原駅         |
| 5月31日 - 6月4日    | 横浜高速鉄道みなとみらい線 | 元町・中華街駅 - 新高島駅 |
| 6月7日 - 6月24日    | 東京メトロ東西線           | 日本橋駅 - 西船橋駅       |
| 6月25日 - 7月21日   | JR武蔵野線                 | 船橋法典駅 - 東所沢駅     |
| 7月22日 - 8月6日    | JR内房線                   | 蘇我駅 - 大貫駅           |
| 8月9日 - 10月1日    | 京急本線/久里浜線          | 京急蒲田駅 - 京急久里浜駅 |
| 10月4日 - 10月22日  | 京成千原線/千葉線          | ちはら台駅 - 京成津田沼駅 |
| 10月25日 - 11月24日 | 新京成線                   | 新津田沼駅 - 松戸駅       |
| 11月25日 - 12月2日  | JR常磐線                   | 北松戸駅 - 柏駅           |
| 12月3日 - 12月28日  | 相鉄線                     | 横浜駅 - 海老名駅         |
| 12月29日 - 12月31日 | 都営地下鉄浅草線           | 押上駅 - 浅草駅           |

| 2011年              | 2011年                | 2011年                                                                                   |
| 日時                | 線名                  | 区間                                                                                     |
| ------------------- | --------------------- | ---------------------------------------------------------------------------------------- |
| 1月3日 - 1月24日    | 都営地下鉄浅草線      | 蔵前駅 - 西馬込駅                                                                        |
| 1月25日 - 2月10日   | JR根岸線              | 大船駅 - 横浜駅                                                                          |
| 2月11日 - 3月21日   | 京成線                | 京成津田沼駅 - 京成上野駅 ※2月17日の京成船橋駅、 2月22日の東中山駅は佐々木秀実がゲスト。 |
| 4月4日 - 4月22日    | JR横浜線              | 相模原駅 - 東神奈川駅                                                                    |
| 4月25日 - 5月13日   | JR内房線              | 千葉駅 - 佐貫町駅                                                                        |
| 5月16日 - 5月27日   | 東武東上線            | 志木駅 - 中板橋駅                                                                        |
| 5月30日 - 6月3日    | 東急目黒線            | 目黒駅 - 洗足駅                                                                          |
| 6月6日 - 6月17日    | JR京葉線              | 千葉みなと駅 - 舞浜駅                                                                    |
| 6月20日 - 7月8日    | 東急池上線            | 五反田駅 - 蒲田駅                                                                        |
| 7月11日 - 7月25日   | JR南武線              | 府中本町駅 - 川崎駅                                                                      |
| 7月26日 - 9月26日   | 東武野田線            | 船橋駅 - 大宮駅                                                                          |
| 9月27日 - 12月2日   | 京急本線              | 品川駅 - 浦賀駅                                                                          |
| 12月5日 - 12月12日  | 京成押上線            | 押上駅 - 青砥駅                                                                          |
| 12月13日 - 12月23日 | 北総鉄道北総線        | 京成高砂駅 - 新鎌ヶ谷駅                                                                  |
| 12月26日            | JR内房線              | 袖ケ浦駅                                                                                 |
| 12月27日            | 小田急小田原線/相鉄線 | 海老名駅                                                                                 |
| 12月28日            | 京急本線              | 上大岡駅                                                                                 |
| 12月29日            | JR総武本線            | 四街道駅                                                                                 |
| 12月30日            | 京急久里浜線          | 北久里浜駅                                                                               |

12月10日から14日までは今年の盛り上がりスポットから中継。クイズは行わず、IHジャープレゼントのキーワードを発表する。
| 2012年                                  | 2012年                         | 2012年                   |
| 日時                                    | 線名・今年の盛り上がりスポット | 区間                     |
| --------------------------------------- | ------------------------------ | ------------------------ |
| 1月2日 - 1月26日                        | 東京メトロ銀座線               | 浅草駅 - 渋谷駅          |
| 1月27日 - 2月6日                        | 京急大師線                     | 小島新田駅 - 京急川崎駅  |
| 2月7日 - 3月2日                         | 西武新宿線                     | 西武新宿駅 - 小平駅      |
| 3月5日 - 4月10日                        | 横浜市営地下鉄ブルーライン     | センター北駅 - 戸塚駅    |
| 4月11日 - 5月11日                       | JR内房線/総武本線              | 蘇我駅 - 秋葉原駅        |
| 5月14日 - 6月1日                        | 京成本線/押上線                | 京成上野駅 - 押上駅      |
| 6月4日 - 7月9日                         | JR南武線                       | 川崎駅 - 立川駅          |
| 7月10日 - 8月3日                        | 東武伊勢崎線                   | 春日部駅 - 北千住駅      |
| 8月6日 - 8月28日                        | JR京葉線                       | 東京駅 - 蘇我駅          |
| 8月29日 - 9月26日                       | 小田急多摩線/小田原線          | 唐木田駅 - 経堂駅/新宿駅 |
| 9月27日 - 10月25日                      | 東急東横線                     | 渋谷駅 - 横浜駅          |
| 10月26日 - 11月9日                      | JR根岸線                       | 大船駅 - 桜木町駅        |
| 11月12日 - 11月21日                     | JR京浜東北線                   | 東神奈川駅 - 品川駅      |
| 11月22日 - 12月7日                      | JR常磐線                       | 綾瀬駅 - 我孫子駅        |
| 12月10日                                | 東京スカイツリー               | ――                       |
| 12月11日                                | 東京駅                         | ――                       |
| 12月12日                                | ダイバーシティ東京             | ――                       |
| 12月13日                                | 三井アウトレットパーク 木更津  | ――                       |
| 12月14日                                | 横浜高島屋                     | ――                       |
| 12月17日・12月19日・12月21日 - 12月27日 | 埼玉高速鉄道線                 | 赤羽岩淵駅 ‐ 戸塚安行駅  |
| 12月18日                                | JR山手線                       | 有楽町駅                 |
| 12月20日                                | JR京葉線                       | 稲毛海岸駅               |
| 12月28日                                | 相鉄線                         | 海老名駅                 |

1月15日の県立大学駅は、先日の大雪による積雪の影響で中継先への移動が不可能になったため、クイズは中止
2月6日の学園前駅は、大雪による都内各所からの雪レポートへの変更になったため、クイズは中止
3月11日は東日本大震災で被災した浦安市訪問のため、沿線各駅巡りは中止
| 2013年                             | 2013年                     | 2013年                    |
| 日時                               | 線名                       | 区間                      |
| ---------------------------------- | -------------------------- | ------------------------- |
| 1月2日 - 2月1日                    | 京急久里浜線/本線          | 三崎口駅 - 上大岡駅       |
| 2月4日 - 2月22日                   | 京成千原線/千葉線          | ちはら台駅 - 京成津田沼駅 |
| 2月25日 - 3月8日                   | 東武東上線                 | 川越駅 - 朝霞駅           |
| 3月12日 - 4月3日                   | 東京メトロ副都心線         | 和光市駅 - 渋谷駅         |
| 4月4日 - 4月19日                   | 東武野田線                 | 柏駅 - 船橋駅             |
| 4月22日 - 5月9日                   | 京急本線/空港線            | 品川駅 - 穴守稲荷駅       |
| 5月10日 - 6月18日                  | 横浜市営地下鉄ブルーライン | あざみ野駅 - 戸塚駅       |
| 6月19日 - 7月12日                  | JR京浜東北線               | 上野駅 - 大宮駅           |
| 7月15日                            | JR内房線                   | 袖ヶ浦駅                  |
| 7月16日 - 8月14日                  | 京王線                     | 府中駅 - 新宿駅           |
| 8月15日 - 8月23日・9月2日 - 9月9日 | JR内房線                   | 千葉駅 - 君津駅           |
| 8月26日                            | JR京葉線                   | 稲毛海岸駅                |
| 8月27日                            | 京急本線                   | 上大岡駅                  |
| 8月28日                            | JR総武本線                 | 亀戸駅                    |
| 8月29日                            | JR東海道本線               | 川崎駅                    |
| 8月30日                            | JR東北線                   | 上野駅                    |
| 9月10日 - 9月26日                  | つくばエクスプレス         | 浅草駅 - 守谷駅           |
| 9月27日 - 10月18日                 | 東急田園都市線             | 二子玉川駅 - 長津田駅     |
| 10月21日 - 11月5日                 | 東武野田線                 | 船橋駅 - 柏駅             |
| 10月21日 - 11月29日                | 相鉄本線                   | 海老名駅 - 横浜駅         |
| 12月2日 - 12月13日                 | 都営地下鉄新宿線           | 本八幡駅 - 菊川駅         |
| 12月16日 - 12月20日                | 東武亀戸線                 | 曳舟駅 - 亀戸駅           |
| 12月23日・12月26日・12月27日       | 東京メトロ東西線           | 中野駅 - 高田馬場駅       |
| 12月24日                           | JR内房線                   | 木更津駅                  |

1月30日の都筑ふれあいの丘駅は、大雪による都内各所からの雪レポートへの変更にの為、クイズは中止
4月29日は「ニッポン放送開局60周年 THE ラジオパーク 2014 in 日比谷 エコと、緑と、健康と」開催会場である、日比谷公園の公開生放送内で実施※高根公団駅では実施せず
| 2014年                              | 2014年                        | 2014年                              |
| 日時                                | 線名                          | 区間                                |
| ----------------------------------- | ----------------------------- | ----------------------------------- |
| 1月6日 - 1月10日・1月14日 - 1月31日 | 東京メトロ東西線              | 早稲田駅 - 西船橋駅                 |
| 1月13日                             | 京急本線                      | 大森海岸駅                          |
| 2月3日 - 2月26日                    | 京成本線                      | 青砥駅 - 京成津田沼駅               |
| 2月27日 - 3月26日                   | 小田急小田原線                | 経堂駅 - 相模大野駅                 |
| 3月27日 - 4月4日                    | 東武伊勢崎線                  | 北千住駅 - とうきょうスカイツリー駅 |
| 4月7日 - 5月7日                     | 新京成線                      | 松戸駅 - 新津田沼駅                 |
| 5月8日 - 6月12日                    | JR南武線                      | 立川駅 - 川崎駅                     |
| 6月13日 - 8月1日                    | 京急本線                      | 八丁畷駅 - 浦賀駅                   |
| 8月4日 - 8月15日                    | 都営地下鉄大江戸線            | 大門駅 - 蔵前駅                     |
| 8月18日 - 8月28日                   | 東葉高速線                    | 東葉勝田台駅 - 西船橋駅             |
| 8月29日 - 10月3日                   | JR武蔵野線                    | 船橋法典駅 - 府中本町駅             |
| 10月6日 - 10月22日                  | 都営日暮里・舎人ライナー      | 日暮里駅 - 見沼代親水公園駅         |
| 10月23日 - 11月21日                 | 相鉄本線/いずみ野線           | 横浜駅 - 湘南台駅                   |
| 11月24日 - 12月5日                  | 千葉都市モノレール2号線/1号線 | 千城台駅 - 千葉みなと駅             |
| 12月8日 - 12月26日                  | JR内房線                      | 蘇我駅 - 上総湊駅                   |
| 12月29日                            | 京急本線                      | 浦賀駅                              |
| 12月30日                            | 都営日暮里・舎人ライナー      | 日暮里駅                            |

| 2015年              | 2015年                       | 2015年                |
| 日時                | 線名                         | 区間                  |
| ------------------- | ---------------------------- | --------------------- |
| 1月5日 - 1月21日    | 東急目黒線                   | 目黒駅 - 日吉駅       |
| 1月22日 - 2月3日    | 横浜市営地下鉄グリーンライン | 日吉本町駅 - 中山駅   |
| 2月4日 - 3月27日    | 京成押上線/本線              | 押上駅 - 京成成田駅   |
| 3月30日 - 5月28日   | 京急本線                     | 横須賀中央駅 - 品川駅 |
| 5月29日 - 6月15日   | 東武野田線                   | 柏駅 - 船橋駅         |
| 6月16日 - 7月15日   | 京王線                       | 府中駅 - 新宿駅       |
| 7月16日 - 8月3日    | JR内房線                     | 蘇我駅 - 佐貫町駅     |
| 8月4日 - 8月21日    | JR横浜線                     | 相模原駅 - 大口駅     |
| 9月1日 - 10月5日    | 新京成線                     | 新津田沼駅 - 松戸駅   |
| 10月6日 - 11月9日   | 京急本線                     | 横浜駅 - 品川駅       |
| 11月10日 - 11月30日 | 東急池上線                   | 蒲田駅 - 五反田駅     |
| 12月1日 - 12月11日  | JR京葉線                     | 蘇我駅 - 南船橋駅     |
| 12月14日 - 12月31日 | JR武蔵野線                   | 西船橋駅 - 南越谷駅   |

12月26日は、ニッポン放送玄関前から中継
| 2016年              | 2016年                     | 2016年                    |
| 日時                | 線名                       | 区間                      |
| ------------------- | -------------------------- | ------------------------- |
| 1月4日 - 1月20日    | JR武蔵野線                 | 東川口駅 - 府中本町駅     |
| 1月22日 - 2月3日    | 西武池袋線                 | 椎名町駅 - 石神井公園駅   |
| 2月4日 - 3月27日    | 京成押上線/本線            | 押上駅 - 京成成田駅       |
| 3月30日 - 4月28日   | 京急本線                   | 横須賀中央駅 - 鶴見市場駅 |
| 5月2日 - 5月27日    | 東武東上線                 | 池袋駅 - 新河岸駅         |
| 5月30日 - 6月23日   | 東武伊勢崎線               | 北千住駅 - 春日部駅       |
| 6月24日 - 7月6日    | 東武野田線                 | 八木崎駅 - 大宮駅         |
| 7月7日 - 8月2日     | JR総武本線                 | 錦糸町駅 - 千葉駅         |
| 8月3日 - 8月4日     | JR内房線                   | 本千葉駅 - 蘇我駅         |
| 8月9日 - 8月31日    | 京急本線                   | 上大岡駅 - 京急鶴見駅     |
| 9月1日 - 9月16日    | JR埼京線                   | 赤羽駅 - 大宮駅           |
| 9月19日 - 10月5日   | JR常磐線                   | 綾瀬駅 - 我孫子駅         |
| 10月6日 - 11月11日  | 横浜市営地下鉄ブルーライン | あざみ野駅 - 戸塚駅       |
| 11月14日 - 11月23日 | 埼玉高速鉄道線             | 浦和美園駅 - 赤羽岩淵駅   |
| 11月24日 - 11月30日 | 東京メトロ南北線           | 志茂駅 - 駒込駅           |
| 12月1日 - 12月14日  | JR内房線                   | 木更津駅 - 蘇我駅         |
| 12月15日 - 12月14日 | JR京葉線                   | 千葉みなと駅 - 二俣新町駅 |
| 12月27日            | 埼玉高速鉄道線             | 鳩ヶ谷駅                  |
| 12月28日            | 京王線                     | 千歳烏山駅                |
| 12月29日            | 東急池上線                 | 千鳥町駅                  |
| 12月30日            | JR京浜東北線               | 鶴見駅                    |

| 2017年             | 2017年                     | 2017年                |
| 日時               | 線名                       | 区間                  |
| ------------------ | -------------------------- | --------------------- |
| 1月3日 - 1月20日   | JR根岸線/京浜東北線/横浜線 | 桜木町駅 - 古淵駅     |
| 1月23日 - 2月7日   | 西武池袋線                 | 池袋駅 - 保谷駅       |
| 2月8日 - 2月24日   | 東急東横線                 | 多摩川駅 - 横浜駅     |
| 2月27日 - 3月31日  | 京成押上線/本線            | 押上駅 - 京成大久保駅 |
| 4月3日 - 4月28日   | JR南部線                   | 府中本町駅 - 川崎駅   |
| 5月1日 - 6月1日    | JR武蔵野線                 | 西船橋駅 - 西国分寺駅 |
| 6月2日 - 6月29日   | JR総武本線                 | 新小岩駅 - 千葉駅     |
| 6月30日 - 7月21日  | 京急本線                   | 品川駅 - 鶴見市場駅   |
| 7月24日 - 8月18日  | 東武東上線                 | 池袋駅 - 上福岡駅     |
| 8月21日 - 9月11日  | 京急本線                   | 京急鶴見駅 - 上大岡駅 |
| 9月12日 - 10月30日 | 東武野田線                 | 大宮駅 - 船橋駅       |
| 10月31日 - 12月6日 | 横浜市営地下鉄ブルーライン | 戸塚駅 - あざみ野駅   |
| 12月7日 - 12月29日 | 京王線                     | 新宿駅 - 千歳烏山駅   |

| 2018年            | 2018年          | 2018年                  |
| 日時              | 線名            | 区間                    |
| ----------------- | --------------- | ----------------------- |
| 1月2日 - 1月19日  | 京王線          | 仙川駅 - 府中駅         |
| 1月22日 - 2月15日 | 西武新宿線      | 西武新宿駅 - 小平駅     |
| 2月16日 - 3月5日  | JR常磐線        | 我孫子駅 - 亀有駅       |
| 3月6日 - 3月23日  | JR横浜線        | 東神奈川駅 - 淵野辺駅   |
| 3月26日           | JR総武線        | 新小岩駅                |
| 3月27日           | 東武野田線      | 新柏駅                  |
| 3月28日           | JR武蔵野線      | 新松戸駅                |
| 3月29日           | 東急東横線      | 新丸子駅                |
| 3月30日           | 新京成線        | 新鎌ヶ谷駅              |
| 4月2日 - 4月17日  | JR埼京線        | 赤羽駅 - 大宮駅         |
| 4月18日 - 6月1日  | 京成本線/押上線 | 押上駅 - 京成佐倉駅     |
| 6月4日 - 6月27日  | 相鉄線          | 横浜駅 - 海老名駅       |
| 6月28日 - 7月23日 | 西武池袋線      | 池袋駅 - 所沢駅         |
| 7月24日 - 8月23日 | 新京成線        | 松戸駅 - 京成津田沼駅   |
| 8月24日 - 9月21日 | 東急田園都市線  | 中央林間駅 - 二子玉川駅 |
| 9月24日           | 京成線          | 京成大和田駅            |
| 9月25日           | 相鉄線          | さがみ野駅              |
| 9月26日           | 京急本線        | 鶴見市場駅              |
| 9月27日           | 西武池袋線      | 所沢駅                  |
| 9月28日           | JR埼京線        | 赤羽駅                  |

## 放送時間
本番組はウェブブラウザまたはスマートフォン・タブレット・スマートテレビなどのアプリを介して「radiko」（無料のリアルタイムまたはタイムフリー）または「radikoプレミアム」（有料のエリアフリー）で聴取可能。

### 現在
※JST表記
- 月曜〜金曜 8:00 - 11:00（2024年4月1日 - ）

### 過去
- 月曜〜金曜 8:30 - 11:30（2007年10月1日 - 2010年6月25日）
- 月曜〜金曜 8:00 - 11:30（2010年6月28日 - 2024年3月29日）

## 特別番組
2008年
- 12月23日：『みんなで集まれ！あなたとハッピー増刊号[23]』 -（13:00 - 14:30)

パーソナリティの垣花と、中継レポーターの田中が、“エコ”をテーマに構成している、特別番組。ゲストが金曜のパートナーである、榊原であった
2012年
- 6月15日：『ニッポン放送番組交流戦 あさラジ!VSあなたとハッピー』 -（18:00 - 21:00)

ナイター中継のフロート番組として編成。高嶋が「昭和の名曲」、垣花が「平成の名曲」を掛けてクイズに挑戦に挑戦する、リクエストバトル番組
2014年
- 12月31日：『カッキー・欽ちゃんのニッポン放送ハッピー歌謡祭 総集編[24]』（10:00 - 11:00）

同年9月13日に催されたイベントのダイジェスト番組
2016年
- 1月1日：『AM1242もFM93も新年からハッピー!』（5:00 - 8:00）

2016年の新春特別番組。垣花が初日の出中継を担当。スタジオアシスタントは、那須では無く、同年の新人アナウンサーである新行が担当
2017年
- 10月22日：特別番組『あなたとハッピー増刊号!〜歌の総選挙 あなたは何党ですか?〜[25]』（17:30 - 19:50）

2017年のナイターオフ枠として編成。垣花と森永卓郎の楽曲リクエスト番組かつ付け句も発表する
2020年
- 10月18日：『ショウアップナイタースペシャル 垣花正 今夜もハッピー![26]』（19:00 - 20:00）

『サウンドコレクション』枠として、2020年10月の聴取率調査週間時の特定番組（当該番組、『ラジオビバリー昼ズ』、『ザ・ラジオショー』、『ショウアップナイター』）の番宣として編成。
また、アシスタントとリポーターに同局新人アナウンサーである内田雄基を起用した
2023年
- 10月16日：『垣花正 あなたとハッピー!増刊号[29]』（18:00 - 21:50）。

基は『ニッポン放送ショウアップナイタースペシャル クライマックスシリーズ・セ1stステージ 広島東洋カープ対横浜DeNAベイスターズ第3戦実況』（スペシャルウィークに付き、自社乗り込み。実況：松本秀夫、解説：野村弘樹）を17:35-21:50に行う予定だった枠だが、広島が連勝し、第3戦は行わないことが決まったことにより編成された。
ゲスト：森永卓郎、金子達仁
2024年
- 10月4日：『一般社団法人 日本冷凍食品協会 presents 垣花正 冷食deハッピー![30]』（20:00 - 21:00）

毎年10月18日を「冷凍食品の日」及び毎年10月を「冷凍食品月間」と定められていることから「冷凍食品」をテーマにした特番（事前収録）。アシスタントは熊谷が担当。
ゲスト：三浦佳子（一般社団法人 日本冷凍食品協会広報部長）
- 12月9日：『森永卓郎と泉房穂の情熱ラジオフルスゥィング!』（20:00-21:50）

同年10月からナイターオフ限定でスタートした『泉房穂の情熱ラジオ』との合同特番。当番組からは森永卓郎と垣花、『情熱ラジオ』からは泉房穂がパーソナリティーを務めて、2024年の世相について鼎談を生放送した。

## イベント
番組開始以後、通常の街頭中継以外の商業施設内からの無料公開放送及び、番組企画の歌唱コーナーの発展形である有料興業が開催されており、双方年1回ペースで催されている

### 公開放送
2008年
- 3月20日、8月8日：京葉道路幕張パーキングエリア下り線内のPasar幕張
- 7月21日：サザンビーチちがさき。11時のテレフォン人生相談を休止し、ブレッド&バターのライブを開催

2009年
- 6月29日：京急百貨店ウイング上大岡2階ガーデンコート

2010年
- 3月31日：JA千葉みらい農産物直売所 しょいか〜ご 千葉店
- 7月22日：成田国際空港（垣花と那須のみ）
- 9月17日：JA千葉みらい農産物直売所 しょいか〜ご 習志野店。榊原と山内も出演

2011年
- 3月11日：千葉県内所在の石窯パン工房ル・マタン 四街道店
- 4月29日：箱根 彫刻の森美術館から垣花、那須、飯田が、中継コーナーは山内が単独で出演
- 7月29日：銚子ポートタワー ウオッセ21[32]。箱崎は参加せずニッポン放送のスタジオ待機
- 11月3日：箱根小涌園ユネッサンから垣花、那須、箱崎が出演
- 11月25日：横浜マリンタワーから垣花、那須、飯田が出演

2012年
- 3月30日：石窯パン工房ル・マタン四街道店

2013年
- 5月24日：横浜マリンタワー

2015年
- 9月21日：東京スカイツリータウンTOKYO SKYTREE TOWN STUDIO

2016年
- 3月21日：建て替えのため2016年2月で閉館した豊島公会堂
- 9月30日：TOKYO SKYTREE TOWN STUDIOから「ニッポン放送「FM93の日」記念 1日まるごと東京スカイツリー放送局」の一環として

2017年
- 7月26日：箱根 彫刻の森美術館

2018年
- 7月16日：神奈川県住宅供給公社ビル多目的スペース「kosha33」スタジオ

### コンサート
2010年
- 5月1日：黄金歌謡伝説コンサート（17:00 - 19:00）日比谷公会堂 - ゲスト：泉谷しげる、宇崎竜童with横田明紀男、世良公則、堀内孝雄、山本潤子
- 11月12日：黄金歌謡伝説コンサート（18:30 - 20:30）神奈川県民ホール - ゲスト：梓みちよ、太田裕美、大野真澄、杉田二郎、トワ・エ・モワ、成底ゆう子

2011年
- 5月21日：黄金歌謡伝説コンサート Vol.3 〜俺たちの旅〜（17:00 - 19:00）ゆうぽうと[33] - ゲスト：小椋佳、中村雅俊、普天間かおり、サエラ

2012年
- 4月30日　垣花正のあなたとハッピー!コンサート（17:00 - 19:00）日比谷公会堂 - ゲスト：小椋佳、由紀さおり、藤澤ノリマサ、山内惠介

2014年
- 9月13日：ニッポン放送開局60周年記念 カッキー・欽ちゃんのニッポン放送ハッピー歌謡祭 東京国際フォーラム ホールA - ゲストMC：萩本欽一、垣花正、那須恵理子、東島衣里、ゲスト：細川たかし、堀内孝雄、森昌子、紅晴美、山内惠介、松原健之、杜このみ

2017年
- 4月1日：おかげさまで10周年 垣花正 あなたとハッピー歌謡祭[34]（16:00 - 18:00）中野サンプラザ - ゲスト：工藤あやの、坂本冬休み、佐々木秀実、藤澤ノリマサ、杜このみ、山内惠介、森永卓郎、中瀬ゆかり、歴代リポーター：飯田浩司、箱崎みどり、東島衣里、新行市佳、坂本梨紗

2018年
- 3月23日：おかげさまで10周年 垣花正 あなたとハッピー歌謡祭2[35]（16:00 - 18:00）中野サンプラザ - ゲスト：工藤あやの、坂本冬休み、中澤卓也、林部智史、Baby Boo、杜このみ、山田姉妹、森永卓郎、中瀬ゆかり、新行市佳、坂本梨紗

2023年
- 6月24日：あなたとハッピー! おかげさまで15周年 大感謝祭!![36]（16:00 - 18:00）東京国際フォーラム - ゲスト：森永卓郎、中瀬ゆかり、谷中敦、サンドウィッチマン、森永康平、パース・ナクン（タイからリモート参加[37]）

## ノベルティ
- 美女のウェットティッシュ
- 美女のトートバッグ

## 番組本
- へんな判決（のり・たまみ著、ポプラ社、ISBN 978-4-591-10452-1）

## スタッフ
- 構成：水野克紀、篠崎貴浩、 宮澤一彰（ダビッツ）（木曜）、寺坂直毅、高井均
- ディレクター：杉山直、松島宏、石井杏子、広川琢磨

### 過去
- 構成：石川昭人（木曜）
- ディレクター：冨山雄一（水曜）、日高俊樹
- AD：よしみ（本名不明）
- バイト：本間ちゃん